# 존 F. 케네디 행정부
존 F. 케네디의 제35대 미국 대통령 재임 기간은 1961년 1월 20일 취임과 함께 시작되어 1963년 11월 22일 암살로 끝났다. 매사추세츠 출신의 민주당원이었던 케네디는 1960년 대통령 선거에서 공화당 현직 부통령인 리처드 닉슨에 대한 근소한 승리 이후 취임했다. 그의 뒤를 이어 부통령 린든 B. 존슨이 취임했다.
케네디 재임 기간은 소련 및 쿠바와의 냉전 긴장으로 특징지어진다. 쿠바에서는 1961년 4월 피그스만에서 피델 카스트로 정부를 전복시키려던 실패한 시도가 있었다. 1962년 10월, 케네디 행정부는 소련의 탄도 미사일이 쿠바에 배치되었음을 알게 되었고, 이로 인한 쿠바 미사일 위기는 핵전쟁의 위험을 내포했지만, 소련이 쿠바에서 미사일을 공개적으로 철수하고 미국이 이탈리아와 튀르키예에 배치된 일부 미사일을 비밀리에 철수하는 타협으로 끝났다. 아시아에서 공산주의 확산을 저지하기 위해 케네디는 남베트남에 주둔한 미국 군사 고문관의 수를 18배 늘렸다. 베트남 전쟁에서 미국의 역할은 케네디 사망 후 더욱 확대되었다. 라틴 아메리카에서는 케네디의 진보를 위한 동맹이 인권 증진과 경제 발전을 목표로 했다.
국내 정치에서 케네디는 뉴프런티어 정책에 대담한 제안을 했지만, 그의 많은 이니셔티브는 북부 공화당원과 남부 민주당원의 보수 연합에 의해 저지되었다. 실패한 이니셔티브에는 교육에 대한 연방 지원, 노인 의료 서비스, 경제적으로 침체된 지역에 대한 지원 등이 포함된다. 처음에는 민권법 제정을 꺼렸지만, 1963년 케네디는 궁극적으로 1964년 민권법이 된 주요 민권 법안을 제안했다. 케네디 재임 기간 동안 경제는 꾸준한 성장, 낮은 인플레이션, 실업률 하락을 경험했다. 케네디는 케인스 경제학을 채택하고 1964년 민권법으로 통과된 세금 감면 법안을 제안했다. 케네디는 또한 미국 평화 봉사단을 설립하고 미국인을 달에 착륙시키고 안전하게 지구로 귀환시키겠다고 약속하며 소련과의 우주 경쟁을 격화시켰다.
케네디는 1963년 11월 22일 텍사스 댈러스를 방문하던 중 암살당했다. 워런 위원회는 리 하비 오스월드가 케네디 암살에서 단독으로 행동했다고 결론 내렸지만, 암살은 다양한 음모론을 낳았다. 케네디는 선출된 최초의 로마 가톨릭교도 대통령이었으며, 미국 대통령 선거에서 승리한 최연소 후보이기도 했다. 역사학자와 정치학자들은 케네디를 평균 이상의 대통령으로 평가하는 경향이 있다.

## 1960년 선거
1953년부터 1960년까지 미국 상원에서 매사추세츠주를 대표했던 케네디는 1956 민주당 전당대회에서 부통령 후보로 2위를 차지했다. 드와이트 D. 아이젠하워 공화당 대통령이 1956년 대통령 선거에서 애들레이 스티븐슨을 누르고 재선된 후, 케네디는 1960년 선거에서 대통령 출마를 준비하기 시작했다. 1960년 1월, 케네디는 그 해 대통령 선거에서 공식적으로 후보로 나섰다. 미네소타의 휴버트 험프리 상원의원은 1960년 민주당 예비선거에서 케네디의 주요 경쟁자로 떠올랐지만, 케네디가 프로테스탄트가 많은 웨스트버지니아 주에서 승리하면서 험프리는 경선에서 물러났다. 1960 민주당 전당대회에서 케네디는 스티븐슨과 텍사스의 린든 B. 존슨 상원의원의 도전을 물리치고 대회 첫 투표에서 대통령 후보 지명을 받았다. 케네디는 많은 자유주의 대의원과 그의 동생 로버트 F. 케네디를 포함한 케네디 자신의 참모들의 반대에도 불구하고 존슨을 부통령 러닝메이트로 선택했다. 케네디는 존슨이 후보로 함께 함으로써 남부 유권자들에게 어필할 것이며, 존슨이 상원에 귀중한 연락책 역할을 할 수 있을 것이라고 믿었다.
현직 부통령 리처드 닉슨은 1960년 공화당 대통령 예비선거에서 쉽게 승리했다. 닉슨은 유엔 주재 미국 대표인 헨리 캐벗 로지 주니어를 러닝메이트로 선택했다. 두 대통령 후보는 선거 운동 기간 동안 광범위하게 여행했다. 어떤 주도 "승리할 수 없는" 주라고 인정하고 싶지 않았던 닉슨은 50개 주 전략을 펼쳤고, 케네디는 가장 많은 선거인단 표를 가진 주에 집중했다. 선거 운동의 주요 쟁점은 경제, 케네디의 가톨릭 신앙, 쿠바, 그리고 소련의 우주 및 미사일 프로그램이 미국의 프로그램을 능가했는지 여부였다.

1960년 선거인단 투표 결과

1960년 11월 8일, 케네디는 미국 역사상 가장 접전이었던 대통령 선거 중 하나에서 닉슨을 물리쳤다. 케네디는 기록적인 6,880만 표 중 12만 표의 근소한 차이로 일반 투표에서 승리했다. 그는 선거인단 투표에서 더 큰 차이로 승리하여 닉슨의 219표에 비해 303표를 얻었다. 두 주(앨라배마와 미시시피)에서 14명의 선서하지 않은 선거인는 해리 F. 버드 버지니아주 상원의원에게 투표했으며, 오클라호마의 신의 없는 선거인 1명도 마찬가지였다. 동시에 치러진 의회 선거에서 민주당은 하원과 상원 모두에서 큰 다수를 유지했다. 그럼에도 불구하고 29명의 하원 민주당 의원이 교체되었는데, 이들은 모두 케네디 지지 진보 성향이었다. 한 연구에 따르면 "한 세기 만에 대통령직을 차지한 당이 의회에서 의석을 얻지 못했다"고 한다. 케네디는 20세기에 태어나 대통령으로 당선된 최초의 인물이었으며, 43세의 나이로 가장 젊은 나이에 선출된 대통령이었다. 그는 또한 대통령으로 선출된 최초의 로마 가톨릭교도였다.

## 정권 인수

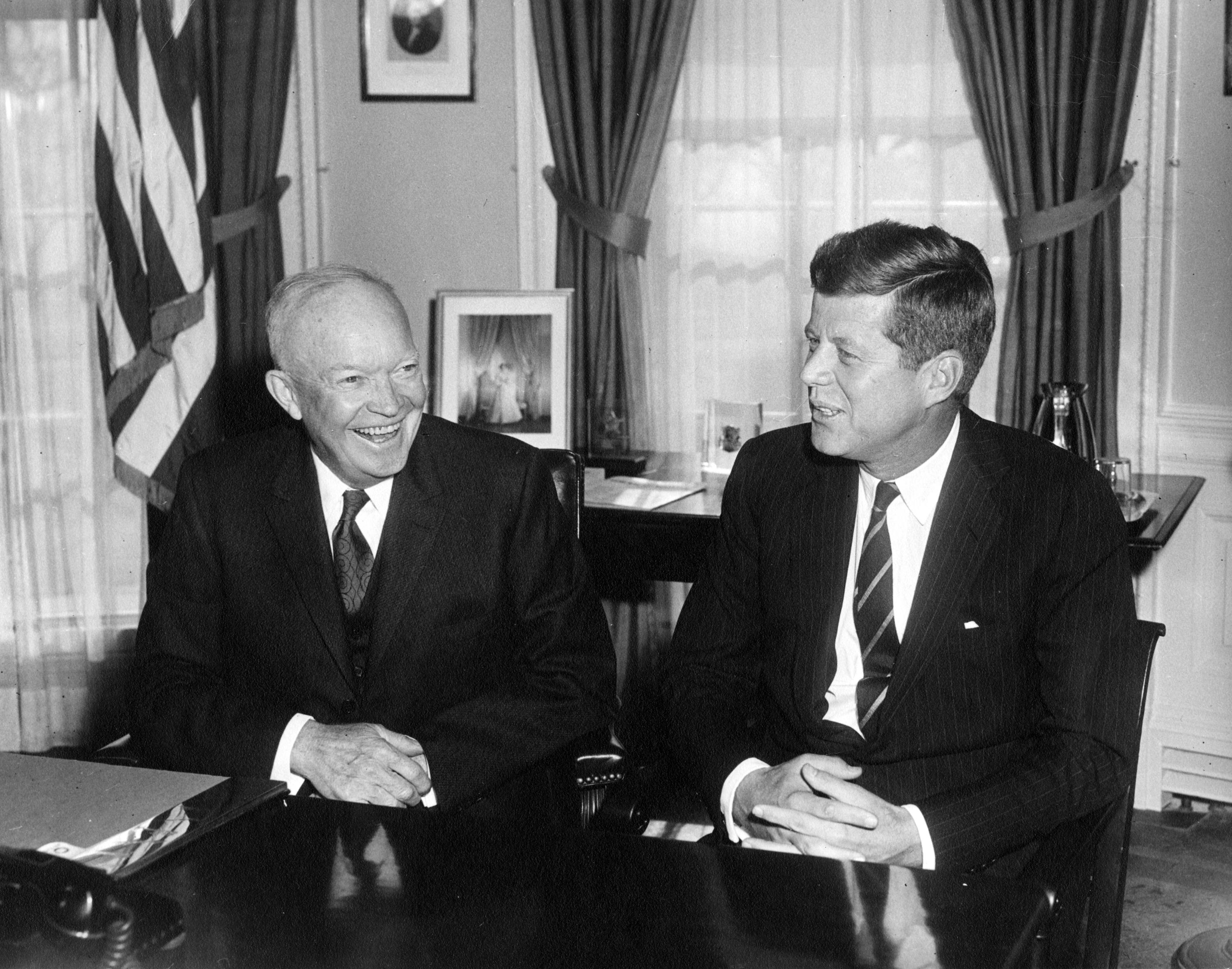
1960년 12월 6일 백악관에서 현직 대통령 드와이트 D. 아이젠하워와 당선인 존 F. 케네디의 만남

케네디는 클라크 클리포드에게 정권 인수 작업을 맡겼다.

## 취임

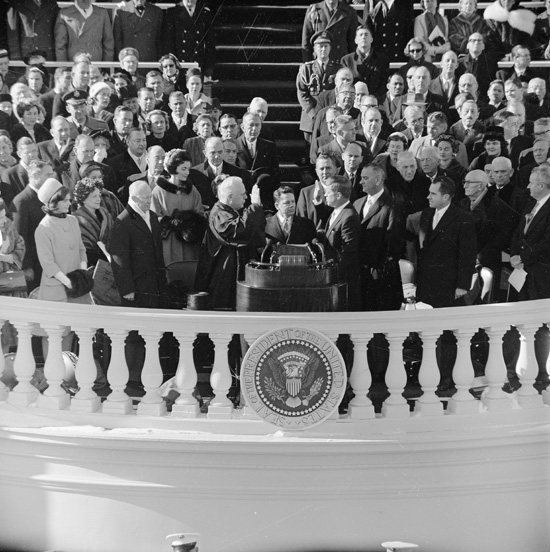
대법원장 얼 워런이 1961년 1월 20일 미국 국회의사당에서 존 F. 케네디에게 대통령 선서를 집행하고 있다.

케네디는 1961년 1월 20일 미국 국회의사당 동쪽 포르티코에서 미국의 제35대 대통령으로 취임했다. 대법원장 얼 워런이 취임 선서를 집행했다. 취임 연설에서 케네디는 모든 미국인이 적극적인 시민이 될 필요성을 강조하며, 유명한 말을 남겼다: "조국이 당신을 위해 무엇을 할 수 있을지 묻지 말고, 당신이 조국을 위해 무엇을 할 수 있을지 물어보라." 그는 또한 세계 각국에 "인류의 공통된 적: 폭정, 빈곤, 질병, 그리고 전쟁 그 자체"와 싸우는 데 동참할 것을 요청했다. 이러한 권고에 그는 다음과 같이 덧붙였다.
이 모든 것이 첫 100일 안에 끝나지 않을 것이다. 첫 1000일 안에도, 이 행정부의 임기 중에도, 심지어 이 행성에서 우리의 일생 동안에도 끝나지 않을 수도 있다. 하지만 시작하자. "마지막으로, 당신이 미국의 시민이든 세계의 시민이든, 우리가 당신에게 요구하는 것과 동일한 강인함과 희생의 높은 기준을 우리에게 요구하라.
이 연설은 그의 행정부가 국내 정책과 외교 문제 모두에서 역사적으로 중요한 길을 개척할 것이라는 케네디의 확신을 반영했다. 이러한 낙관적인 비전과 국내외에서 매일의 정치적 현실을 관리해야 하는 압력 사이의 대비는 그의 행정부 초기 몇 년 동안 이어지는 주요 긴장 중 하나가 될 것이었다.

## 행정부
케네디는 당선 후 8주 동안 자신의 내각, 직원, 최고 관리들을 선택하는 데 시간을 보냈다. 그는 J. 에드거 후버를 FBI 국장으로, 앨런 덜레스를 CIA 국장으로 유임시켰다. 아이젠하워의 국무차관을 지냈던 기업가 출신 공화당원 C. 더글러스 딜런이 재무장관으로 선정되었다. 케네디는 비교적 보수적인 딜런의 임명을 다른 두 중요한 경제 자문직에 진보 민주당원을 선정함으로써 균형을 맞췄다. 데이비드 E. 벨은 예산국장이 되었고, 월터 헬러는 경제자문위원회 의장을 맡았다.
포드 모터 컴퍼니의 "위즈 키즈" 중 한 명으로 잘 알려진 로버트 맥나마라는 국방부 장관으로 임명되었다. 케네디는 스티븐슨을 국무장관으로 선택하라는 자유주의자들의 압력을 거부하고, 대신 절제된 전 트루먼 행정부 관리였던 딘 러스크를 국무부 장관으로 임명했다. 스티븐슨은 유엔 대사라는 비정책적 역할을 수락했다. 족벌주의에 대한 우려에도 불구하고, 케네디의 아버지는 로버트 F. 케네디가 법무장관이 되어야 한다고 주장했고, 젊은 케네디는 모든 주요 문제에 대해 조언하는 "보조 대통령"이 되었다. 맥나마라와 딜런 또한 내각에서 중요한 고문으로 부상했다.

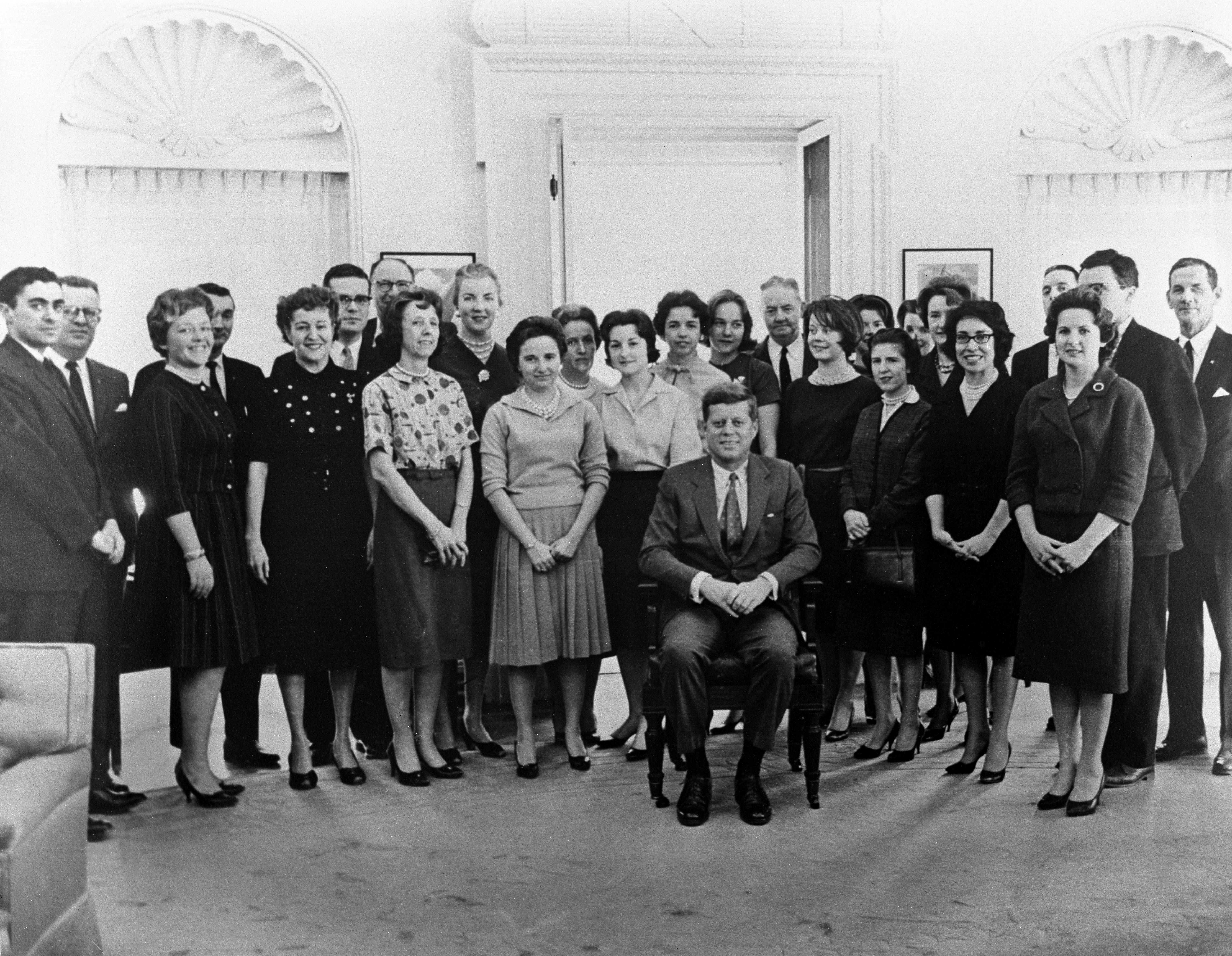
존 F. 케네디 대통령(앉아 있는)과 백악관 직원들

케네디는 아이젠하워의 의사결정 구조를 폐기하고, 모든 대변인이 대통령에게 연결되는 바퀴 형태의 조직 구조를 선호했다. 그는 그러한 환경에서 요구되는 더 많은 빠른 결정을 기꺼이 내릴 준비가 되어 있었다. 내각은 여전히 중요한 기관이었지만, 케네디는 일반적으로 대통령실 내의 소속 직원들에게 더 많이 의존했다. 아이젠하워와 달리 케네디는 비서실장을 두지 않고, 케네스 오도넬을 포함한 소수의 고위 보좌관들에게 의존했다. 국가안보보좌관 맥조지 번디는 국무장관 러스크를 능가하는 외교 정책의 가장 중요한 고문이었다. 테드 소렌슨은 국내 문제에 대한 핵심 고문이었으며 케네디의 많은 연설문을 작성하기도 했다. 다른 중요한 고문 및 직원으로는 래리 오브라이언, 아서 M. 슐레진저 주니어, 언론 비서 피에르 샐린저, 맥스웰 테일러 장군, 그리고 W. 애버렐 해리먼이 있었다. 케네디는 부통령 존슨과 우호적인 관계를 유지했으며, 존슨은 민권 및 우주 정책과 같은 문제에 관여했지만, 특별히 영향력 있는 부통령으로 부상하지는 않았다.
윌리엄 윌라드 워츠 주니어는 케네디 내각의 마지막 생존자였으며, 2010년 4월 24일에 사망했다.

## 사법부 임명
케네디는 미국 연방 대법원에 두 명을 임명했다. 1962년 초 찰스 에번스 휘태커의 사임 후, 케네디 대통령은 로버트 케네디 법무장관에게 잠재적 후임자 물색을 지시했고, 법무장관은 바이런 화이트 부법무장관, 아서 골드버그 노동부 장관, 연방 항소법원 판사 윌리엄 H. 헤이스티, 법학 교수 폴 A. 프로인트, 그리고 두 명의 주 대법원 판사로 구성된 목록을 작성했다. 케네디는 골드버그와 화이트로 선택을 좁혔고, 결국 후자를 선택했으며, 그는 상원에서 신속하게 인준되었다. 두 번째 공석은 1962년 늦게 펠릭스 프랑크푸르터의 퇴임으로 발생했다. 케네디는 즉시 골드버그를 임명했고, 그는 상원에서 쉽게 인준되었다. 골드버그는 1965년에 유엔 대사로 임명되기 위해 법원에서 사임했지만, 화이트는 1993년까지 법원에 남아 자유주의자와 보수주의자 판사 사이에서 종종 핵심적인 스윙 보트 역할을 했다.
대통령이 대법관을 임명했다. 다른 판사들은 로버트 케네디 법무장관이 선정했다. 1961년에 새로 창설된 연방 판사직을 포함하여 130명의 개인이 연방 법원에 임명되었다. 그중에는 후에 대법원에 합류한 서굿 마셜도 있었다. 임명자 중 9%는 아이비리그 학부 대학을 졸업했으며, 19%는 아이비리그 로스쿨을 졸업했다. 종교별로는 가톨릭교도가 61%, 개신교도가 38%, 유대교도가 11%였다. 거의 모든 임명자(91%)는 민주당원이었지만, 선거 정치에 광범위한 경험을 가진 사람은 거의 없었다.

## 외교 문제

### 미국 평화 봉사단

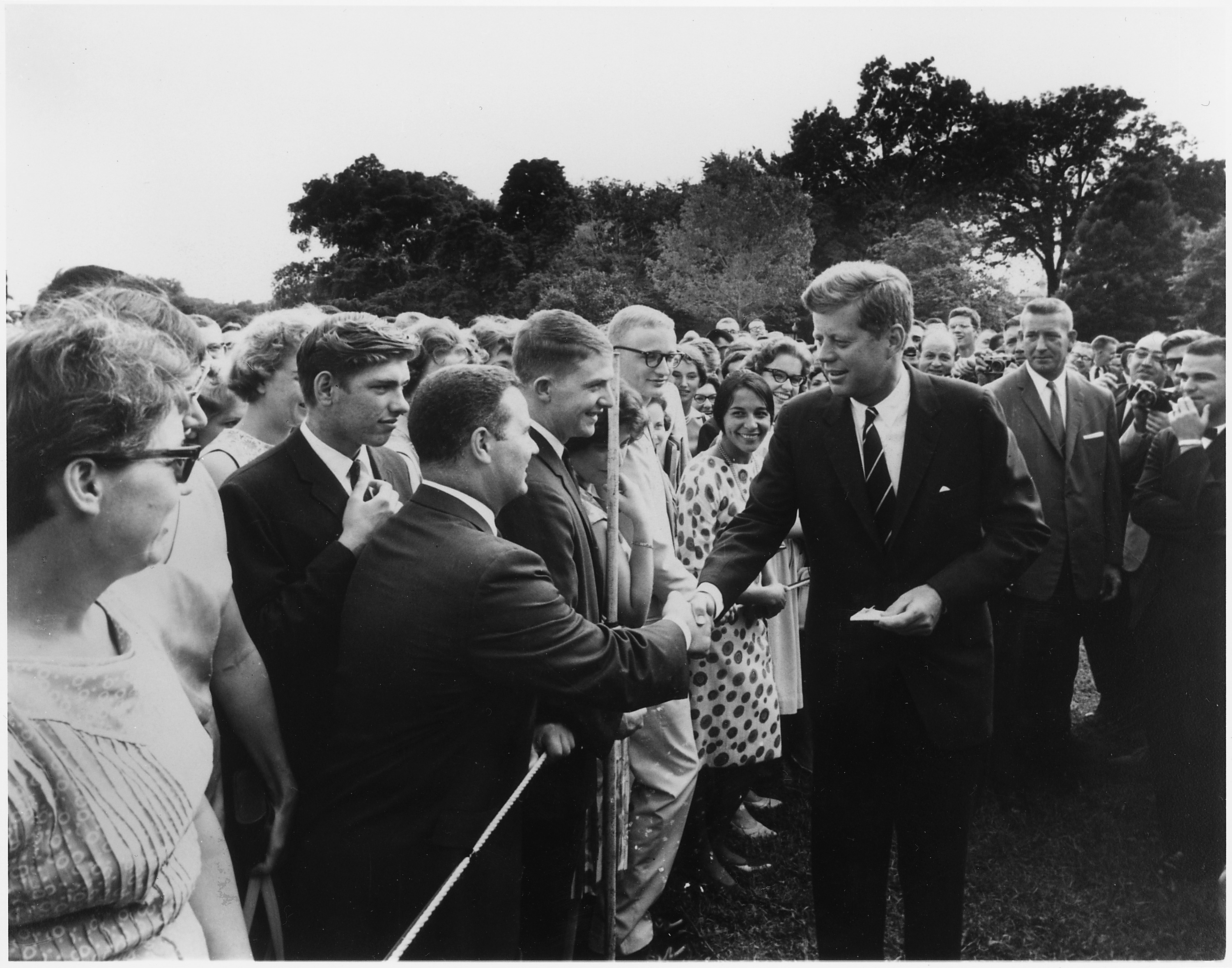
1961년 8월 28일 케네디가 미국 평화 봉사단 자원봉사자들을 맞이하고 있다.

미국인이 개발도상국에서 자원봉사를 할 수 있도록 하는 기관은 케네디에게 자기희생과 자원봉사라는 그의 선거 운동 주제와 잘 맞았고, 동시에 제3세계와의 미국 관계를 재정의하는 방법을 제공했기 때문에 매력적이었다. 평화적 목적을 위한 전쟁 수사 사용은 새로운 아이디어에 대한 대중의 호소를 설득력 있게 만들었다.
1961년 3월 1일, 케네디는 미국 평화 봉사단을 공식적으로 출범시키는 행정 명령 10924호를 서명했다. 그는 그의 처남인 사전트 슈라이버를 기관의 초대 국장으로 임명했다. 슈라이버의 효과적인 로비 활동 덕분에, 의회는 1961년 9월 22일 미국 평화 봉사단 프로그램의 영구적인 설립을 승인했다. 탕가니카 (현재의 탄자니아)와 가나는 이 프로그램에 참여한 첫 번째 국가들이었다. 케네디는 미국 평화 봉사단에 큰 자부심을 느꼈고, CIA의 영향력으로부터 자유롭게 유지되도록 했지만, 그는 대부분의 행정을 슈라이버에게 맡겼다. 케네디는 또한 이 프로그램을 특히 탈식민지 아프리카와 아시아의 신흥 국가들에서 "추한 미국인" 및 "양키 제국주의"라는 고정관념에 맞서는 수단으로 보았다. 처음 25년 동안 10만 명 이상의 미국인이 이 프로그램의 일환으로 44개국에서 봉사했다. 대부분의 미국 평화 봉사단 자원봉사자들은 학교에서 영어를 가르쳤지만, 많은 사람들이 건설 및 식품 배달과 같은 활동에 참여했다.

### 냉전과 유연 반응 전략
케네디의 외교 정책은 소련과의 미국 대결로 지배되었으며, 이는 냉전으로 알려진 세계적 긴장 상태에서 대리 경쟁으로 나타났다. 그의 전임자들과 마찬가지로 케네디는 공산주의 확산을 막으려 한 봉쇄 정책을 채택했다. 아이젠하워 대통령의 신방위 정책은 소련 침략의 위협을 억제하기 위해 핵무기 사용을 강조했다. 그러나 1960년까지 공산주의에서 영감을 받은 제3세계 혁명을 막는 데 효과적이지 못했기 때문에 대중의 여론은 신방위 정책에 등을 돌리고 있었다. 세계적인 핵전쟁 가능성을 두려워한 케네디는 유연한 대응으로 알려진 새로운 전략을 시행했다. 이 전략은 제한된 목표를 달성하기 위해 재래식 무기에 의존했다. 이 정책의 일환으로 케네디는 다양한 분쟁에서 비전통적으로 싸울 수 있는 정예 군사 부대인 미국 특수작전부대를 확장했다. 케네디는 유연 반응 전략이 미국이 전쟁에 의존하지 않고도 소련의 영향력에 대응할 수 있도록 할 것이라고 희망했다. 동시에, 그는 소련에 대한 우위를 확립하기 위해 핵무기 비축량을 대규모로 늘리라고 명령했다.
이러한 군사력 증강을 추구하면서 케네디는 아이젠하워의 군사비 지출로 인한 예산 적자에 대한 깊은 우려에서 벗어났다. 아이젠하워가 군산 복합체의 위험에 대해 경고했던 것과는 대조적으로 케네디는 재무장에 집중했다. 1961년부터 1964년까지 핵무기 수는 50% 증가했으며, 이를 운반하는 B-52 폭격기 수도 마찬가지였다. 새로운 대륙간 탄도 미사일(ICBM) 전력은 63기에서 424기로 증가했다. 그는 각각 16개의 핵미사일을 탑재한 23개의 새로운 폴라리스 잠수함을 승인했다. 한편, 그는 도시에 핵전쟁 대비 방공호를 준비할 것을 촉구했다.
1961년 1월, 소련 수상 니키타 흐루쇼프는 민족 해방 전쟁에 대한 지지를 선언했다. 케네디는 이 조치를 "자유 세계"에 대한 직접적인 위협으로 해석했다.

### 탈식민지화 및 개발도상국

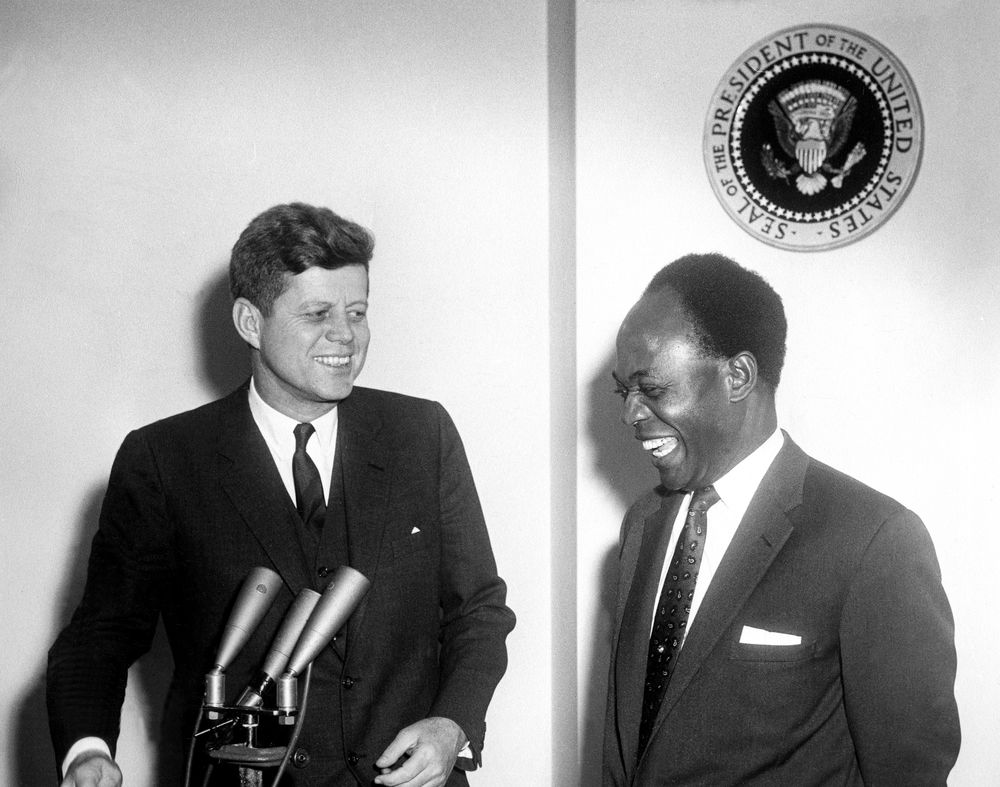
1961년 3월, 케네디가 독립 가나의 초대 대통령 콰메 은크루마와 함께 있는 모습

1960년부터 1963년 사이에 탈식민지화 과정이 계속되면서 24개국이 독립했다. 이들 국가 중 상당수는 미국이나 소련 중 어느 한쪽과 긴밀히 연대하는 것을 피하고자 했으며, 1961년에는 인도, 유고슬라비아, 인도네시아, 이집트, 가나의 지도자들이 비동맹 운동을 결성했다. 케네디는 경제 원조를 확대하고 유능한 대사를 임명하여 제3세계 지도자들과 국민들을 설득하고자 했다. 그의 행정부는 식량을 통한 평화 프로그램과 미국 평화 봉사단을 설립하여 다양한 방식으로 개발도상국에 원조를 제공했다. Food for Peace 프로그램은 미국 외교 정책의 핵심 요소가 되었고, 결국 많은 국가들이 경제를 발전시키고 상업적 수입 고객이 되는 데 도움이 되었다.
케네디는 재임 기간 동안 자와할랄 네루 인도 총리와 경제 협력을 늘리고 파키스탄에 대한 태도를 바꾸는 방식으로 더 가까운 관계를 모색했지만, 인도를 미국과 더 가깝게 만드는 데는 거의 진전이 없었다. 케네디는 가말 압델 나세르 이집트 대통령과의 좋은 관계를 통해 이집트 내 소련의 영향력을 최소화하기를 희망했지만, 나세르의 적대적인 태도가 사우디아라비아와 요르단과의 관계를 가로막았다. 동남아시아에서는 케네디가 서뉴기니 분쟁을 중재하여 인도네시아와 네덜란드가 국민투표를 통해 네덜란드령 뉴기니의 지위를 결정하는 데 동의하도록 설득했다.

#### 콩고 위기

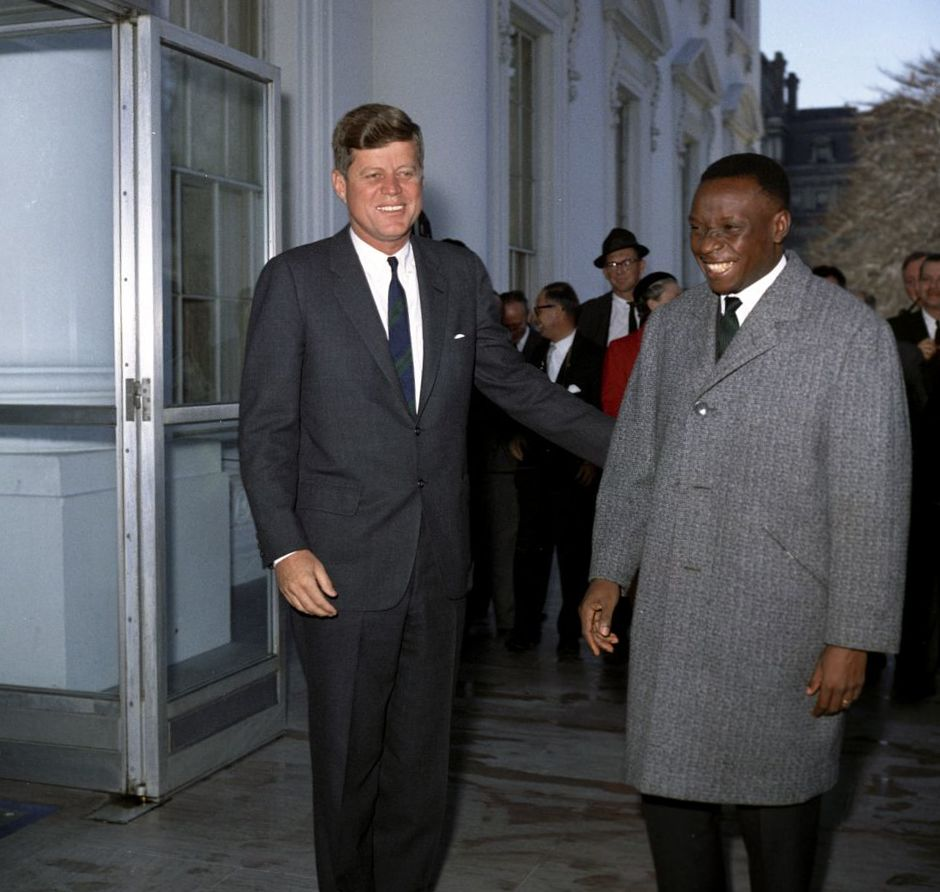
1962년 케네디 대통령과 콩고 총리 시릴 아둘라

미국 상원 외교위원회의 아프리카 소위원장을 지냈던 케네디는 아프리카에 특별한 관심을 갖게 되었다. 선거 운동 기간 동안 케네디는 아프리카를 거의 500번이나 언급했으며, 종종 아이젠하워 행정부가 그 대륙에서 입지를 잃고 있다고 비난했고, 미국이 반식민주의와 자결권 편에 서야 한다고 강조했다.
케네디는 콩고 위기를 자신의 재임 기간 동안 가장 중요한 외교 정책 문제 중 하나로 간주했다. 콩고 공화국은 1960년 6월 30일 벨기에 식민 통치로부터 독립했으며, 케네디 대통령이 "내란, 정치적 불안정 및 공공 질서 혼란"이라고 묘사한 바와 같이 거의 즉시 분열되었다. 전 총리 파트리스 루뭄바는 (케네디가 지원했던) 유엔 평화유지군이 있었음에도 불구하고 1961년 초 살해당했다. 모이즈 촘베, 카탕가국의 지도자는 콩고로부터의 독립을 선언했고 소련은 그들의 투쟁을 지원하기 위해 무기와 기술자를 보냈다. 냉전의 긴장으로 악화된 위기는 1960년대 내내 계속되었다.
케네디와 그의 새 보좌관들은 루뭄바의 죽음에 CIA가 개입했음을 알지 못했던 것으로 보인다. 사실, 케네디는 루뭄바가 1961년 2월 13일까지 살해당했다는 사실조차 알지 못했다. 1962년 10월 2일, 케네디는 콩고 및 다른 지역에서의 유엔 평화 유지 작전 자금 조달에 미국의 지원을 보장하기 위해 유엔 채권 발행 법안에 서명했다. 이 무렵, 케네디 행정부는 유엔 개입에 앞서 촘베가 이끄는 분리주의 카탕가를 콩고와 재통합하도록 설득하기 위해 비공개 시도를 하고 있었다.

### 쿠바와 소련

#### 피그스만 침공

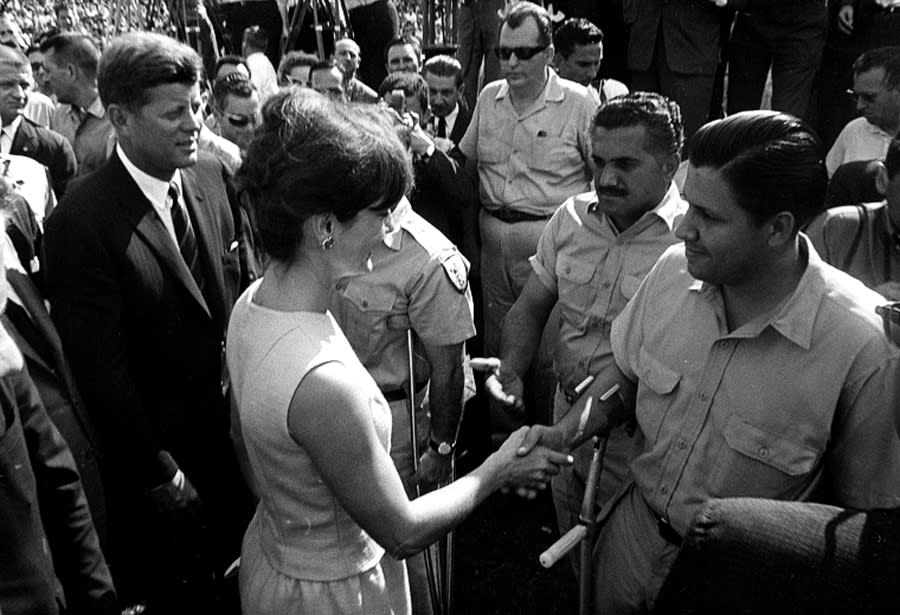
케네디와 영부인 재클린 케네디가 1962년 12월 29일 경 마이애미 오렌지 볼에서 2506 쿠바 침공 여단 대원들을 맞이하고 있는 모습

미국에 우호적이었던 쿠바의 독재자 풀헨시오 바티스타는 1959년 쿠바 혁명으로 축출되었다. 케네디 자신을 포함한 많은 미국인들은 처음에는 바티스타의 후임자인 피델 카스트로가 민주적인 개혁을 주도할 것이라고 기대했다. 그러나 1960년 말까지 카스트로는 마르크스주의를 받아들이고 미국 재산을 몰수하며 소련의 원조를 받으면서 그러한 희망을 무산시켰다. 아이젠하워 행정부는 미국에서 훈련된 반카스트로 쿠바 망명자로 구성된 반혁명 반란군이 쿠바를 침공하여 카스트로 정권을 전복시키려는 계획을 세웠으며, 이들은 CIA 준군사 요원들이 이끌었다. 케네디는 카스트로에 대한 강경한 입장을 주장하며 선거 운동을 펼쳤고, 아이젠하워 행정부에서 개발된 계획을 제시받았을 때, 소련과의 긴장 격화 위험에도 불구하고 열정적으로 이를 채택했다. 슐레진저, 국무차관 체스터 보울스, 전 국무장관 딘 애치슨을 포함한 일부 고문들은 작전에 반대했지만, 번디와 맥나마라는 모두 이를 지지했으며, 합동참모본부도 심각한 우려에도 불구하고 지지했다. 케네디는 1961년 4월 4일 최종 침공 계획을 승인했다.
1961년 4월 15일, CIA에서 공급한 8대의 B-26 폭격기가 니카라과를 출발하여 쿠바 비행장을 폭격했다. 폭격기들은 목표물 중 상당수를 놓쳤고 카스트로 공군 대부분을 온전하게 남겨두었다. 4월 17일, 2506 쿠바 침공 여단으로 알려진 1,500명의 미국 훈련 쿠바 망명자 침공군은 피그스만의 플라야 히론 해변에 상륙하여 즉시 맹렬한 포격을 받았다. 목표는 카스트로에 대한 광범위한 민중 봉기를 유발하는 것이었지만, 그러한 봉기는 일어나지 않았다. 아이젠하워 행정부의 계획은 침공군이 자리를 잡을 때까지 쿠바의 반격을 저지하기 위한 미국 공습을 요구했지만, 케네디는 공습이 미국의 침공 지원을 강조할 것이기 때문에 이를 거부했다. CIA 국장 앨런 덜레스는 나중에 지상군이 투입되면 대통령이 성공에 필요한 모든 조치를 승인할 것이라고 생각했다고 진술했다. 침공군은 쿠바 혁명군에 의해 이틀 만에 패배했다. 114명이 사망하고 1,100명 이상이 포로로 잡혔다. 케네디는 1,189명의 생존자 석방을 위해 협상해야 했다. 20개월 후, 쿠바는 5천3백만 달러 상당의 식량과 의약품을 대가로 포로로 잡힌 망명자들을 석방했다.
미국의 직접적인 군사 개입은 없었지만, 소련, 쿠바 및 국제 사회는 모두 미국이 침공을 지원했음을 인정했다. 케네디는 군사적 고려 사항보다는 계획의 정치적 파급 효과에 주로 집중했다. 그 후 그는 "우리는 다리에 큰 타격을 입었고, 그럴 만했다. 하지만 아마도 우리는 그로부터 무언가를 배울 것이다"라고 말하며 실패에 대한 전적인 책임을 졌다. 케네디의 지지율은 그 후 상승했으며, 닉슨과 아이젠하워가 그에게 보낸 목소리 높은 지지가 부분적으로 도움이 되었다. 그러나 미국 외부에서 이 작전은 케네디의 세계 지도자로서의 명성을 훼손하고 소련과의 긴장을 고조시켰다. CIA의 라이먼 커크패트릭이 실시한 비밀 검토에서는 침공 실패가 공습 결정에 따른 것이 아니라 쿠바가 훨씬 더 큰 방어 병력을 가지고 있었고 작전이 "부실한 계획, 조직, 인력 배치 및 관리"로 인해 실패했다고 결론지었다. 케네디 행정부는 모든 쿠바산 수입을 금지하고 아메리카 국가 기구가 쿠바를 추방하도록 설득했다. 케네디는 덜레스를 CIA 국장에서 해임하고 미국 합동참모본부, CIA, 국무부 대신 소렌슨, 번디, 로버트 케네디와 같은 가까운 고문들에게 점점 더 의존하게 되었다.

#### 몽구스 작전
1961년 말, 백악관은 로버트 케네디가 이끄는 특별 그룹(확대)을 구성했으며, 에드워드 랜스데일, 로버트 맥나마라 장관 등이 포함되었다. 카스트로를 스파이 활동, 사보타주 및 기타 은밀한 전술을 통해 전복시키려는 이 그룹의 목표는 결코 추구되지 않았다. 1961년 11월, 그는 몽구스 작전 (쿠바 프로젝트로도 알려짐)을 승인했다. 1962년 3월, 케네디는 미국 군사 및 민간 목표물에 대한 위장 공격을 제안하는 노스우즈 작전을 거부했으며, 쿠바 정부의 탓으로 돌려 쿠바와의 전쟁 승인을 얻으려 했다. 그러나 행정부는 1962년 여름 쿠바 침공 계획을 계속 진행했다.

#### 빈 정상회담

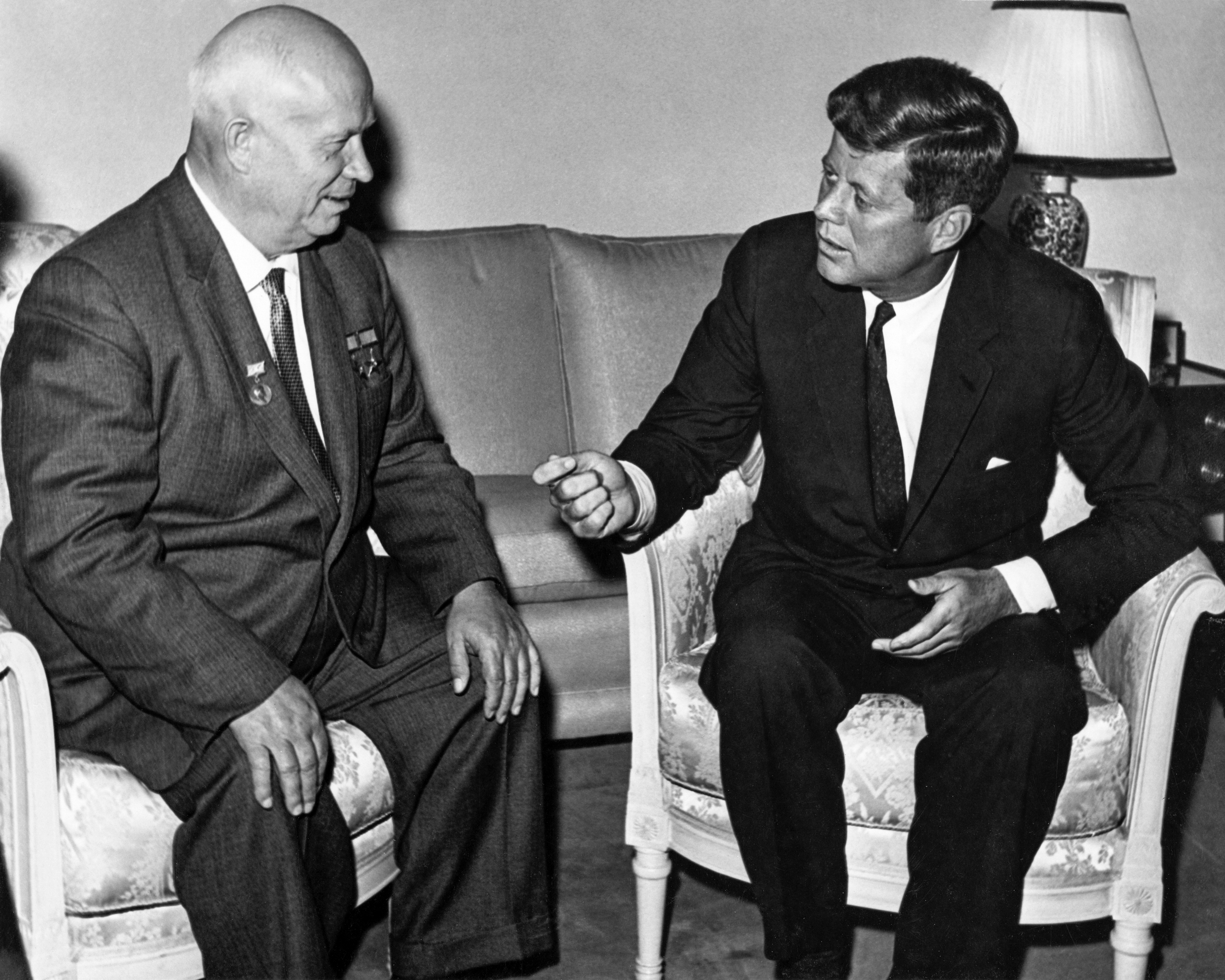
1961년 6월 빈에서 소련 수상 니키타 흐루쇼프와 만나는 케네디

피그스만 침공 이후, 케네디는 1961년 6월 빈 정상회담에서 소련 수상 니키타 흐루쇼프와 만날 것이라고 발표했다. 정상회담에서는 여러 주제가 다루어질 예정이었지만, 양국 지도자들은 가장 논쟁적인 문제가 냉전이 시작되면서 두 도시로 나뉜 베를린 문제가 될 것임을 알고 있었다. 서베를린 영토는 소련과 동맹을 맺은 동독 내부에 있었지만, 미국과 다른 서방 강대국들의 지원을 받았다. 소련은 서베를린으로 도피한 동독인들이 많았기 때문에 베를린을 동독의 통제하에 재통일하기를 원했다. 흐루쇼프는 이 문제로 아이젠하워와 충돌했지만, 1960년 U-2기 사건 이후 이를 보류했다. 새로운 미국 대통령의 취임과 함께 흐루쇼프는 다시 서베를린의 지위를 전면에 내세우기로 결정했다. 케네디의 피그스만 위기 처리는 그에게 케네디가 압력에 약할 것이라는 확신을 주었다. 한편 케네디는 긴장을 줄이고 핵전쟁 위험을 최소화하기 위해 가능한 한 빨리 흐루쇼프를 만나기를 원했다. 정상회담에 앞서 해리먼은 케네디에게 "[흐루쇼프의] 방식은 당신을 공격하고 성공할 수 있는지 시험하는 것일 겁니다. 웃어넘기세요, 싸우지 마세요. 그 위에 서세요. 즐기세요."라고 조언했다.
정상회담으로 가는 길에 케네디는 파리에서 샤를 드골 프랑스 대통령을 만났는데, 드골은 케네디에게 흐루쇼프의 거친 태도를 무시하라고 조언했다. 프랑스 대통령은 유럽에서 미국의 영향력이 지나치게 커지는 것을 우려했다. 그럼에도 불구하고 드골은 젊은 대통령과 그의 가족에게 깊은 인상을 받았다. 케네디는 파리 연설에서 자신을 "재키 케네디를 파리에 동반한 남자"로 기억될 것이라고 말하며 이를 언급했다.
1961년 6월 4일, 케네디 대통령은 빈에서 흐루쇼프를 만났고, 그 자리에서 그는 동베를린과 소련 사이에 미국이 서베를린에 접근할 권리를 방해하는 어떤 조약도 전쟁 행위로 간주될 것임을 분명히 했다. 두 지도자는 또한 라오스 상황, 콩고 위기, 중국의 초기 핵 프로그램, 잠재적인 핵 실험 금지 조약, 그리고 다른 문제들을 논의했다. 케네디가 귀국한 직후 소련은 서방의 서베를린 접근을 위협할 동베를린과의 조약 체결 의사를 발표했다. 낙담하고 분노한 케네디는 핵전쟁에 대비하는 것만이 유일한 선택이라고 생각했으며, 개인적으로는 전쟁이 일어날 확률이 5분의 1이라고 보았다.

#### 베를린

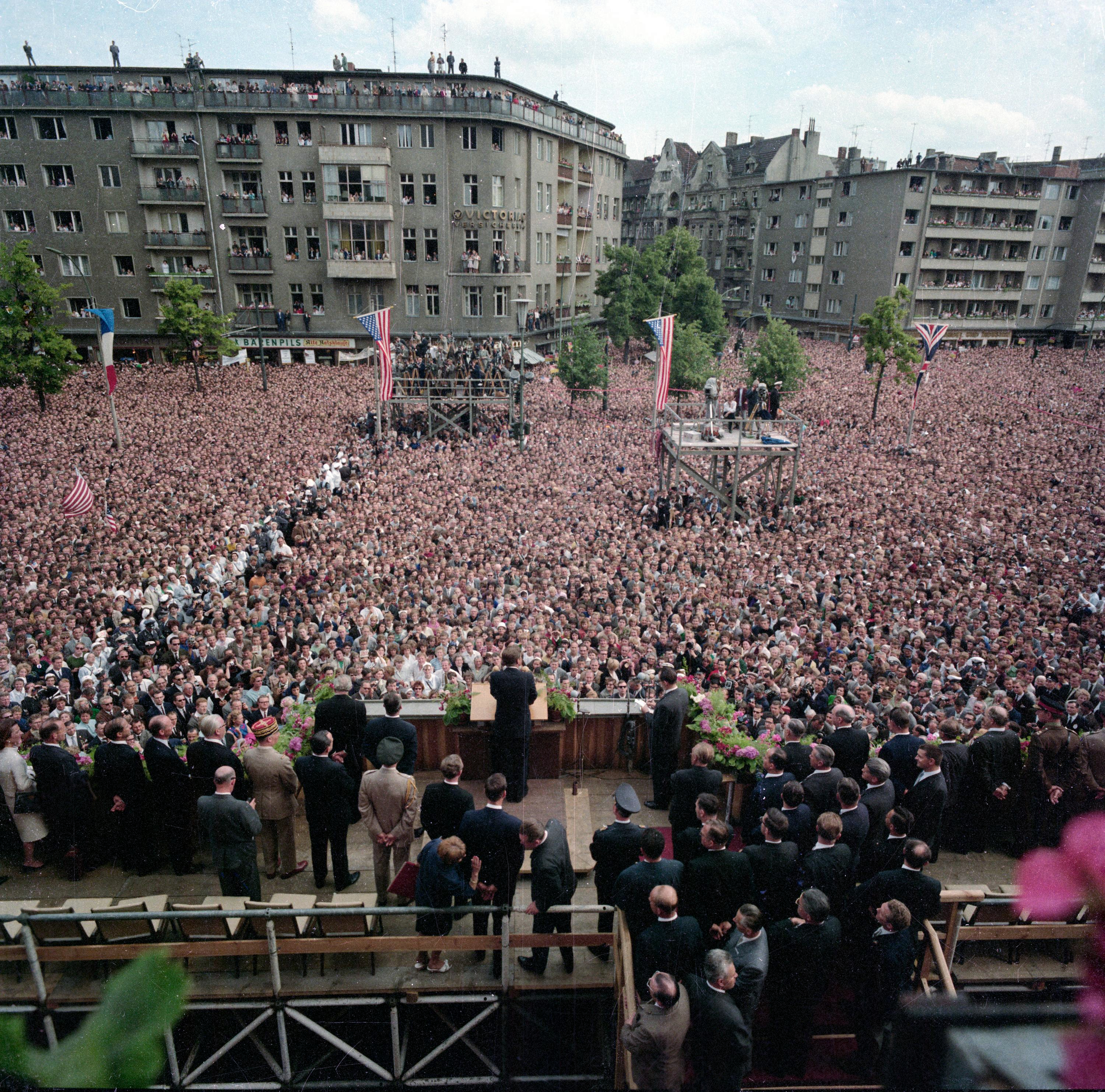
1963년 6월 26일 서베를린에서 나는 베를린 사람입니다 연설을 하는 케네디

케네디 대통령은 베를린을 "서구의 용기와 의지를 시험하는 위대한 장소"라고 불렀다. 빈 정상회담 직후 몇 주 동안 20,000명 이상의 사람들이 소련의 성명에 대한 반응으로 동베를린에서 서부 지역으로 도피했다. 케네디는 베를린 문제에 대한 집중 회의를 시작했으며, 딘 애치슨이 NATO 동맹국과 함께 군사력 증강을 권고하는 데 주도적인 역할을 했다. 1961년 7월 연설에서 케네디는 국방 예산에 32억 5천만 달러를 추가하고 20만 명 이상의 병력을 증원할 것이라고 발표하며, 서베를린에 대한 공격은 미국에 대한 공격으로 간주될 것이라고 밝혔다. 1961년 8월 13일, 소련과 동베를린은 동베를린 주민들의 서베를린으로의 추가 통행을 막기 시작했고, 도시 전역에 유자철선을 세웠으며, 이는 빠르게 베를린 장벽으로 강화되었다. 케네디는 장벽을 묵인했지만, 존슨 부통령을 서베를린으로 보내 연합국 방어에 대한 미국의 약속을 재확인했다. 다음 달 동안, 냉전 긴장 고조의 신호로 미국과 소련 모두 핵무기 실험 중단 조치를 종료했다. 10월에는 연합국 인력의 자유로운 이동에 대한 분쟁으로 체크포인트 찰리에서 미국과 소련 전차 간의 짧은 대치 상황이 발생했다. 이 위기는 케네디 행정부가 소련 스파이 게오르기 볼샤코프와 구축했던 비밀 채널 통신을 통해 대부분 해소되었다.
1963년, 샤를 드골 프랑스 대통령은 미국과 소련의 영향권에 대항하는 프랑스-서독의 균형추를 만들려고 노력했다. 케네디의 눈에는 이러한 프랑스-독일 협력이 NATO의 유럽 내 영향력에 대항하는 것처럼 보였다. 서독과의 미국 동맹을 강화하기 위해 케네디는 1963년 6월 서독을 방문했다. 6월 26일, 케네디는 서베를린을 순회하며 수십만 명의 열광적인 베를린 시민들 앞에서 유명한 "나는 베를린 사람입니다" ("나는 베를린 사람이다") 연설을 했다. 케네디는 베를린 장벽 건설을 공산주의의 실패의 예로 사용했다: "자유에는 많은 어려움이 있고, 민주주의는 완벽하지 않다. 그러나 우리는 우리 국민을 가두거나 떠나지 못하게 하기 위해 벽을 세울 필요가 없었다." 베를린 장벽에 대해 보좌관들에게 언급하면서 케네디는 "그것은 아주 좋은 해결책은 아니지만, 벽은 전쟁보다 훨씬 낫다"고 말했다.

#### 쿠바 미사일 위기
피그스만 침공 이후, 쿠바와 소련 지도자들은 미국이 쿠바를 재침공할 계획이라고 우려했으며, 흐루쇼프는 섬에 대한 경제 및 군사 원조를 늘렸다. 소련은 쿠바에 49개의 준중거리 탄도 미사일, 32개의 중거리 탄도 미사일, 49대의 경량 Il-28 폭격기, 그리고 약 100개의 전술 핵무기를 배치할 계획이었다. 케네디 행정부는 쿠바-소련 동맹이 미국에 위협이 될 수 있다고 우려하며 상황을 경고했다. 케네디는 소련이 쿠바에 핵무기를 배치할 위험을 감수할 것이라고는 믿지 않았지만, 소련의 군사력 증강 규모를 파악하기 위해 CIA U-2 정찰기를 파견했다. 1962년 10월 14일, 정찰기들은 소련이 쿠바에 건설 중인 중거리 탄도 미사일 기지 사진을 촬영했다. 이 사진들은 10월 16일 케네디에게 보여졌고, 미사일이 공격적인 성격이라는 합의가 이루어졌다.
빈 정상회담 이후, 흐루쇼프는 케네디가 도발에 효과적으로 대응하지 못할 것이라고 믿게 되었다. 그는 쿠바에 미사일을 배치하는 것을 "미사일 격차"를 해소하고 쿠바를 방어하는 방법으로 보았다. 1962년 말까지 미국과 소련 모두 핵탄두를 운반할 수 있는 대륙간 탄도 미사일(ICBM)을 보유했지만, 미국은 100기가 넘는 ICBM과 100기가 넘는 잠수함 발사 탄도 미사일(SLBM)을 보유하고 있었다. 이에 비해 소련은 SLBM을 보유하고 있지 않았고, ICBM도 25기 미만이었다. 따라서 쿠바에 미사일을 배치하는 것은 소련의 선제공격 능력을 크게 향상시키고 핵 불균형을 해소할 위협이 되었다. 케네디 자신은 쿠바에 미사일을 배치하는 것이 핵 전력의 전략적 균형을 근본적으로 바꾼다고 믿지 않았다. 그에게 더 중요한 것은 소련이 쿠바에 핵무기를 유지하도록 허용하는 정치적, 심리적 함의였다.

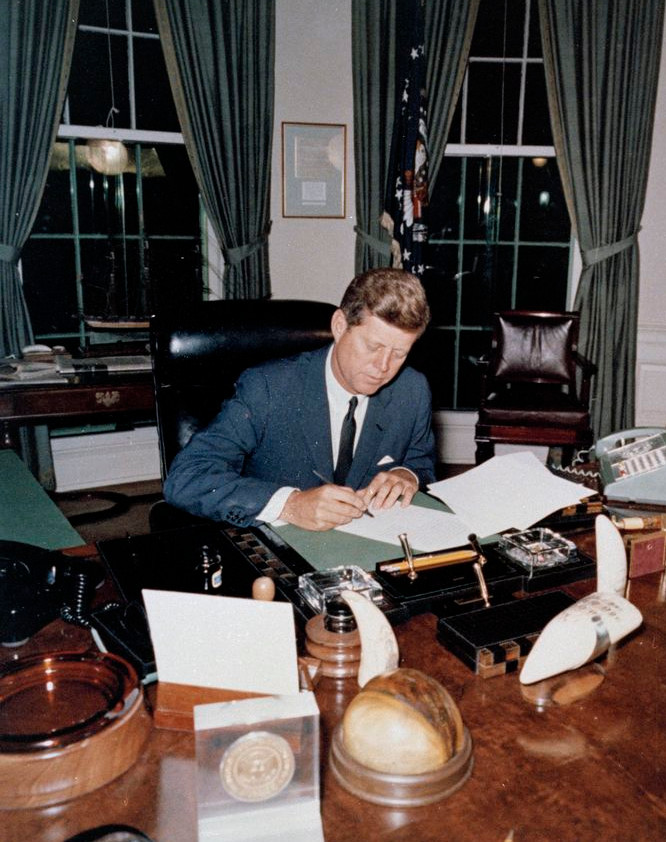
1962년 10월 23일, 쿠바에 대한 공격 무기 운반 금지 선언에 서명하는 케네디

케네디는 딜레마에 직면했다: 만약 미국이 기지를 공격하면 소련과의 핵전쟁으로 이어질 수 있었고, 아무것도 하지 않으면 근거리 핵무기(플로리다 해안에서 약 90mi(140km) 떨어진 곳에 배치됨)의 위협이 증가할 수 있었다. 미국은 또한 서반구 방어에 대한 의지가 약해 보이는 인상을 줄 수도 있었다. 개인적인 차원에서 케네디는 특히 빈 정상회담 이후 흐루쇼프에게 단호함을 보여줄 필요가 있었다. 위기에 대처하기 위해 그는 10월 16일부터 28일까지 비밀리에 만났던 주요 고문들로 구성된 임시 기구(이후 EXCOMM으로 알려짐)를 구성했다. EXCOMM 회원들은 미사일을 쿠바에서 철수해야 한다는 데 동의했지만, 최선의 방법에 대해서는 의견이 달랐다. 일부는 공습을 선호했고, 가능하면 쿠바 침공까지 이어질 수도 있다고 주장했지만, 로버트 케네디와 다른 사람들은 기습 공습이 비도덕적이며 소련의 보복을 초래할 것이라고 주장했다. 또 다른 주요 옵션은 추가 무기 선적을 쿠바로 막기 위한 해상 봉쇄였다. 처음에는 즉각적인 공습을 선호했지만, 대통령은 나중에 공습 옵션을 유지하면서 해상 봉쇄를 첫 번째 대응 방법으로 빠르게 선호하게 되었다. EXCOMM은 해상 봉쇄에 대해 11대 6으로 투표했으며, 이는 데이비드 오름스비-고어 영국 대사와 아이젠하워 모두에게 비공개적으로 자문되었으며 지지를 받았다. 10월 22일, 내각과 의회 주요 의원들에게 상황을 비공개로 알린 후, 케네디는 전국 TV에서 미국이 쿠바에 소련 미사일 배치 증거를 발견했다고 발표했다. 그는 즉각적인 미사일 철수와 함께 유엔 안전 보장 이사회와 아메리카 국가 기구(OAS) 소집을 요구했다. 마지막으로, 그는 무기 선적을 가로채기 위해 미국이 쿠바에 대한 해상 봉쇄를 시작할 것이라고 발표했다.
10월 23일, 만장일치로 OAS는 봉쇄를 지지하고 쿠바에서 소련 핵무기를 제거할 것을 요구하는 결의안을 승인했다. 같은 날, 애들레이 스티븐슨은 유엔 안전 보장 이사회에 미국의 입장을 제시했지만, 소련의 거부권은 안전 보장 이사회 결의안 통과 가능성을 배제했다. 10월 24일 아침, 150척 이상의 미국 함정이 쿠바에 대한 봉쇄를 시행하기 위해 배치되었다. 여러 소련 선박이 봉쇄선에 접근했지만, 봉쇄를 피하기 위해 정지하거나 항로를 되돌렸다. 10월 25일, 흐루쇼프는 미국이 쿠바를 침공하지 않겠다고 약속하면 미사일을 철수하겠다고 제안했다. 다음 날, 그는 튀르키예에서 PGM-19 주피터 미사일 철수를 요구하는 두 번째 메시지를 보냈다. EXCOMM은 "트롤로프 책략"이라고 불리는 방법을 채택했다. 미국은 흐루쇼프의 첫 번째 메시지에 응답하고 두 번째 메시지는 무시하는 것이었다. 케네디는 소련 미사일이 쿠바 상공에서 미국 록히드 U-2 정찰기를 무단으로 격추하여 조종사 루돌프 앤더슨을 사망시켰을 때도 자제를 유지했다. 10월 27일, 케네디는 흐루쇼프에게 쿠바 미사일 철수를 요구하는 서한을 보냈고, 이에 대한 대가로 봉쇄 해제와 미국이 쿠바를 침공하지 않겠다는 약속을 제안했다. 대통령의 지시에 따라 로버트 케네디는 소련 대사 아나톨리 도브리닌에게 미국이 "이 위기가 끝난 후 짧은 시간 내에" 튀르키예에서 주피터 미사일을 철수할 것이라고 비공개로 알렸다. EXCOMM의 소수만이 흐루쇼프가 이 제안에 동의할 것이라고 예상했지만, 10월 28일 흐루쇼프는 쿠바에서 미사일을 철수할 것이라고 공개적으로 발표했다. 철수 세부 사항에 대한 협상은 계속되었지만, 미국은 11월 20일에 해상 봉쇄를 종료했으며, 대부분의 소련 병력은 1963년 초까지 쿠바를 떠났다.

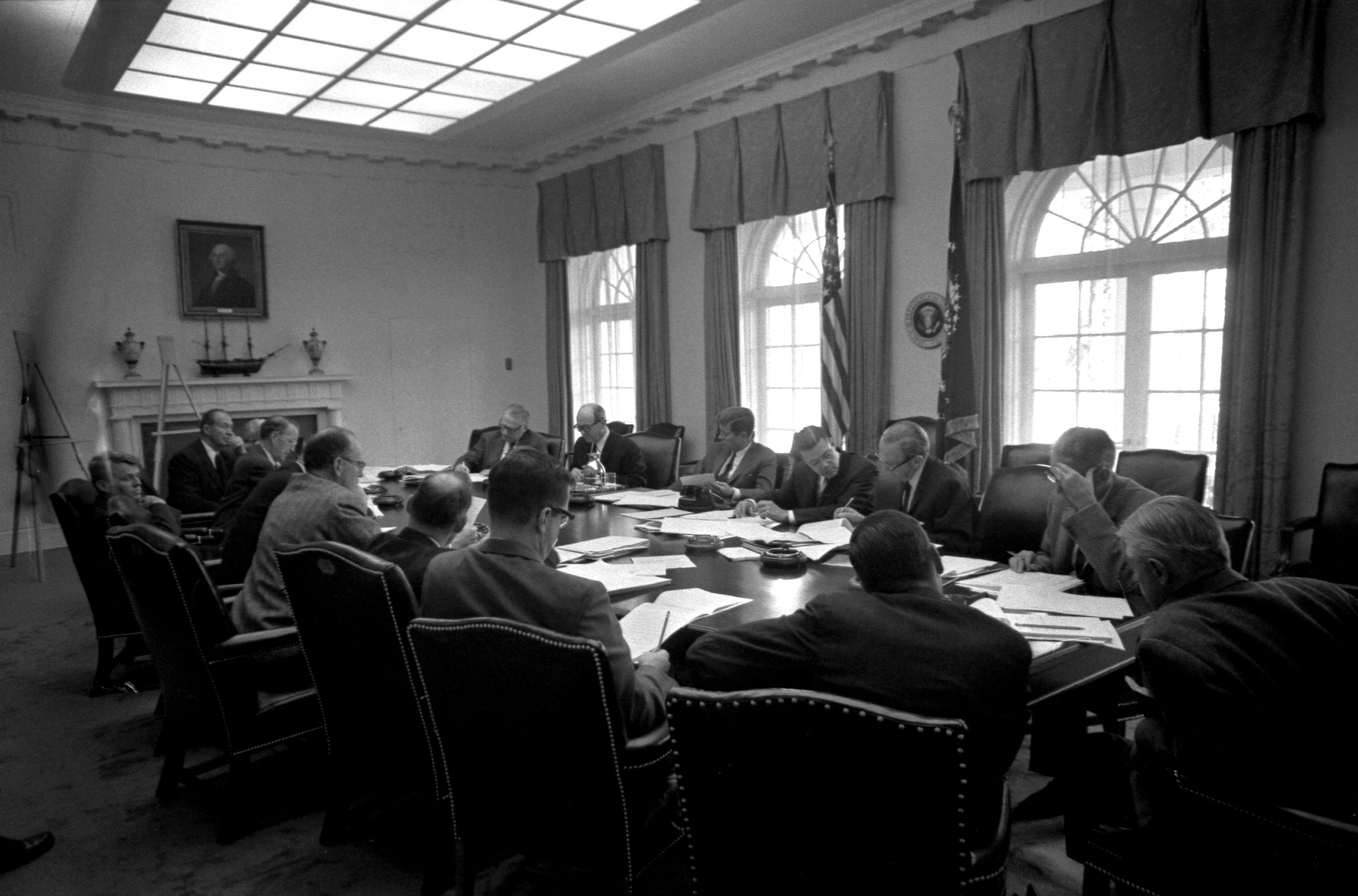
1962년 10월 29일 EXCOMM 회의

미국은 공개적으로 쿠바를 결코 침공하지 않겠다고 약속했고, 비공개적으로 이탈리아와 튀르키예에 있는 미사일을 제거하기로 합의했다. 이 미사일들은 당시 이미 구식이었으며 UGM-27 폴라리스 미사일을 장착한 잠수함으로 대체되었다. 위기 해결 후, 양국 지도자들 간의 명확한 의사소통을 보장하기 위해 모스크바-워싱턴 핫라인이 구축되었다. 쿠바 미사일 위기는 그 이전이나 이후 어느 때보다 세계를 핵전쟁에 더 가깝게 만들었다. 결국, 두 사람의 "인류애"가 승리했다. 이 위기는 미국의 의지와 대통령의 신뢰도를 향상시켰다. 케네디의 지지율은 그 직후 66%에서 77%로 증가했다. 케네디의 쿠바 미사일 위기 처리는 많은 학자들로부터 광범위한 찬사를 받았지만, 일부 비평가들은 케네디 행정부가 카스트로를 제거하려는 노력으로 위기를 촉발했다고 비난한다. 한편 흐루쇼프는 그의 행동으로 인해 널리 조롱을 받았고, 1964년 10월에 실각했다. 아나톨리 도브리닌에 따르면, 소련 최고 지도부는 쿠바 사태 결과를 "굴욕에 가까운 명성 실추"로 받아들였다.

#### 핵실험 금지 조약

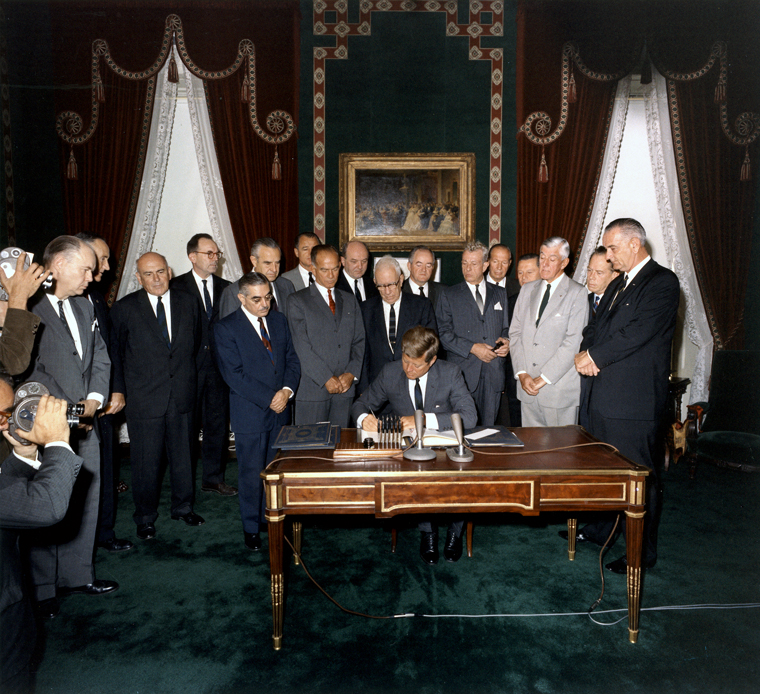
1963년 10월 7일, 초기 비핵화의 중요한 이정표인 부분적 핵실험 금지 조약에 서명하는 케네디

방사능 오염과 핵확산의 장기적인 위험에 대해 우려한 케네디와 흐루쇼프는 핵실험 금지 조약을 협상하기로 합의했는데, 이는 원래 애들레이 스티븐슨의 1956년 대통령 선거 운동에서 구상된 것이었다. 1961년 6월 빈 정상회담에서 흐루쇼프와 케네디는 핵실험에 반대하는 비공식적인 이해에 도달했지만, 핵실험 재개로 추가 협상은 좌초되었다. 1961년 9월 25일 유엔 연설에서 케네디는 소련에게 "군비 경쟁이 아닌 평화 경쟁"을 제안했다. 외교적 합의에 도달하려는 노력에 실패하자, 케네디는 마지못해 1962년 4월 25일 대기권 핵실험 재개를 발표했다. 쿠바 미사일 위기 해결 후 미소 관계는 개선되었고, 양국은 핵실험 금지 조약에 대한 협상을 재개했다. 협상은 바티칸과 편집자 노먼 커즌스의 셔틀 외교에 의해 촉진되었다.
1963년 6월 10일, 케네디는 워싱턴 D.C.의 아메리칸 대학교에서 졸업식 연설을 했다. "평화 전략"으로도 알려진 이 연설에서 케네디는 핵무기 통제 계획을 제시했을 뿐만 아니라, "미국과 소련이 핵무기 경쟁의 심화 가능성에 직면했던 시기에 세계 평화를 위한 희망적이면서도 현실적인 길을 제시했다." 케네디는 또한 두 가지를 발표했다: 1.) 소련이 핵실험 금지 조약 협상 의사를 표명했다는 것, 그리고 2.) 미국이 대기권 핵실험 계획을 연기했다는 것. 그는 "우리가 차이점을 끝낼 수 없다면, 적어도 우리는 다양성을 위한 안전한 세상을 만드는 데 도움을 줄 수 있다"고 말했다. 소련 정부는 연설 전체의 번역본을 방송했고, 통제된 소련 언론에 재인쇄하는 것을 허용했다.
다음 달, 케네디는 소련과의 핵실험 금지 조약 협상을 위해 W. 애버렐 해리먼을 모스크바로 파견했다. 각 당사국은 포괄적 핵실험 금지 조약을 모색했지만, 매년 허용되는 현장 사찰 횟수에 대한 분쟁으로 완전한 핵실험 금지는 무산되었다. 궁극적으로 미국, 영국, 소련은 지하 핵실험을 제외한 지상, 대기 중, 수중 핵실험을 금지하는 제한적 조약에 합의했다. 제한적 핵실험 금지 조약은 1963년 8월 5일 모스크바에서 딘 러스크 미 국무장관, 안드레이 그로미코 소련 외무장관, 앨릭 더글러스흄 영국 외무장관에 의해 서명되었다. 미 상원은 1963년 9월 23일 80대 19의 표차로 조약을 승인했다. 케네디는 1963년 10월 7일 비준된 조약에 서명했다. 이 조약은 냉전 긴장 완화에 중요한 진전을 나타냈지만, 양국은 각자의 핵 비축량을 계속 늘렸다. 미국과 소련은 또한 미국이 소련에 수백만 부셀의 밀을 판매하는 협정에도 도달했다.

### 동남아시아

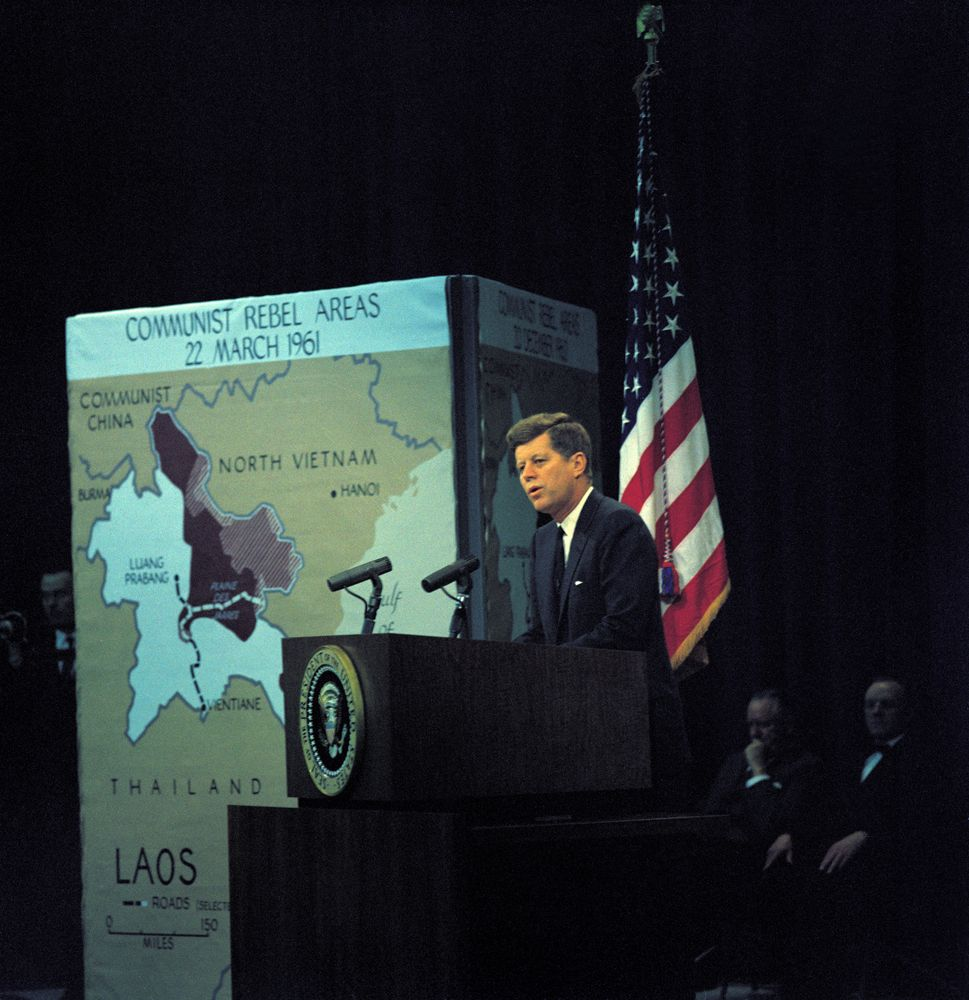
1961년 3월 23일 경 동남아시아 상황에 대한 TV 기자회견에서 연설하는 케네디

#### 라오스
케네디에게 브리핑할 때 아이젠하워는 동남아시아의 공산주의 위협에 우선순위를 두어야 한다고 강조했다. 아이젠하워는 라오스를 "병 속의 코르크"로 보았다. 만약 라오스가 공산주의에 넘어가면 다른 동남아시아 국가들도 그렇게 될 것이라고 아이젠하워는 믿었다. 미국 합동참모본부는 우호적인 정부를 지탱하기 위해 6만 명의 미군 파견을 제안했지만, 케네디는 피그스만 침공의 실패 이후 이 전략을 거부했다. 그는 대신 정부와 베트남 민주공화국 및 소련이 지원하는 좌익 반군 간의 협상된 해결책을 모색했다. 케네디는 미국의 핵심 동맹국인 이웃 태국에 소규모 병력만 파견할 의향이 있었다. 그 해 말까지 해리먼은 라오스 중립에 관한 국제 협정을 성사시키는 데 도움을 주어 일시적으로 위기를 종식시켰지만, 라오스 내전은 계속되었다. 라오스에 대규모 군사 개입을 위해 미군을 투입하는 것을 꺼렸음에도 불구하고, 케네디는 폭격과 몽족 모집을 통해 공산주의 반군을 격퇴하기 위한 CIA의 라오스 활동을 승인했다.

#### 베트남
1951년 미국 의원이었던 케네디는 아시아와 중동으로 사실조사 임무를 수행하던 중 베트남을 방문한 후 베트남에 매료되었고, 그 후 라디오 연설에서 "공산주의의 남진을 막는 것"을 강력히 지지한다고 강조했다. 1956년 미국 상원 의원으로서 케네디는 베트남에 대한 미국의 개입 확대를 공개적으로 주장했다. 재임 기간 동안 케네디는 남베트남 정부에 정치적, 경제적, 군사적 지원을 제공하는 정책을 계속했다.

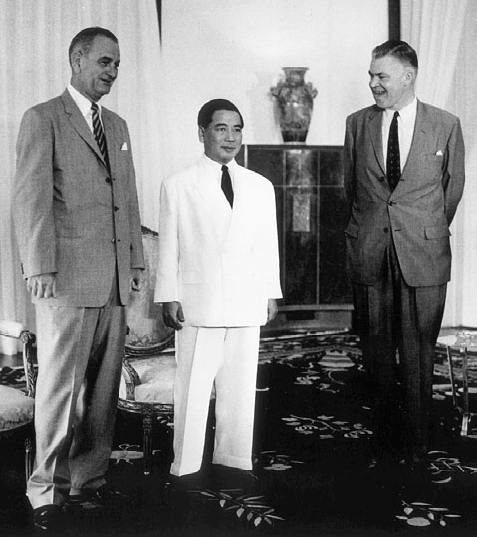
1961년경 응오딘지엠 남베트남 대통령과 존슨 부통령, 놀팅 대사

남베트남 민족해방전선은 1961년 말에 우세해지기 시작하여 처음으로 프억빈 성도를 점령했다. 10월 베트남 방문 후, 대통령 보좌관 맥스웰 테일러 장군과 국가안보보좌관 대리 월트 휘트먼 로스토는 6,000명에서 8,000명의 미군 전투 부대를 베트남에 배치할 것을 권고했다. 케네디는 이 지역의 군사 고문과 특수부대의 수를 1962년 11,000명에서 1963년 말 16,000명으로 늘렸지만, 전면적인 병력 배치는 꺼렸다. 그러나 프랑스에 대한 이 지역의 성공적인 독립 전쟁에 대해 경계하고 있던 케네디는 베트남인들에게 미국이 이 지역의 새로운 식민지배자 역할을 한다는 인상을 주지 않기 위해 애썼고, 심지어 그의 일기에는 미국이 "점점 더 국민의 마음속에 식민지배자가 되고 있다"고 기록하기도 했다.
1961년 후반, 케네디는 당시 국무부 정보조사국 (INR) 국장이었던 로저 힐스먼을 베트남 상황을 평가하기 위해 파견했다. 그곳에서 힐스먼은 영국 남베트남 자문단장 로버트 그레인저 커 톰슨 경을 만났고, 전략촌 프로그램이 형성되었다. 이 프로그램은 케네디와 응오딘지엠 남베트남 대통령에 의해 승인되었다. 1962년 초에 시행되었으며, 일부 강제 이주, 마을 억류, 농민들을 공산주의 반군으로부터 격리하기 위해 새로운 공동체로 분리하는 것을 포함했다. 이 새로운 공동체가 농민들에게 보안을 제공하고 중앙 정부와의 유대감을 강화할 것이라는 희망이 있었다. 1963년 11월까지 이 프로그램은 약화되었고 1964년에 공식적으로 종료되었다.
1962년 1월 18일, 케네디는 국가안보행동각서(NSAM) – "전복 반란(해방 전쟁)"에 서명하며 개입 확대를 공식적으로 승인했다. 대규모 항공 제초 노력인 "랜치 핸드 작전"이 남베트남 도로변에서 시작되어 고엽제 사용을 시작했으며, 잎을 제거하고 게릴라 방어자와 싸우는 데 사용되었다. 처음에는 화학 물질 사용이 제네바 협약을 위반하는지 여부가 검토되었고, 딘 러스크 국무장관은 케네디에게 "[제초제] 사용은 화학전 수행에 관한 국제법 규칙을 위반하지 않으며, 영국이 말라야 비상사태 당시 화학 스프레이로 작물을 파괴한 항공기 사용으로 선례가 확립되었다"고 주장했다.
1963년 8월, 프레데릭 놀팅을 대신하여 헨리 캐벗 로지 주니어가 남베트남 주재 미국 대사로 부임했다. 로지의 남베트남 도착 며칠 후, 디엠과 그의 형 응오딘뉴는 CIA가 자금을 대고 훈련시킨 남베트남군에 불교 시위를 진압하라고 명령했다. 강경 진압은 디엠을 그의 형 뉴와 함께 (또는 아마도 뉴에 의해) 제거하려는 쿠데타에 대한 기대를 높였다. 로지는 디엠과 뉴가 물러나고 출국하도록 설득하라는 지시를 받았다. 디엠은 로지의 말을 듣지 않았다. 8월 24일자 Cable 243이 뒤따랐으며, 워싱턴은 더 이상 뉴의 행동을 용인하지 않을 것이며, 로지는 디엠에게 뉴를 해임하도록 압력을 가하라는 명령을 받았다. 로지는 유일한 방법은 남베트남 장군들이 디엠과 뉴를 전복시키는 것이라고 결론지었다. 주말에는 사이공과 워싱턴 전역에 "모든 쿠데타 전보를 파기하라"는 명령이 내려졌다. 동시에 미국 성직자들로 구성된 베트남 목회자 위원회에서 최초로 공식적인 반베트남 전쟁 정서가 표출되었다.
9월 백악관 회의는 진행 중인 다양한 평가를 보여주었다. 케네디는 국방부(빅터 크룰락 장군)와 국무부(조지프 멘덴홀)의 현장 개인 검사 후 최신 평가를 받았다. 크룰락은 공산주의자들과의 군사적 싸움이 진전되고 승리하고 있다고 말했지만, 멘덴홀은 미국 영향력에 대해 국가가 시민적으로 패배하고 있다고 진술했다. 케네디는 "두 신사분이 같은 나라를 방문하셨습니까?"라고 물었다. 케네디는 두 사람이 귀국 비행기에서 서로 대화하지 않을 정도로 의견이 일치하지 않았다는 것을 알지 못했다.

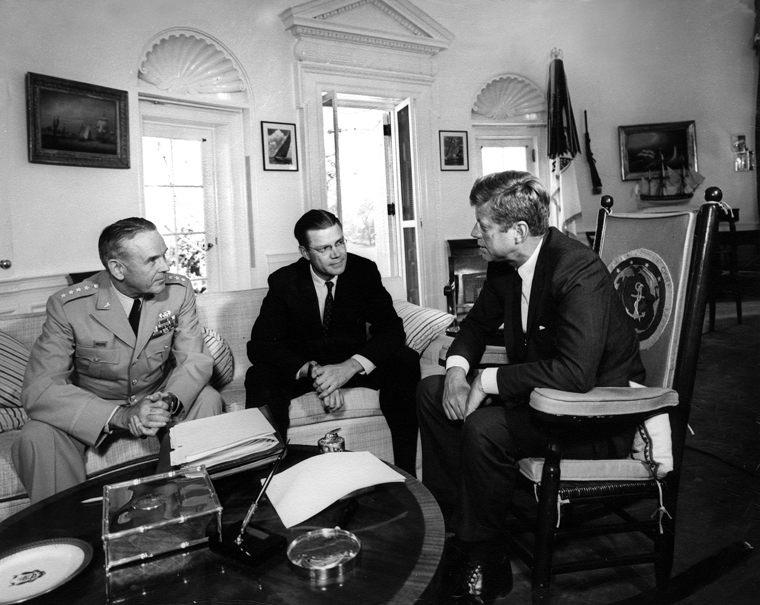
1963년 10월 경 맥스웰 테일러 장군과 로버트 맥나마라 장관이 최근 남베트남 시찰 결과를 케네디 대통령에게 보고하고 있는 모습

1963년 10월, 케네디는 정보 동기화 및 정책 수립을 위한 또 다른 노력으로 맥나마라 국방장관과 맥스웰 D. 테일러 장군을 베트남 임무에 임명했다. 맥나마라-테일러 임무의 목표는 "베트남 주재 미국 대표들의 보고서 간의 차이점을 파악하는 것의 중요성을 강조했다." 맥나마라, 테일러, 로지와 만난 자리에서 디엠은 다시 한번 통치 조치에 동의하기를 거부했고, 이는 디엠에 대한 맥나마라의 이전 낙관론을 불식시키는 데 도움이 되었다. 테일러와 맥나마라는 베트남 부통령 응우옌응옥토 (디엠의 후임으로 많은 사람들이 지지하는 인물)로부터 시골에서 군대가 성공하고 있다는 테일러의 정보를 자세히 반박하는 설명을 들었다. 케네디의 지시에 따라 임무 보고서에는 병력 철수 권고 일정이 포함되었다: 연말까지 1,000명 철수, 1965년 완전 철수. 이는 NSC가 "전략적 환상"이라고 간주했던 것이었다. 10월 말, 정보망은 다시 디엠 정부에 대한 쿠데타가 진행 중임을 보고했다. 정보원인 베트남 장군 즈엉반민 ("빅 민"으로도 알려짐)은 미국의 입장을 알고 싶어 했다. 케네디는 로지에게 암살을 제외한 쿠데타에 대한 비밀 지원을 제안하라고 지시했다. 1963년 11월 1일, "빅 민"이 이끄는 남베트남 장군들은 디엠 정부를 전복시키고, 디엠과 뉴를 체포한 뒤 살해했다. 케네디는 이 죽음에 충격을 받았다.
역사가들은 케네디가 암살되지 않고 1964년 재선에 성공했더라면 베트남 전쟁이 확대되었을지에 대해 의견이 엇갈린다. 2003년 다큐멘터리 영화 전쟁의 안개에서 맥나마라 국방장관이 케네디가 1964년 선거 후 미국을 베트남에서 철수시키는 것을 강력히 고려하고 있었다고 진술한 것이 논쟁에 불을 지폈다. 이 영화에는 존슨이 케네디가 철수를 계획하고 있었다고 진술하는 테이프 녹음이 포함되어 있으며, 존슨은 이에 동의하지 않았다. 반대로 2008년, 케네디 행정부 백악관 법률고문이자 연설문 작성자였던 테드 소렌슨은 다음과 같이 썼다. "나는 케네디가 모든 미국인 강사들과 고문들을 [베트남에서] 철수시킬 방법을 찾았을 것이라고 믿고 싶다. 하지만 JFK를 나만큼 잘 알던 사람조차도 확신할 수 없는데, 그가 마지막 주에 무엇을 할지 몰랐다고 생각하기 때문이다." 소렌슨은 자신의 의견으로는 베트남이 "JFK가 계승자에게 넘겨준 유일한 외교 정책 문제였으며, 그가 물려받았을 때보다 더 나은 상태는 아니었고, 아마 더 나빴을 것"이라고 덧붙였다.
케네디 사망 당시 베트남에 대한 최종 정책 결정은 이루어지지 않았다. 1963년 11월까지 남베트남에는 16,000명의 미군 병력이 주둔했으며, 이는 아이젠하워의 고문 900명에서 증가한 수치이다. 100명 이상의 미국인이 전투 중 사망했다. 1963년 9월 쿠데타 실패 이후, 케네디 행정부는 남베트남 정책을 재평가했다. 케네디는 지상군 전면 배치도, 미군의 완전 철수도 모두 거부했다. 10월 11일, 케네디는 NSAM 263에 서명하여 연말까지 1,000명의 군사 인력을 철수할 것을 명령했다. 이는 남베트남 군대 훈련 프로그램이 철수를 정당화할 만큼 충분히 진전되었다고 결론 내린 맥나마라-테일러 임무 보고서의 세 번째 권고에 따른 것이었다. 그러나 NSAM 263은 또한 공산주의 확산을 막고 베트콩이 진압될 때까지 남베트남에 대한 지원을 계속 제공하라는 보고서의 첫 번째 권고를 승인했으며, 세 번째 권고는 1965년 말까지 미군의 주요 목표가 완료되더라도 반란이 진압되지 않으면 소수의 미군 훈련 요원의 지속적인 주둔이 필요할 수 있다고 제안했다.

### 라틴아메리카
케네디는 진보를 위한 동맹을 설립하여 일부 국가에 원조를 보내고 이 지역의 인권 기준을 높여 라틴 아메리카에서 공산주의의 위협을 억제하고자 했다. 진보를 위한 동맹은 라틴 아메리카와의 평화적 관계에서 좋은 이웃 정책에서, 그리고 원조 및 경제 관계 확장에서 마셜 플랜에서 영감을 얻었다. 케네디는 또한 라틴 아메리카 지도자들과의 긴밀한 개인적 관계를 강조했으며, 그들을 자주 백악관에 초청했다. 미국 문화 정보국은 스페인어, 포르투갈어, 프랑스어 매체를 통해 라틴 아메리카인들에게 다가가는 중요한 역할을 맡았다. 진보를 위한 동맹의 목표에는 산업화 증진, 통신 시스템 개선, 무역 장벽 감소, 라틴 아메리카 수출 증가를 통한 생활 조건의 장기적이고 영구적인 개선이 포함되었다. 이론적인 수준에서 케네디의 기획자들은 이 지역의 저개발을 역전시키고 북미에 대한 의존도를 줄이기를 희망했다. 행정부의 동기 중 일부는 개발이 이루어지지 않으면 카스트로의 쿠바가 반미 정치 및 경제 변화를 도입할 것이라는 두려움이었다. 케네디의 요청에 따라 의회는 1961년 5월에 5억 달러의 초기 보조금을 승인했다.

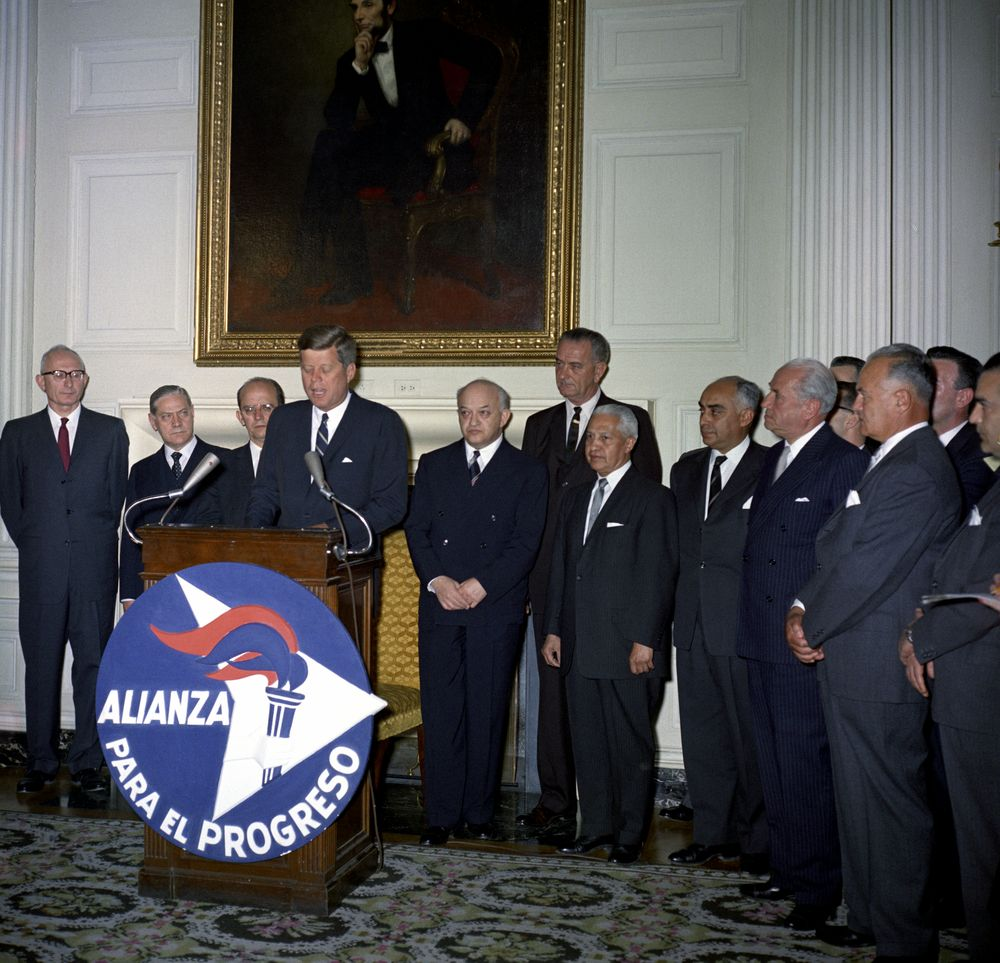
1962년 3월 경 진보를 위한 동맹의 9인 위원회 영접에서 연설하는 케네디 대통령

진보를 위한 동맹은 주택, 학교, 공항, 병원, 진료소 및 정수 프로젝트 건설과 학생들에게 무료 교과서를 배포하는 것을 지원했다. 그러나 이 프로그램은 목표를 많이 달성하지 못했다. 대규모 토지 개혁은 이루어지지 않았고, 인구는 건강 및 복지 증진보다 빠르게 증가했으며, 한 연구에 따르면 1960년대 라틴 아메리카 경제 성장의 2%만이 직접적으로 빈곤층에게 혜택을 주었다. 또한, 미국 기업 이익은 라틴 아메리카에 대한 사적 투자 안전에 더 관심을 가졌고, 사회 및 정치 개혁 증진에는 훨씬 덜 관심이 있었다.
케네디 행정부 이후의 미국 대통령들은 이 프로그램에 대한 지지가 적었고, 1970년대 초반까지 진보를 위한 동맹은 실패로 간주되었다. 1973년, 동맹을 이행하기 위해 설립된 상임위원회는 아메리카 국가 기구에 의해 해체되었다.
행정부는 도미니카 공화국에서 발생한 라파엘 트루히요 암살에 아무런 역할도 하지 않았다. 오히려 트루히요의 후임자인 후안 보쉬의 정부를 지지했다. CIA는 독립적인 가이아나에서 좌익 지도자 체디 자간의 권력 장악을 저지하기 위해 영국령 기아나에서 비밀 작전을 시작했고, 마지못해 영국이 참여하도록 강요했다. CIA는 또한 브라질과 칠레에서 좌익 지도자들을 상대로 작전을 수행했다.

### 중동

#### 이라크

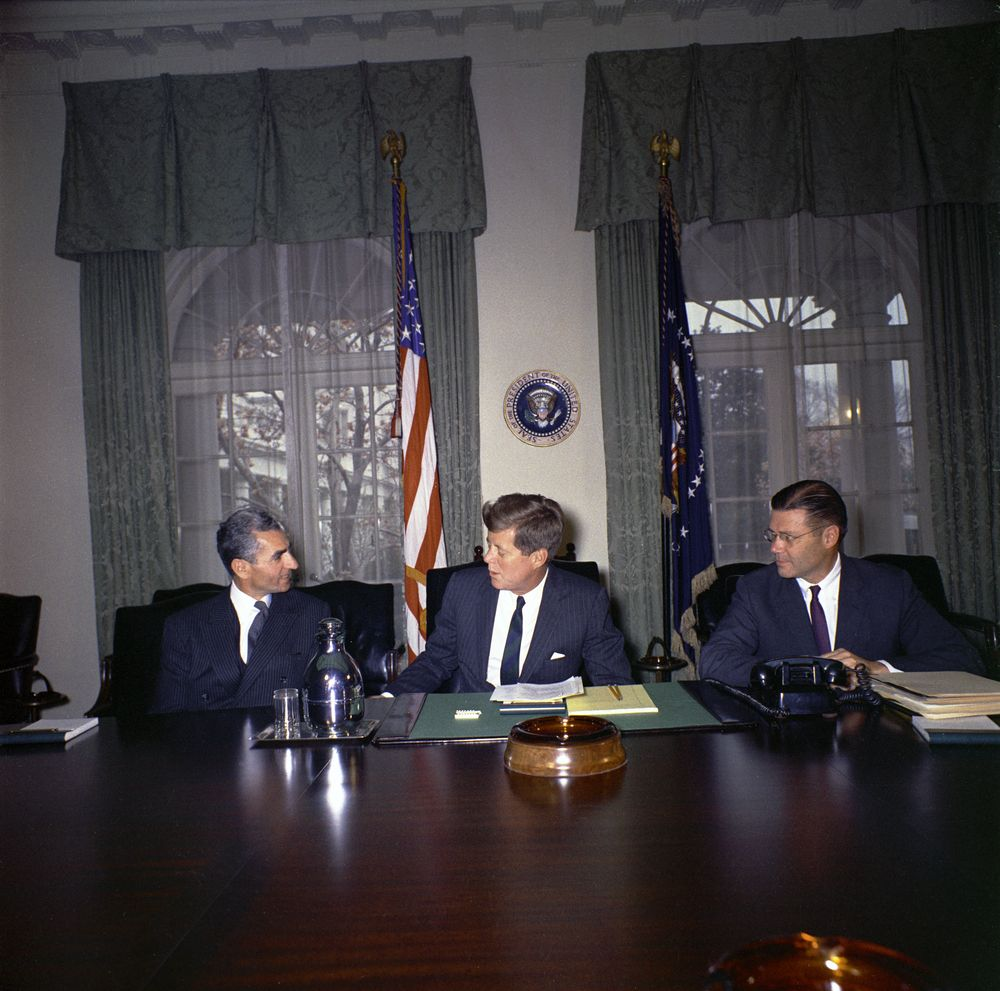
1962년 4월 13일 백악관 캐비닛룸에서 이란의 샤 모하마드 레자 팔라비, 케네디, 미국 국방부 장관 로버트 맥나마라

1958년 7월 14일 이라크 군주제 전복 이후 미국과 이라크 간의 관계는 긴장 상태에 놓였고, 이로 인해 압드 알-카림 카심 준장이 이끄는 공화정 정부가 선포되었다. 1961년 6월 25일, 카심은 이라크와 쿠웨이트 국경을 따라 병력을 동원하며 쿠웨이트를 "이라크의 불가분의 일부"라고 선언하여 단기적인 "쿠웨이트 위기"를 야기했다. 6월 19일 쿠웨이트에 막 독립을 허용하고 경제가 쿠웨이트 석유에 크게 의존했던 영국은 7월 1일 이라크 침공을 저지하기 위해 5,000명의 병력을 쿠웨이트에 파견하며 대응했다. 동시에 케네디는 미국 해군 특수부대를 바레인에 파견했으며, 영국은 (케네디 행정부의 촉구에 따라) 이 분쟁을 유엔 안전 보장 이사회에 회부했지만, 제안된 결의안은 소련의 거부권에 의해 부결되었다. 상황은 10월에 영국군이 철수하고 4,000명의 아랍 연맹 병력으로 대체되면서 해결되었다.
1961년 12월, 카심 정부는 공법 80호를 통과시켜 영국과 미국 소유의 이라크 석유 회사(IPC)의 특허 보유량을 실제로 석유가 생산되고 있는 지역으로 제한하여 IPC 특허의 99.5%를 효과적으로 국유화했다. 미국 관리들은 국유화뿐만 아니라 최근 소련이 쿠웨이트의 유엔 회원국 가입을 요청하는 이집트 후원 유엔 결의안에 거부권을 행사한 것에 대해 우려했으며, 이 두 사건이 관련되어 있다고 믿었다. 로버트 코머 국가안보회의 선임 고문은 IPC가 이에 대응하여 생산을 중단할 경우 카심이 "쿠웨이트를 장악"(따라서 중동 석유 생산에 대한 "목을 죄는")하거나 "자신을 러시아의 품에 던져버릴" 수도 있다고 우려했다. 코머는 또한 카심에 대한 민족주의 쿠데타가 임박했으며 "이라크를 보다 중립적인 입장으로 되돌릴" 가능성이 있다는 소문이 널리 퍼져 있음을 언급했다.
반제국주의 및 반공주의 이라크 바트당은 1963년 2월 8일 폭력적인 쿠데타로 카심을 전복시키고 처형했다. CIA가 쿠데타를 조작했다는 소문이 끊이지 않았지만, 기밀 해제된 문서와 전 CIA 요원들의 증언은 직접적인 미국 개입이 없었음을 시사한다. CIA는 이라크군 내에서 카심을 대체할 적합한 인물을 적극적으로 찾고 있었고, 이전 바트당 쿠데타 계획에 대해 보고받았다. 케네디 행정부는 그 결과에 만족했으며, 궁극적으로 이라크에 5천5백만 달러의 무기 거래를 승인했다.

#### 이스라엘
1960년 케네디는 다음과 같이 말했다.
| “ | 이스라엘은 견디고 번영할 것이다. 희망의 아이이자 용감한 자들의 고향이다. 역경에 부서지지도, 성공에 낙담하지도 않을 것이다. 민주주의의 방패를 들고 자유의 칼을 숭상한다. | ” |

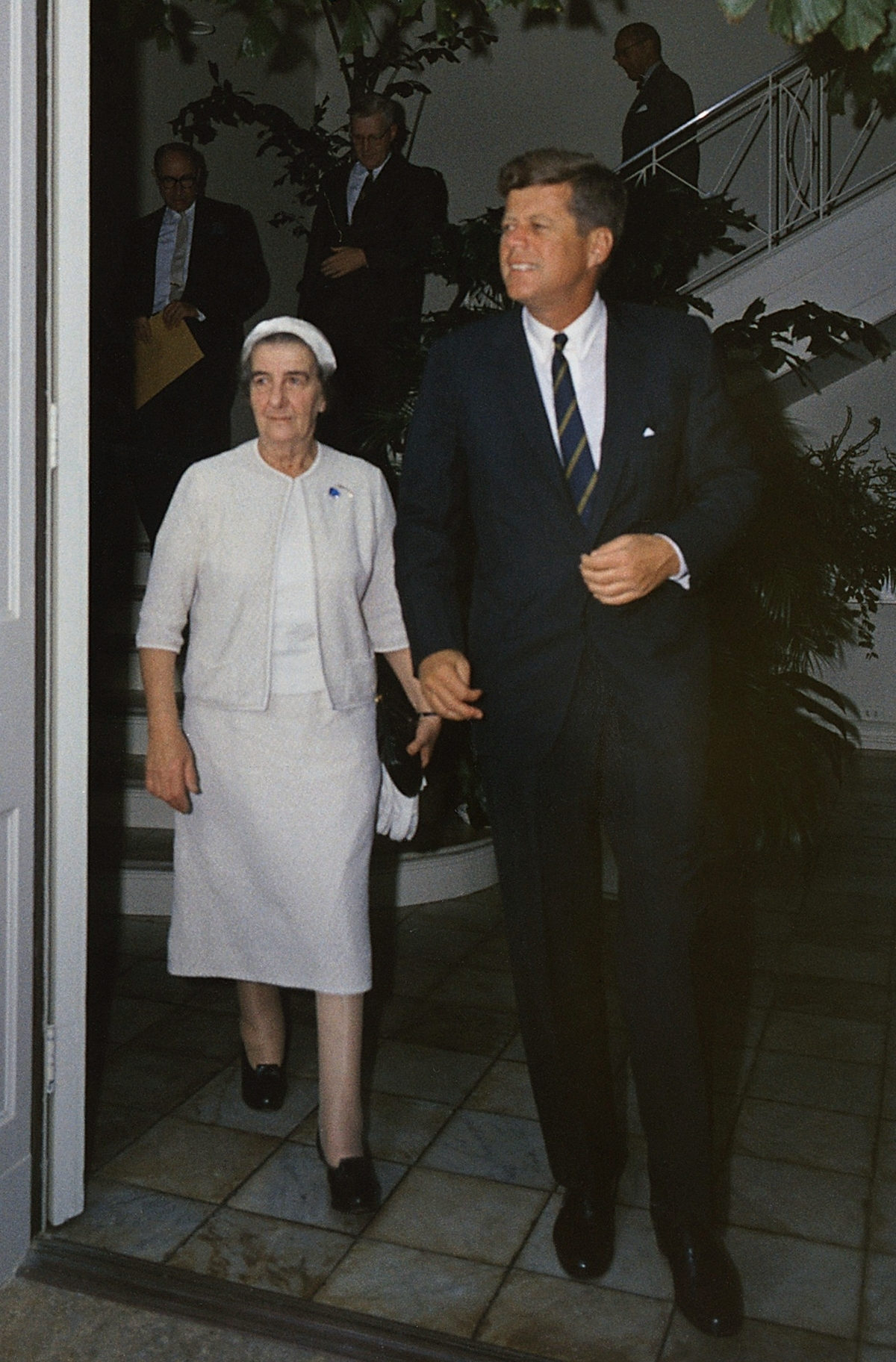
1962년 12월 27일, 이스라엘 외무장관 골다 메이어와 케네디

케네디 대통령은 트루먼과 아이젠하워 행정부가 이스라엘에 부과했던 무기 금수 조치를 해제하고 안보 관계를 강화하여, 이후 대통령들이 계속할 미국-이스라엘 군사 동맹의 창시자가 되었다. 이스라엘의 보호를 도덕적이고 국가적인 약속으로 묘사하며, 그는 미국과 이스라엘 간의 '특별한 관계'(그가 골다 메이어에게 설명했듯이) 개념을 처음 도입했다. 1962년, 케네디 행정부는 이스라엘에 주요 무기 시스템인 호크 대공 미사일을 판매했다. 역사학자들은 케네디가 유대계 미국인 유권자들의 지지를 확보하기 위해 이스라엘과의 안보 관계를 추구했는지, 아니면 유대 국가에 대한 그의 존경심 때문인지에 대해 의견이 엇갈린다.
케네디는 이스라엘 정부에 디모나에서 핵물질을 생산하지 말라고 경고했다. 그는 핵물질 생산이 중동에서 핵무기 경쟁을 유발할 수 있다고 믿었다. 이스라엘 정부는 처음에는 핵 시설의 존재를 부인했지만, 다비드 벤구리온은 1960년 12월 21일 이스라엘 크네세트 연설에서 베르셰바의 핵 시설 목적이 "건조 지대와 사막 동식물 문제 연구"를 위한 것이라고 밝혔다. 벤구리온이 뉴욕에서 케네디를 만났을 때, 그는 디모나가 "당분간" 담수화 및 기타 평화적 목적을 위한 핵 에너지를 제공하기 위해 개발되고 있다고 주장했다. 1962년, 미국과 이스라엘 정부는 연간 사찰 체제에 동의했다. 이러한 사찰에도 불구하고, 국무부 근동 국장 로저 데이비스는 1965년 3월에 이스라엘이 핵무기를 개발하고 있다고 결론 내렸다. 그는 이스라엘의 핵 능력 달성 목표 시점이 1968년에서 1969년이라고 보고했다.

### 아일랜드

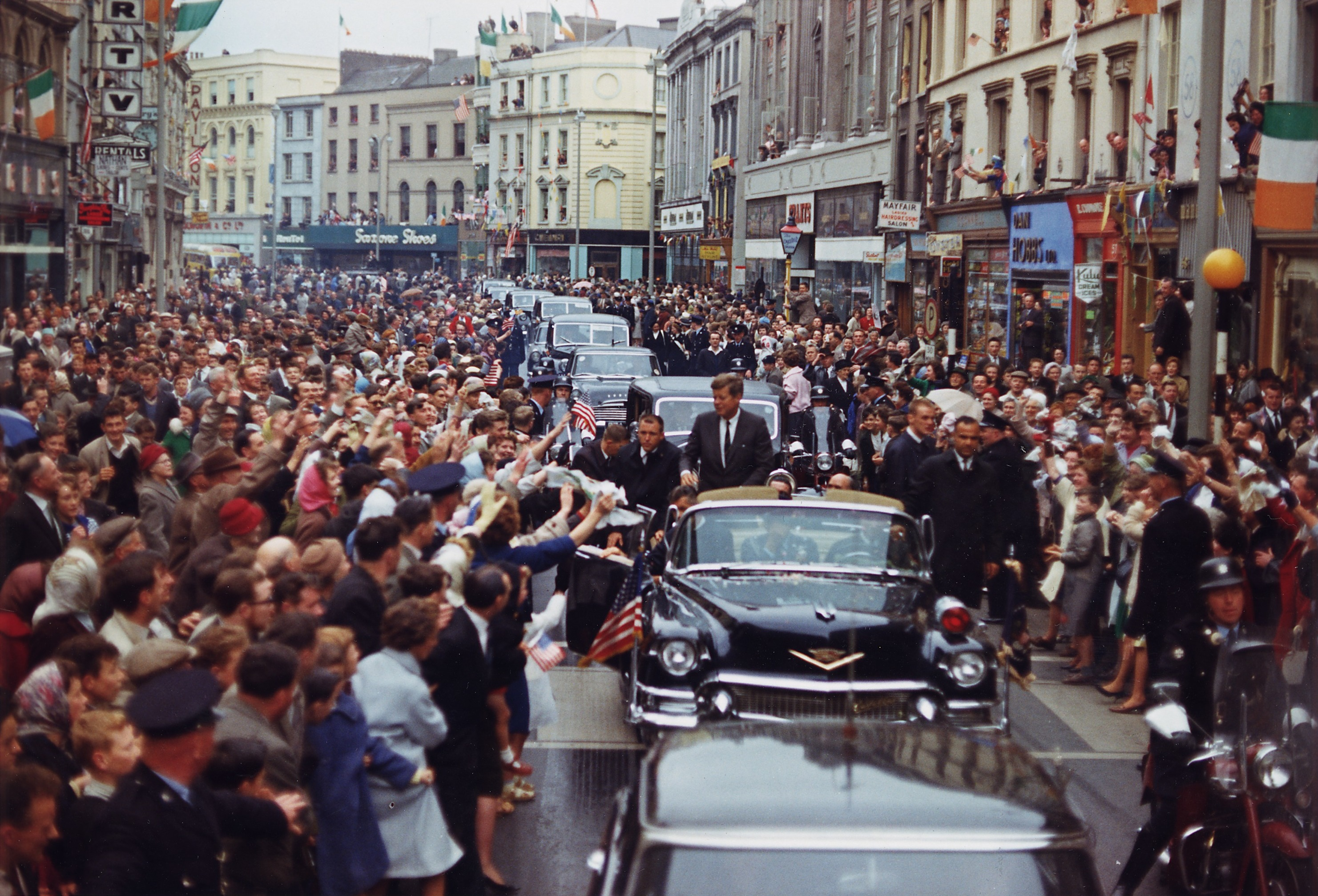
1963년 6월 28일 아일랜드 코크를 통과하는 케네디의 차량 행렬

1963년 6월 26일 시작된 그의 조상들의 고향인 아일랜드 4일간의 방문 동안, 케네디는 아일랜드 최고 기사단으로부터 문장을 수여받은 것을 비롯해 아일랜드 국립 대학교와 트리니티 칼리지에서 명예 학위를 받았으며 더블린에서 국빈 만찬에 참석했고 웩스퍼드, 코크, 더블린, 골웨이, 리머릭 시와 마을의 명예 시민으로 추대되었다. 그는 그의 조상들이 미국으로 이민 오기 전에 살았던 웩스퍼드 주 뉴 로스 근처 던갠스타운의 오두막을 방문했다.
케네디는 아일랜드 의회인 하원에 연설한 최초의 외국 지도자였다. 케네디는 나중에 보좌관들에게 이 여행이 자신의 인생에서 가장 좋았던 4일이었다고 말했다.

### 해외 순방 목록

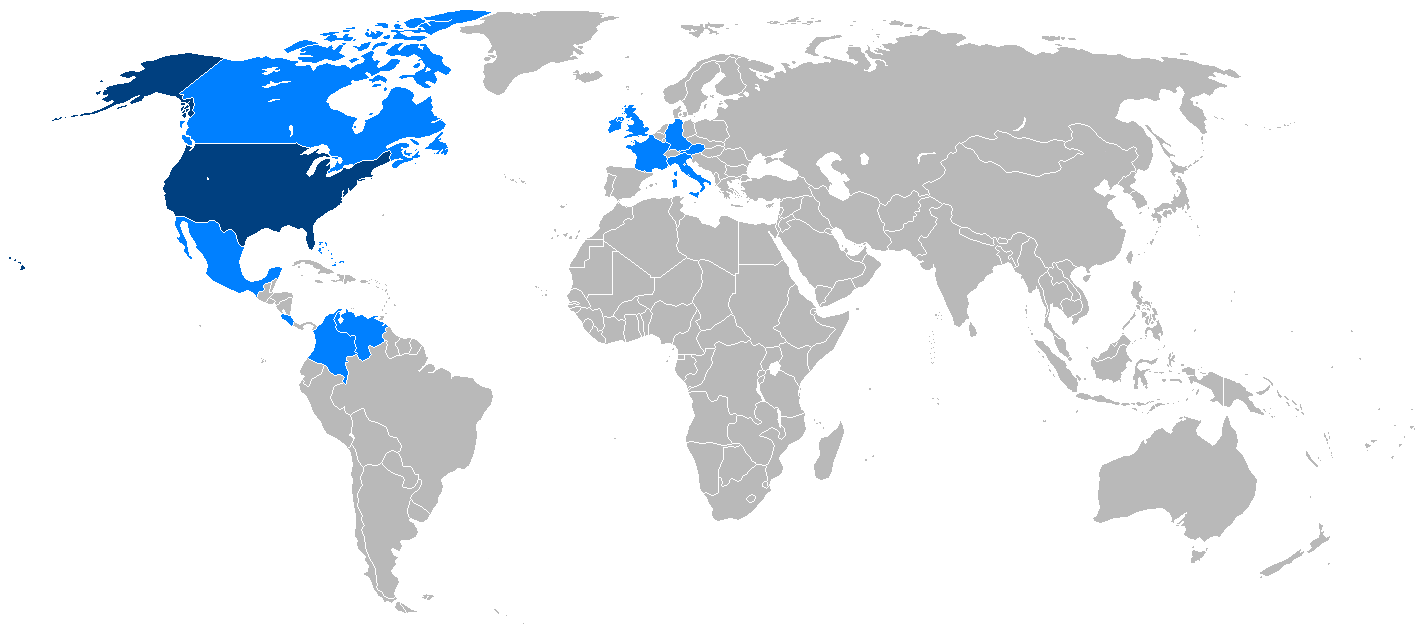
케네디는 재임 기간 동안 14개국을 방문해서 8차례의 해외 순방을 했다.

| # | 날짜                    | 국가       | 장소                                   | 주요 내용                                                                       |
| - | ----------------------- | ---------- | -------------------------------------- | ------------------------------------------------------------------------------- |
| 1 | 1961년 5월 16일~18일    | 캐나다     | 오타와                                 | 국빈 방문. 조르주 바니에 총독과 존 디펜베이커 총리를 만났다. 의회에서 연설했다. |
| 2 | 1961년 5월 31일~6월 3일 | 프랑스     | 파리                                   | 국빈 방문. 북대서양 이사회에서 연설했다. 샤를 드골 대통령과 만났다.             |
| 2 | 1961년 6월 3일~4일      | 오스트리아 | 빈                                     | 아돌프 셰르프 대통령과 만났다. 소련 총리 니키타 흐루쇼프와 정상회담을 가졌다.   |
| 2 | 1961년 6월 4일~5일      | 영국       | 런던                                   | 개인 방문. 엘리자베스 2세 여왕과 해럴드 맥밀런 총리를 만났다.                   |
| 3 | 1961년 12월 16일~17일   | 베네수엘라 | 카라카스                               | 로물로 베탕쿠르 대통령과 만났다.                                                |
| 3 | 1961년 12월 17일        | 콜롬비아   | 보고타                                 | 알베르토 예라스 카마르고 대통령과 만났다.                                       |
| 4 | 1961년 12월 21일~22일   | 버뮤다     | 해밀턴                                 | 해럴드 맥밀런 총리를 만났다.                                                    |
| 5 | 1962년 6월 29일~7월 1일 | 멕시코     | 멕시코시티                             | 국빈 방문. 아돌포 로페스 마테오스 대통령을 만났다.                              |
| 6 | 1962년 12월 18일~21일   | 바하마     | 나소                                   | 해럴드 맥밀런 총리와 회담했다. 핵 방어 시스템에 대한 나소 협정을 체결했다.      |
| 7 | 1963년 3월 18일~20일    | 코스타리카 | 산호세                                 | 중앙아메리카 공화국 대통령 회의에 참석했다.                                     |
| 8 | 1963년 6월 23일~25일    | 서독       | 본, 쾰른, 프랑크푸르트, 비스바덴       | 콘라트 아데나워 총리 및 기타 관리들을 만났다.                                   |
| 8 | 1963년 6월 26일         | 서독       | 서베를린                               | "나는 베를린 사람입니다" 연설을 포함한 여러 공개 연설을 했다.                   |
| 8 | 1963년 6월 26일~29일    | 아일랜드   | 더블린, 웩스퍼드, 코크, 골웨이, 리머릭 | 에러크터스 (의회)에서 연설했다. 조상 대대로 살던 집을 방문했다.                 |
| 8 | 1963년 6월 29일~30일    | 영국       | 버치 그로브                            | 해럴드 맥밀런 총리의 자택에서 비공식 만남을 가졌다.                             |
| 8 | 1963년 7월 1일~2일      | 이탈리아   | 로마, 나폴리                           | 안토니오 세니 대통령과 이탈리아 및 NATO 관리들을 만났다.                        |
| 8 | 1963년 7월 2일          | 바티칸     | 사도궁                                 | 새로 선출된 교황 바오로 6세와 알현했다.                                         |

## 국내 문제

### 뉴프런티어

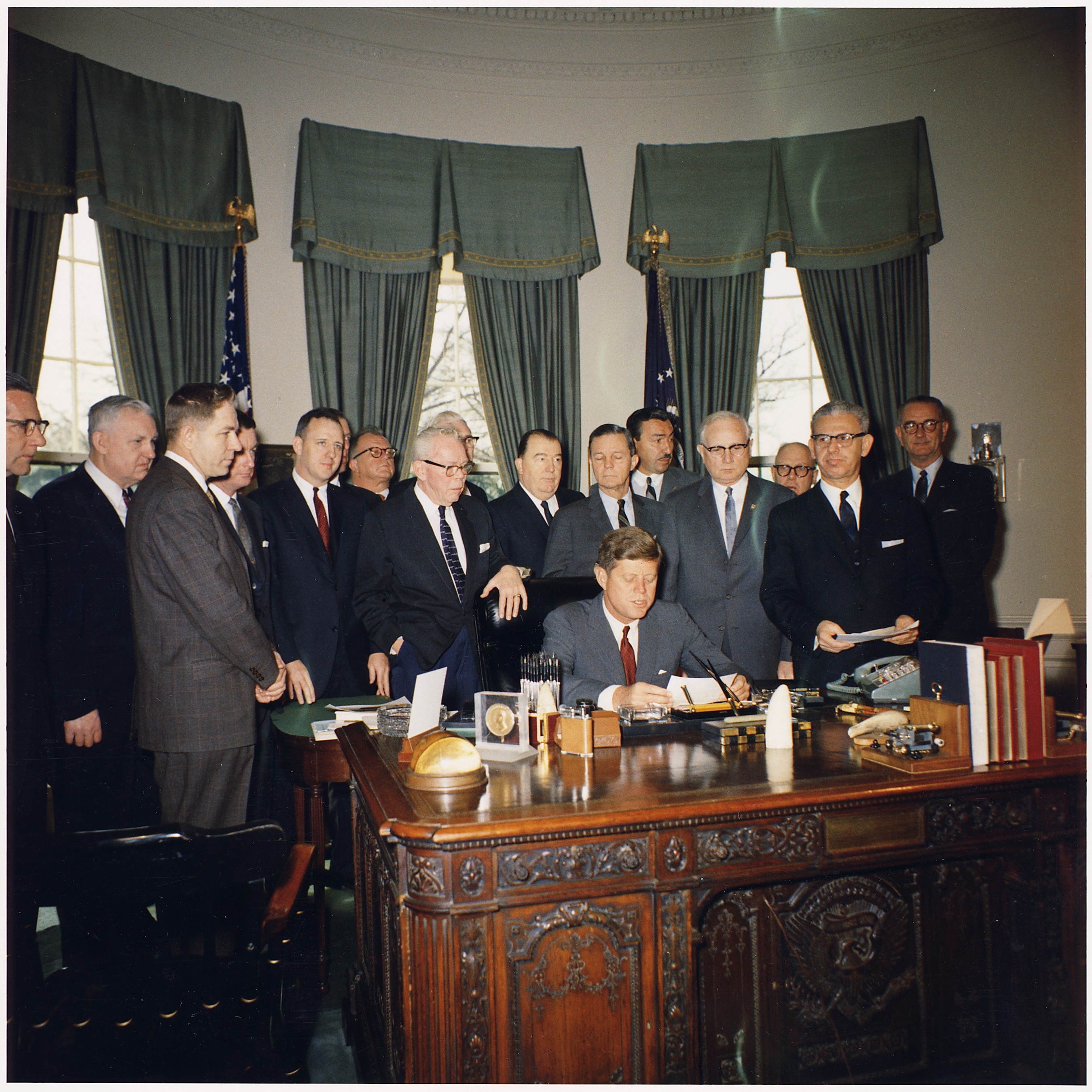
1962년 3월 경 인력 개발 및 훈련법에 서명하는 케네디

케네디는 자신의 국내 제안을 "뉴프런티어"라고 불렀다. 여기에는 노인 의료 서비스, 교육에 대한 연방 지원, 주택 도시 개발부 창설과 같은 이니셔티브가 포함되었다. 그의 뉴프런티어 프로그램은 프랭클린 D. 루스벨트의 1944년 "제2권리장전" 연설과 해리 트루먼의 페어딜 정책의 실패한 제안으로 거슬러 올라간다. 케네디는 경제 부양책으로 대규모 세금 감면을 요구하여 보수주의자들을 만족시켰다. 그러나 그의 거의 모든 프로그램은 공화당과 남부 민주당의 보수 연합에 의해 저지되었다. 케네디 재임 기간 동안 주요 의회 위원회를 통제하고 양원 모두에서 다수를 차지했던 보수 연합은 1930년대 후반 이후 진보적 개혁의 시행을 막아왔다. 1960년 선거에서 케네디의 근소한 승리, 영향력 있는 의회 의원들과의 깊은 관계 부족, 그리고 그의 행정부가 외교 정책에 집중했던 점도 뉴프런티어 정책 통과를 방해했다. 하원 의장 샘 레이번의 사망 이후 뉴프런티어 통과는 더욱 어려워졌다. 새로운 의장 존 W. 맥코맥과 상원 원내대표 마이크 맨스필드는 전임자들의 영향력이 부족했으며, 위원회 의장들에 대한 효과적인 리더십을 행사하는 데 어려움을 겪었다.
1961년, 케네디는 5개 법안 통과를 우선시했다: 교육을 위한 연방 지원, 노인 의료 보험, 주택 법안, 어려움을 겪는 지역에 대한 연방 지원, 그리고 연방 최저 임금 인상. 케네디의 연방 최저 임금을 시간당 1.25달러로 인상하는 법안은 1961년 초에 통과되었지만, 조지아의 보수 지도자 칼 빈슨이 삽입한 수정안으로 인해 수십만 명의 세탁 노동자들이 법에서 제외되었다. 케네디는 또한 지역 재개발법과 1961년 주택법의 통과를 이끌어냈다. 3억 9천 4백만 달러 규모의 지역 재개발법은 주로 애팔래치아 지역의 경제적으로 어려움을 겪는 지역에 연방 자금을 제공했다. 또한 직업 훈련 프로그램에 4년 동안 매년 450만 달러를 승인했다. 한편, 1961년 주택법은 도시 재개발 및 공영 주택에 대한 연방 지원을 할당했으며, 공영 주택 자격이 없는 사람들에게 연방 주택 담보 대출을 승인했다. 이 법은 또한 대중교통 개발 및 도시의 녹지 개발을 위한 자금을 제공했다. 케네디는 주에 23억 달러의 연방 교육 지원을 제공하는 법안을 제안했으며, 1인당 국민소득이 낮은 주에 더 많은 자금이 배정되었다. 상원은 교육 법안을 통과시켰지만, 공화당, 남부 민주당, 가톨릭교도 연합에 의해 하원에서 부결되었다. 노인들을 위한 입원 및 간호 비용을 지불할 케네디의 건강 보험 법안은 양원에서 통과되지 못했다. 주택 및 도시 개발부를 설립했을 법안도 남부 민주당원들이 케네디가 로버트 C. 위버, 아프리카계 미국인을 초대 장관으로 임명할 것이라고 생각했기 때문에 부결되었다.
1962년 케네디는 새로운 기술로 인해 일자리를 잃은 노동자들을 재교육하는 것을 목표로 하는 3년 프로그램인 인력 개발 및 훈련법을 승인받았다. 이 법안은 고용된 노동자들이 혜택을 받는 것을 배제하지 않았으며, 실업 참여자들에게 훈련 수당을 승인했다. 그러나 구조적 실업에 미치는 영향은 미미했다. 1963년, 케네디는 빈곤 문제에 더 집중하기 시작했으며, 그의 재임 기간 동안 개발된 일부 아이디어는 후에 존슨 대통령의 빈곤과의 전쟁에 영향을 미쳤다.
유니스 케네디 슈라이버의 촉구로 케네디 대통령은 지적 장애를 새 행정부의 우선순위로 삼았다. 케네디 가족은 이 문제에 개인적인 인연이 있었다. 대통령의 누이인 로즈마리 케네디는 지적 장애를 가지고 태어났다. 1963년의 지역사회 정신 건강법은 지역 정신 건강 커뮤니티 센터와 연구 시설에 자금을 지원했다. 이 법은 혼합된 성공을 거두었다. 제안된 센터 중 절반만이 건설되었고, 어느 센터도 완전한 자금 지원을 받지 못했으며, 법률은 장기적으로 운영할 자금을 제공하지 않았다. 탈시설화는 1965년 메디케이드 채택 이후 가속화되었다.
무역 정책은 국내 및 외교 정책을 모두 포함했다. 여기서 케네디는 더 큰 성공을 거두었다. 보수 연합은 외교 정책에서 활동하지 않았기 때문이었다. 1962년 통상확대법은 의회에서 압도적인 다수로 통과되었다. 이 법은 대통령에게 유럽 공동 시장과 상호적으로 최대 50%의 관세 인하를 협상할 권한을 부여했다. 이 법안은 관세 무역 일반 협정(GATT)의 케네디 라운드 협상으로 가는 길을 열었으며, 1967년 6월 30일, 법의 만료 직전에 마무리되었다.

### 경제
| Fiscal Year | Receipts | Outlays | Surplus/ Deficit | GDP     | Debt as a % of GDP |
| ----------- | -------- | ------- | ---------------- | ------- | ------------------ |
| 1961        | 94.4     | 97.7    | −3.3             | 546.6   | 43.6               |
| 1962        | 99.7     | 106.8   | −7.1             | 585.7   | 42.3               |
| 1963        | 106.6    | 111.3   | −4.8             | 618.2   | 41.1               |
| 1964        | 112.6    | 118.5   | −5.9             | 661.7   | 38.8               |
| Ref.        | [ 237 ]  | [ 237 ] | [ 237 ]          | [ 238 ] | [ 239 ]            |

케네디가 취임할 때 3년 동안 두 번의 경기 침체를 겪고 있던 경제는 그의 재임 기간 동안 눈에 띄게 가속화되었다. 낮은 인플레이션과 이자율에도 불구하고, 아이젠하워 재임 기간 동안 GDP는 연평균 2.2%만 성장했으며(당시 인구 증가율보다 약간 더 많음), 아이젠하워 재임 마지막 12개월 동안은 1% 감소했다. 1961년 초부터 1963년 말까지 GDP는 평균 5.5% 확장되었고, 인플레이션은 약 1%로 안정적으로 유지되었으며, 실업률은 1961년 1월 거의 7%에서 1963년 12월 5.5%로 떨어졌다. 산업 생산은 15% 증가했고 자동차 판매는 40% 증가했다. 이러한 GDP 및 산업의 지속적인 성장률은 1969년경까지 이어졌다. 케네디는 인플레이션이나 적자보다 경제 성장의 중요성을 강조한 케인스 경제학을 완전히 지지한 최초의 대통령이었다. 그는 긴축 재정 정책 시대를 끝내고, 이자율을 낮추고 경제 성장을 장려하기 위해 통화 정책을 완화했다. 그는 1962년에 1000억 달러를 넘어선 첫 정부 예산을 감독했으며, 1961년 그의 첫 예산은 국가의 첫 비전쟁, 비경기 침체 적자를 초래했다.

#### US 스틸
1962년, 경제가 계속 성장하면서 케네디는 인플레이션 문제에 관심을 갖게 되었다. 그는 기업과 노동조합에게 협력하여 가격을 낮게 유지할 것을 요청했고, 초기에는 성공을 거두었다. 그는 경제자문위원회에서 개발한 지침을 시행했는데, 이는 철강 및 자동차와 같은 주요 산업에서 임금-물가 상승 나선을 피하기 위한 것이었다. 케네디는 노동부가 철강 산업에서 임금을 안정적으로 유지하는 데 도움을 주었다는 것을 자랑스럽게 생각했지만, 1962년 4월 US 스틸의 사장 로저 블로가 케네디에게 은밀히 자신의 회사가 가격을 인상할 것이라고 알렸을 때 분노했다. 이에 로버트 케네디 법무장관은 US 스틸에 대한 가격 담합 조사를 시작했고, 케네디 대통령은 다른 철강 회사들에게 가격 인상을 철회하도록 설득했으며, 결국 고립되고 가격 경쟁에서 밀릴 위험에 처한 US 스틸마저 자신의 가격 인상을 철회하는 데 동의했다. US 스틸과의 갈등 외에도 케네디는 전임 민주당 대통령인 트루먼과 루스벨트에 비해 기업 지도자들과 대체로 좋은 관계를 유지했으며, 그의 행정부는 반독점법 시행을 강화하지 않았다. 그의 행정부는 또한 기업 투자를 장려하기 위한 새로운 세금 정책을 시행했다.

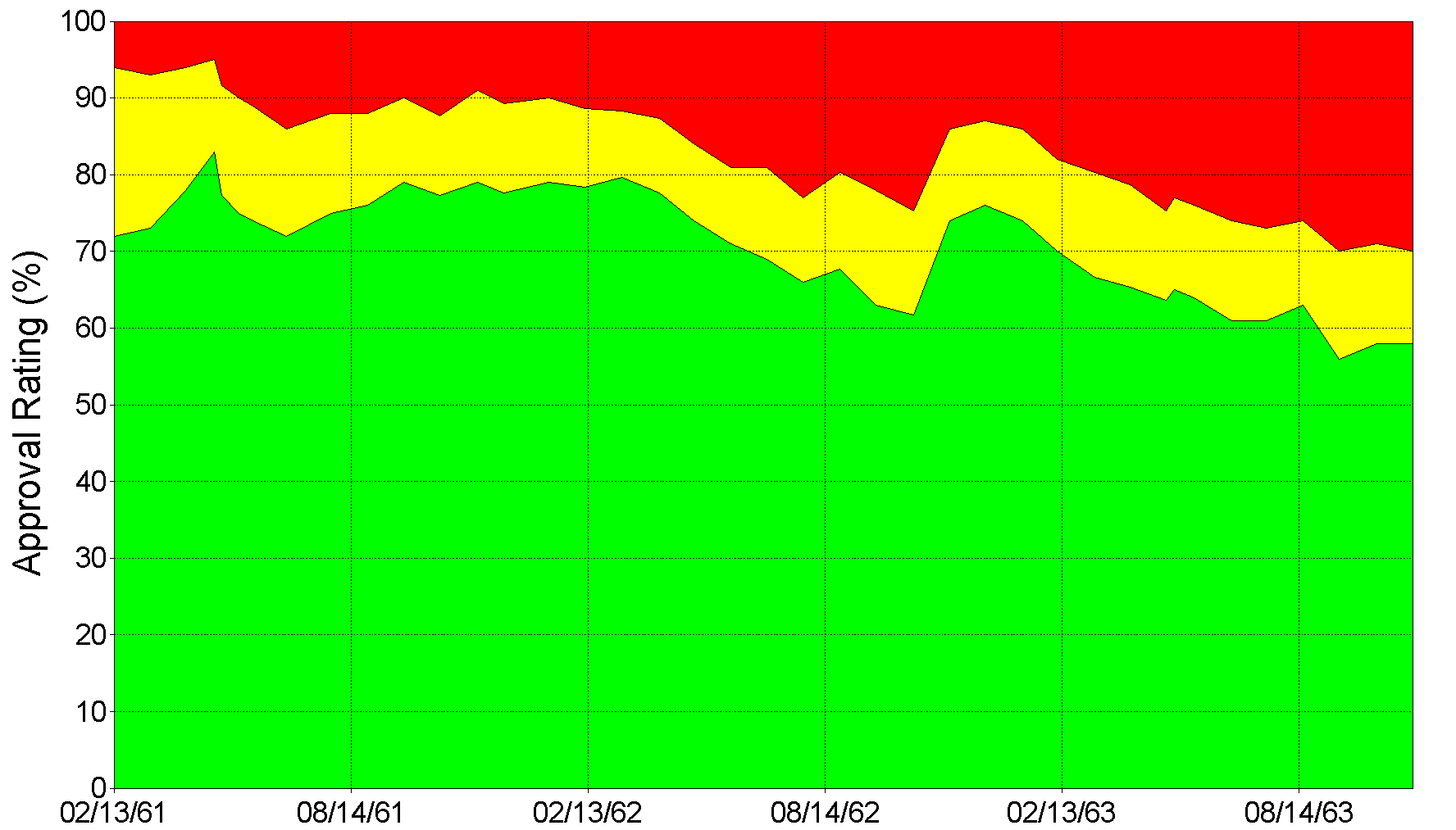
케네디의 갤럽 지지율 그래프

### 세금과 재무
경제자문위원회 의장을 지냈던 월터 헬러는 경제 성장을 촉진하기 위한 케인스식 감세를 옹호했으며, 케네디는 이 정책을 채택했다. 이 아이디어는 감세가 소비자 수요를 자극하고, 이는 결국 더 높은 경제 성장, 낮은 실업률, 그리고 증가된 연방 수입으로 이어질 것이라는 것이었다. 존 케네스 갤브레이스와 같은 자유주의자들의 실망에도 불구하고, 케네디의 감세 수용은 또한 그의 행정부의 초점을 제안된 노인 건강 보험 프로그램 및 다른 국내 지출에서 멀어지게 했다. 1963년 1월, 케네디는 최고 한계 세율을 91%에서 65%로, 법인세율을 52%에서 47%로 인하하는 감세안을 제안했다. 케인스 모델에 따른 예측에 따르면, 이 감세는 소득세를 약 100억 달러, 법인세를 약 35억 달러 줄일 것이었다. 이 계획에는 항목별 공제의 영향을 줄이기 위한 개혁안과 노인 및 장애인을 돕기 위한 조항도 포함되었다. 공화당과 많은 남부 민주당원들은 지출의 동시 감축을 요구하며 이 법안에 반대했지만, 1963년 내내 논쟁이 계속되었다. 케네디가 사망한 지 3개월 후, 존슨은 이 계획을 의회를 통과시켰다. 1964년 민권법은 최고 개인 세율을 70%로, 최고 법인 세율을 48%로 낮췄다.
1961년, 케네디는 공화당 은행가 C. 더글러스 딜런을 재무장관으로 임명했다. 딜런은 1965년까지 린든 B. 존슨 대통령 하에서도 재무장관을 지냈다. 리처드 딘 번스와 조셉 M. 시라쿠사에 따르면, 딜런의 경제 정책팀 지휘는 행정부의 전반적인 방향에 상당한 보수적 영향을 미쳤다. 그는 대통령에게 국가의 주요 경제적 도전 과제가 국제수지 적자임을 효과적으로 설득하여, 온건한 접근 방식을 채택하고 국내 문제에 대한 보다 급진적인 자유주의적 해결책을 기각하도록 이끌었다. 케네디 대통령이 딜런을 재무장관으로 선택한 것은 국제수지 적자와 그로 인한 "금 유출"에 대한 깊은 우려를 반영한 것이었다. 월스트리트 인물이자 강력한 공화당과의 연계, 건전한 통화 정책을 옹호하는 명성을 가진 딜런을 선택함으로써 케네디는 민주당 행정부의 잠재적인 느슨한 통화 정책에 대해 우려하던 금융계에 안심을 주려 했다. 시어도어 소렌슨에 따르면, 대통령의 선택은 주로 달러에 대한 글로벌 신뢰를 유지하고 달러가 금으로 대규모 전환되는 것을 막아야 할 필요성 때문이었다. 케네디는 임명 당시 딜런의 온건한 보수적 경제 관점을 공유했으며, 딜런은 그의 재임 기간 내내 대통령에게 긴밀하게 접근할 수 있었다. 그는 케네디와 사교 모임을 가졌던 몇 안 되는 정치적 동료 중 한 명이었다. 케네디와 딜런이 국제수지 문제에 중점을 둔 것은 행정부의 전반적인 경제 정책에 상당한 영향을 미쳐 보수주의 방향으로 이끌었다. 달러 지급의 연간 적자 증가는 외국 은행과 정부의 손에 상당한 달러 축적을 가져왔다. 달러 가치에 대한 신뢰 상실이 반복되면서 외국인 보유자들은 달러를 미국 금으로 교환하게 되었고, 이는 달러 대비 고정된 가치를 가졌다. 이 "금 유출"은 금융계에 우려를 불러일으켰고 케네디와 존슨 행정부 모두에서 중요한 문제로 남아 있었다. 달러의 지위를 안정시키고 금 유출을 막기 위한 노력의 일환으로 케네디 행정부는 인플레이션을 잠재적으로 증가시키고 달러에 대한 외국인 신뢰를 약화시킬 수 있는 경제 조치를 피했다. 케네디 재임 초기 몇 년 동안 딜런이 국제수지 적자를 우선시한 성공은 경제에 대한 더 적극적인 재정 및 통화 개입이나 사회 프로그램에 대한 지출 증가를 막았다.

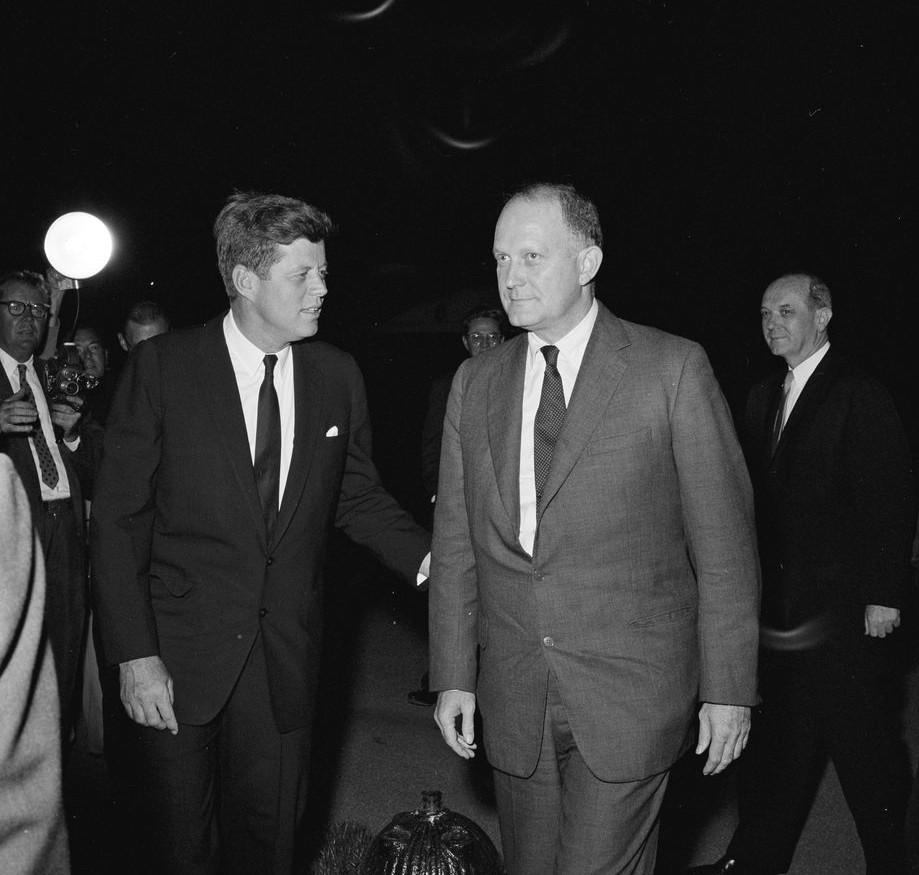
1961년 8월의 딜런과 케네디. 딜런은 우루과이에서 진보를 위한 동맹이 공식화된 회의를 마치고 돌아왔으며, 그곳에서 딜런은 체 게바라와 대결했다.

관세 정책에 대해 딜런은 1960~1962년 제네바에서 진행된 관세 무역 일반 협정(GATT)의 5차 관세 협상을 제안했다. 이는 "딜런 라운드"라고 불렸고 상당한 관세 인하로 이어졌다. 딜런은 1962년 통상확대법에 따라 상호 관세 인하에 대한 대통령의 권한을 확보하는 데 중요했다. 그는 또한 산업 성장을 촉진하기 위한 7%의 투자 세액 공제를 확립한 1962년 민권법 제정에도 역할을 했다. 그는 기업 투자를 촉진하기 위한 감가상각 규칙 개정을 감독했다.
딜런은 개혁 패키지 개발을 감독했다. 그는 의회 앞에서 이자와 배당 소득에 대한 세금을 원천징수할 것을 주장했다. 목표는 광범위한 탈세를 막는 것이었다. 또한 그는 해외 "조세 피난처" 기업과 기업가들이 접대비를 공제하는 데 사용하는 허점을 폐쇄할 것을 옹호했다. 1962년 여름 동안 의회가 행정부의 개혁 프로그램 대부분을 거부했지만, 딜런은 7% 투자 세액 공제가 포함되어 있었기 때문에 최종 패키지를 지지했다.

### 민권

#### 초기 대통령직

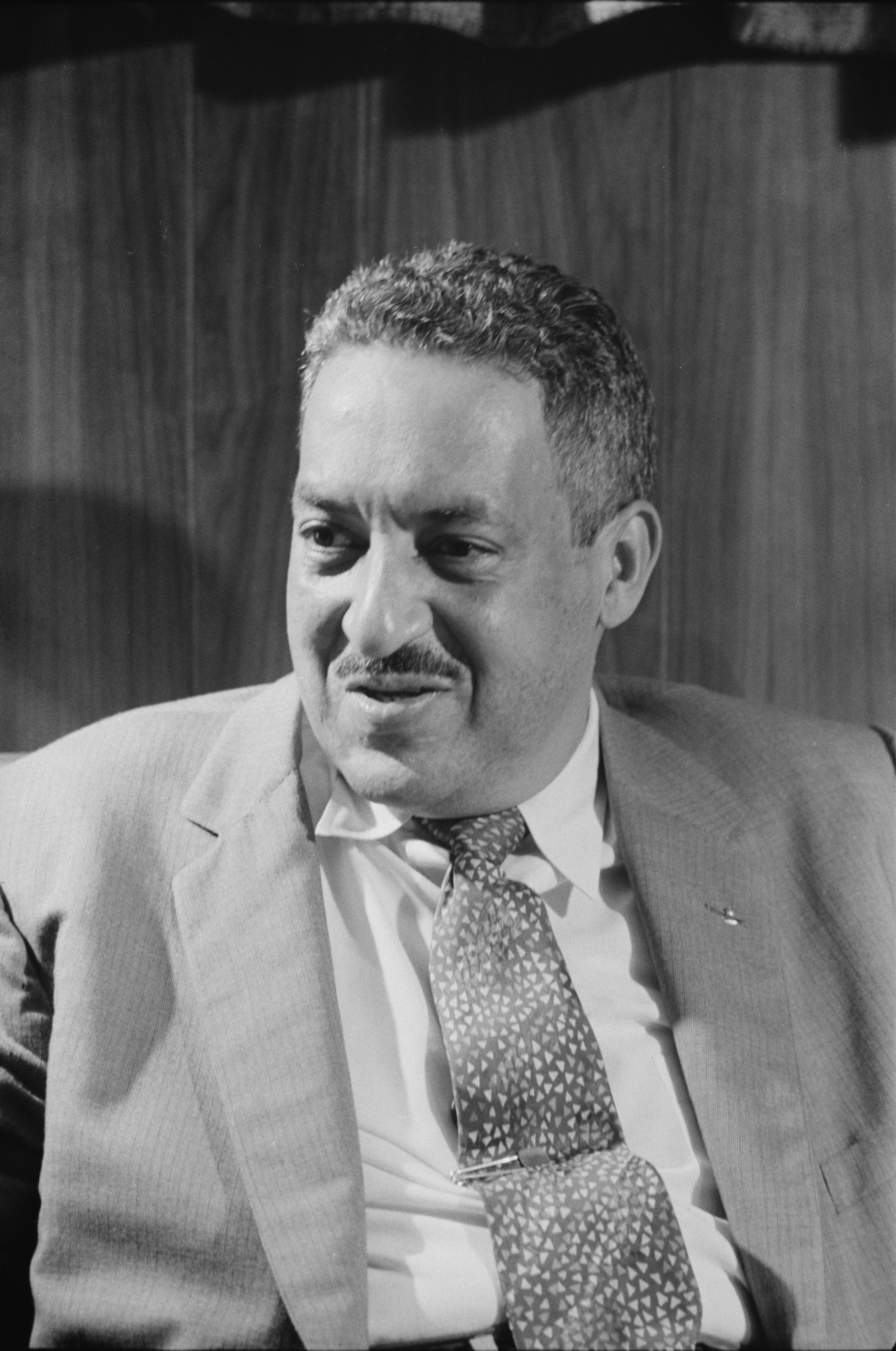
1961년 5월, 케네디는 서굿 마셜을 미국 항소법원 판사로 임명했다.

국가적으로 승인된 인종 차별의 격동적인 종식은 1960년대의 가장 시급한 국내 문제 중 하나였다. 짐 크로 법에 의한 인종 차별은 20세기 대부분 동안 딥 사우스에서 확립된 법이었지만, 미국 연방 대법원은 1954년 브라운 대 교육위원회 판결에서 공립학교의 인종 분리 정책이 위헌이라고 판결했다. 특히 남부 주들의 많은 학교들은 대법원의 판결을 따르지 않았다. 케네디는 분리 정책 철폐와 다른 민권 운동을 지지했지만, 그는 일반적으로 특히 1963년 이전에는 민권을 최우선으로 두지 않았다. 보수적인 남부 민주당원들이 법안을 저지할 수 있다는 것을 인식하고, 케네디는 취임 시 민권 법안을 도입하지 않았다. 그는 자신의 경제 및 외교 정책 의제를 통과시키고 1964년 재선을 지원하기 위해 그들의 지지가 필요했다. 케네디는 민권 변호사 서굿 마셜을 미국 항소법원 판사로 임명하는 등 많은 흑인을 공직에 임명했다. 그리고 에이브러햄 볼든을 최초의 흑인 비밀경호국 요원으로 임명했다.
케네디는 민권 운동이 많은 남부 백인들을 화나게 하고 의회에서 민권법을 통과시키기 더 어렵게 만들 것이라고 믿었으며, 자신을 이 운동에서 멀리했다. 그의 형 로버트 케네디가 명확히 밝혔듯이, 행정부의 초기 우선순위는 "대통령을 이 민권 혼란에서 벗어나게 하는 것"이었다. 역사학자 데이비드 할버스탐은 케네디 형제가 매사추세츠 출신이었기 때문에 인종 문제가 오랫동안 사소한 인종 정치 문제였다고 썼다. 만약 그들이 다른 지역 출신이었다면, "그들은 흑인 감정의 복잡성과 깊이에 더 즉각적으로 민감했을 것이다." 민권 운동 참가자들, 주로 남부의 최전선에 있던 사람들은 케네디를 미지근하게 보았으며, 특히 프리덤 라이더에 관해서는 더욱 그러했다. 1961년 5월, 인종 평등 회의(CORE)는 제임스 파머가 이끌며 주간 교통의 인종 분리가 불법이라고 선언한 대법원 판결을 시험하기 위해 통합 프리덤 라이드를 조직했다. 라이더들은 연방 및 주 법 집행관을 포함한 백인 폭도들의 폭력에 반복적으로 직면했다. 로버트 케네디는 대통령을 대신하여 프리덤 라이더들에게 "버스에서 내려 평화적인 법원 해결에 맡기라"고 촉구했다. 케네디는 연방군이나 비협조적인 FBI 요원을 사용하는 대신 연방 보안관을 파견하여 프리덤 라이더들을 보호했다. 케네디는 연방군을 파견하는 것이 보수적인 남부 백인들 사이에서 "재건에 대한 증오스러운 기억"을 불러일으킬까봐 두려워했다. 법무부는 연방 법률을 준수하도록 주간상거래위원회(ICC)에 청원했다. 1961년 9월까지 ICC는 청원을 지지하는 판결을 내렸다.

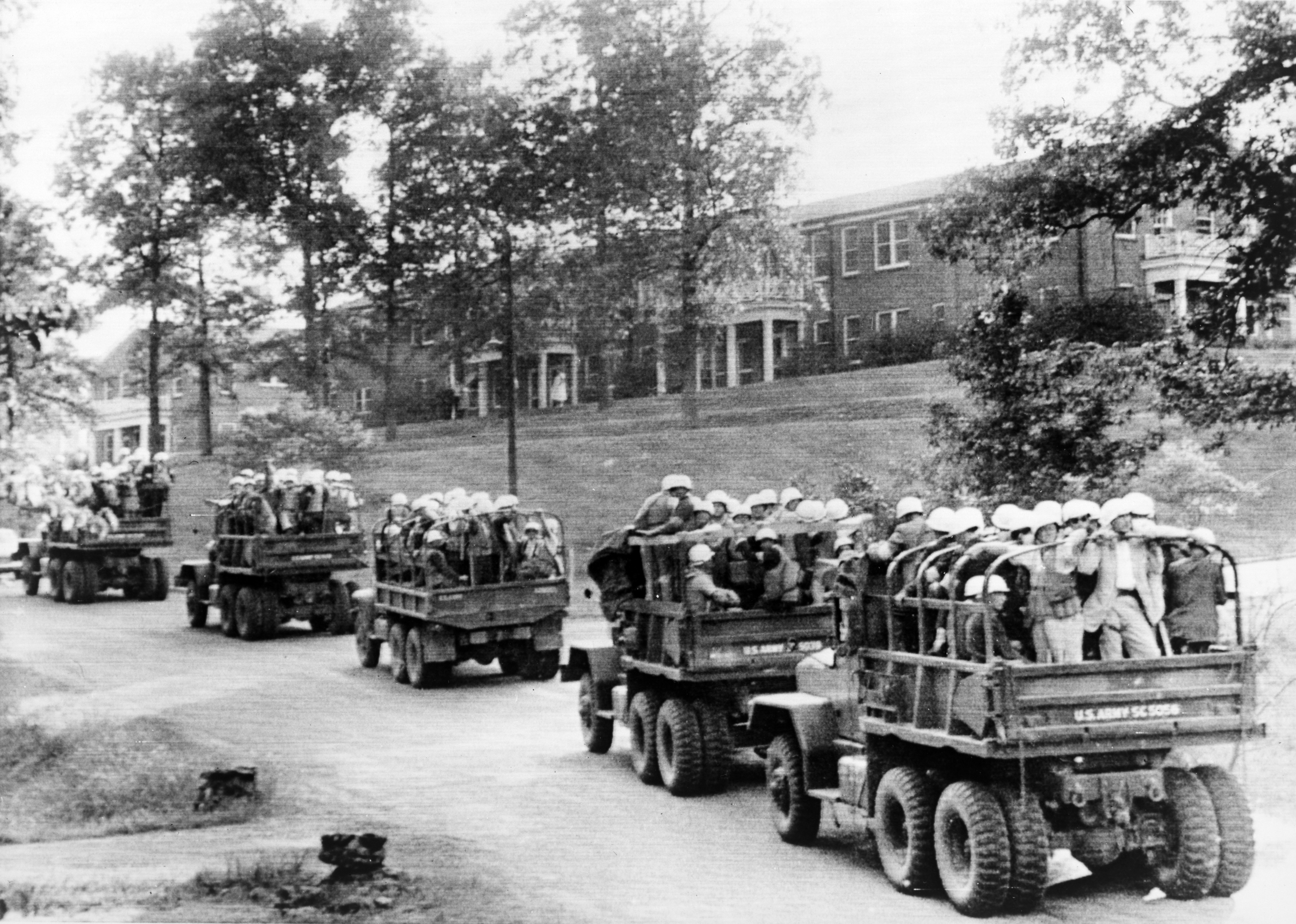
1962년 10월 3일 폭동이 발생한 후 미시시피 대학교 캠퍼스를 가로질러 주행하는 미 육군 트럭

1961년 3월 6일, 케네디는 정부 계약자에게 "지원자가 인종, 신념, 피부색 또는 출신 국가에 관계없이 고용되고 직원이 고용 기간 동안 대우받도록 보장하기 위한 적극적인 조치를 취해야 한다"고 요구하는 행정 명령 10925호에 서명했다. 이 명령은 고용 차별을 조사하기 위한 대통령 평등 고용 기회 위원회를 설립하고 투표권 사건에 대한 법무부의 개입을 확대했다. 케네디의 분리 정책 철폐 속도에 불만을 품은 마틴 루터 킹 주니어와 그의 동료들은 1962년 에이브러햄 링컨의 발자취를 따라 행정 명령을 사용하여 일종의 "제2차 노예 해방 선언"과 같은 민권 운동에 타격을 가할 것을 요구하는 문서를 작성했다.
1962년 9월, 제임스 메러디스는 백인 전용 미시시피 대학교에 등록했지만 입학이 거부되었다. 로버트 케네디 법무장관은 400명의 연방 보안관을 파견하여 대응했고, 케네디 대통령은 캠퍼스 상황이 폭력적으로 변하자 마지못해 3,000명의 병력을 파견했다. 1962년 올 미스 폭동으로 2명이 사망하고 수십 명이 부상했지만, 메러디스는 마침내 첫 수업에 등록했다. 케네디는 병력을 더 일찍 보내지 않은 것을 후회했고, 그가 배웠거나 믿었던 "재건의 악폐"가 사실인지 의심하기 시작했다. 1962년 11월 20일, 케네디는 연방 지원 주택 또는 "관련 시설"의 인종 차별을 금지하는 행정 명령 11063호에 서명했다.

#### 인두세 폐지

인두세
누적 인두세 (투표하려면 이전 연도에 미납된 인두세도 지불해야 함)
인두세 없음
1868년부터 1966년까지 주별 인두세 역사

투표함에서 소수 민족의 헌법적 권리를 보호하려는 행정부의 노력에 대한 비판에 민감했던 로버트 케네디 법무장관은 1962년 초, 대통령에게 의회가 조치를 취하도록 압력을 가하라고 촉구했다. 케네디 대통령은 포괄적인 법안을 제안하기보다는 연방 선거에서 투표할 권리를 인두세 또는 다른 유형의 세금 납부에 조건부로 두는 것을 금지하는 헌법 수정안에 대한 지지를 표명했다. 그는 헌법 수정안이 필리버스터를 피하는 가장 좋은 방법이라고 생각했다. 연방 차원의 인두세 폐지가 위헌이라는 주장은 무의미해질 것이기 때문이었다. 그러나 일부 자유주의자들은 수정안이 법안보다 너무 느릴 것이라고 느끼며 케네디의 조치에 반대했다. 인두세는 재건 시대 이후 참정권 박탈을 통해 수정 헌법 제15조를 명백히 위반하지 않는 한, 흑인 시민들을 정치에서 배제하고 소외시키기 위해 남부 전역의 주에서 제정된 여러 법률 중 하나였다. 여러 민권 단체는 "모든 추가 민권 법안을 수정 절차로 회피하기 위한 불변의 선례를 제공할 것"이라는 이유로 제안된 수정안에 반대했다. 이 수정안은 1962년 8월 양원에서 통과되어 주에 비준을 위해 보내졌다. 1964년 1월 23일, 필요한 수의 주(38개)에 의해 비준되어 미국 수정 헌법 제24조가 되었다.

#### 1963년

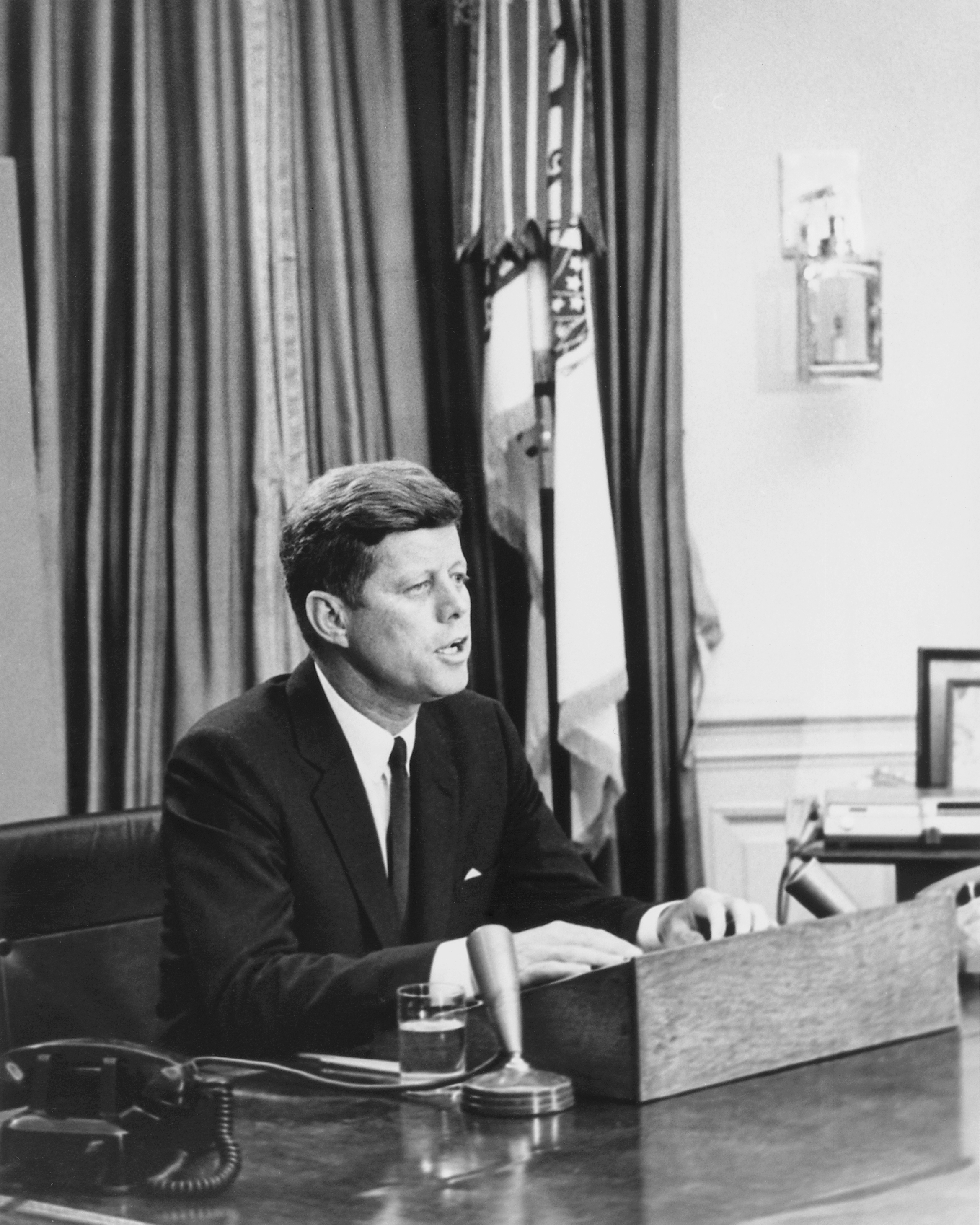
1963년 6월 11일, 민권에 대해 국민에게 연설하는 케네디

버밍엄 민권 운동에 대한 폭력적인 반응에 충격을 받고, 추가 폭력이나 미국 외교 관계에 대한 피해를 막기 위해 케네디는 1963년 민권에 대해 더욱 적극적인 입장을 취했다. 1963년 6월 11일, 케네디 대통령은 앨라배마 주지사 조지 월리스가 앨라배마 대학교 입구를 막고 두 아프리카계 미국인 학생인 비비언 말론과 제임스 후드가 입학하는 것을 막으려 했을 때 개입했다. 월리스는 니콜라스 카첸바흐 법무부 차관과 대통령 명령으로 연방화된 앨라배마 주방위군의 대면에 직면한 후에야 물러났다. 그날 저녁, 케네디는 전국 TV와 라디오로 민권에 대한 중요한 연설을 했다. 이 연설에서 그는 공립학교 및 기타 시설에 대한 평등한 접근권, 사법 행정의 평등, 그리고 투표권에 대한 더 큰 보호를 보장할 민권 법안에 대한 자신의 계획을 발표했다. 케네디의 민권 운동 지지는 남부에서 그에게 손실을 입혔다. 1963년 9월 갤럽 여론조사 결과 남부에서의 지지율은 44%였으며, 전국 평균 지지율은 62%였다. 하원 다수당 원내대표 칼 앨버트는 지역 재개발법 연장 노력이 주로 남부 민주당원과 공화당원의 투표로 무산되었다고 알리기 위해 전화했다.

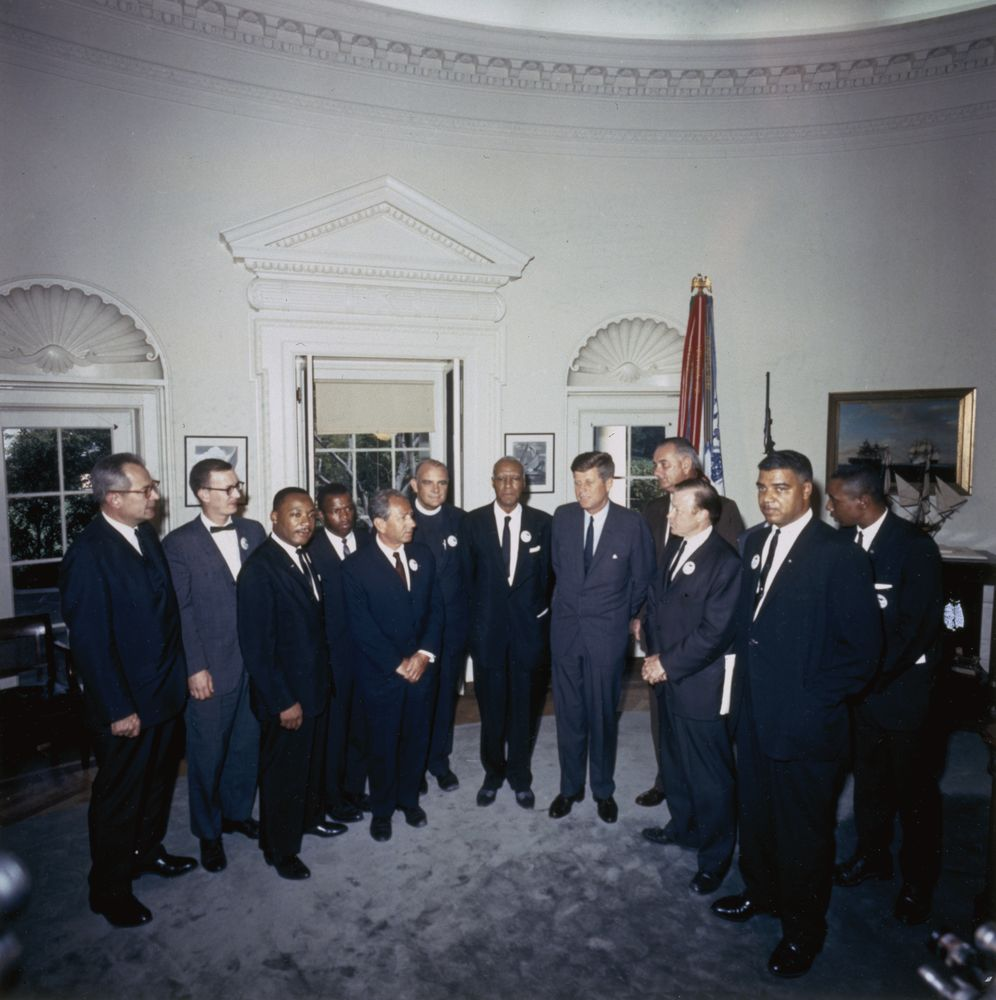
1963년 8월 28일 직업과 자유를 위한 워싱턴 행진 지도자들과 오벌 오피스에서 만나는 케네디

1963년 8월 28일, 주로 아프리카계 미국인으로 구성된 25만 명 이상의 군중이 워싱턴에서 민권 행진을 위해 모였다. 케네디는 처음에는 이 행진이 의회에 계류 중인 민권 법안 통과에 부정적인 영향을 미칠까봐 반대했다. 이러한 우려는 행진 직전에 J. 에드거 후버 FBI 국장이 케네디에게 민권 지도자 마틴 루터 킹 주니어의 가까운 고문들, 특히 잭 오델과 스탠리 레비슨이 공산주의자라는 보고서를 제시했을 때 더욱 심화되었다. 킹이 행정부의 경고를 무시하자 로버트 케네디는 FBI에게 킹과 남부기독교지도회의(SCLC)의 다른 지도자들을 도청할 권한을 부여하는 지시를 내렸다. 케네디는 킹의 전화에 대한 제한적인 도청을 "시험적으로 한 달 정도"만 서면으로 승인했지만, 후버는 그의 부하들이 킹의 삶의 어떤 영역이든 가치 있다고 판단하는 증거를 찾을 수 있도록 허가를 확대했다. 도청은 1966년 6월까지 계속되었고 1968년에 공개되었다.
8월 28일 워싱턴 행진에 대한 연방 정부의 개입을 조율하는 임무는 법무부에 주어졌으며, 법무부는 NAACP와 SCLC를 포함한 행진의 6개 후원 단체에 수십만 달러를 지원했다. 평화로운 시위를 보장하기 위해 주최 측과 대통령은 직접 선동적인 연설을 수정하고 시간과 장소와 관련된 모든 측면에서 협력했다. 수천 명의 병력이 대기 상태에 놓였다. 케네디는 TV로 킹의 연설을 시청했고 깊은 인상을 받았다. 이 행진은 "관리된 시위의 승리"로 간주되었으며, 시위와 관련된 체포는 단 한 건도 발생하지 않았다. 그 후, 행진 지도자들은 백악관에서 케네디를 만나기 위한 초대를 수락했고 사진 촬영이 이루어졌다. 케네디는 이 행진이 자신에게도 승리이며 민권 법안 통과 가능성을 높였다고 느꼈다.
행진의 성공에도 불구하고, 더 큰 투쟁은 아직 끝나지 않았다. 3주 후, 9월 15일 일요일 버밍엄의 16번가 침례교회에서 폭탄이 터졌고, 그날이 끝나기 전에 4명의 아프리카계 미국인 아이들이 폭발로 사망했으며, 다른 두 명의 아이들은 그 여파로 총에 맞아 사망했다. 이러한 폭력의 재발로 인해 민권 법안은 통과 가능성을 심각하게 위태롭게 하는 몇 가지 극심한 수정안을 거쳤다. 분노한 대통령은 의회 지도자들을 백악관으로 불러들였고, 다음 날 추가 사항이 없는 원래 법안은 하원 위원회를 통과할 만큼 충분한 표를 얻었다. 공화당의 지지를 얻은 에버릿 덕슨 상원의원은 법안이 표결에 부쳐질 것이라고 약속하여 상원 필리버스터를 막았다. 다음 여름인 7월 2일, 케네디가 1963년 6월 연설에서 제안했던 보장 내용은 존슨 대통령이 1964년 민권법에 서명하면서 연방법이 되었다.

### 우주 정책

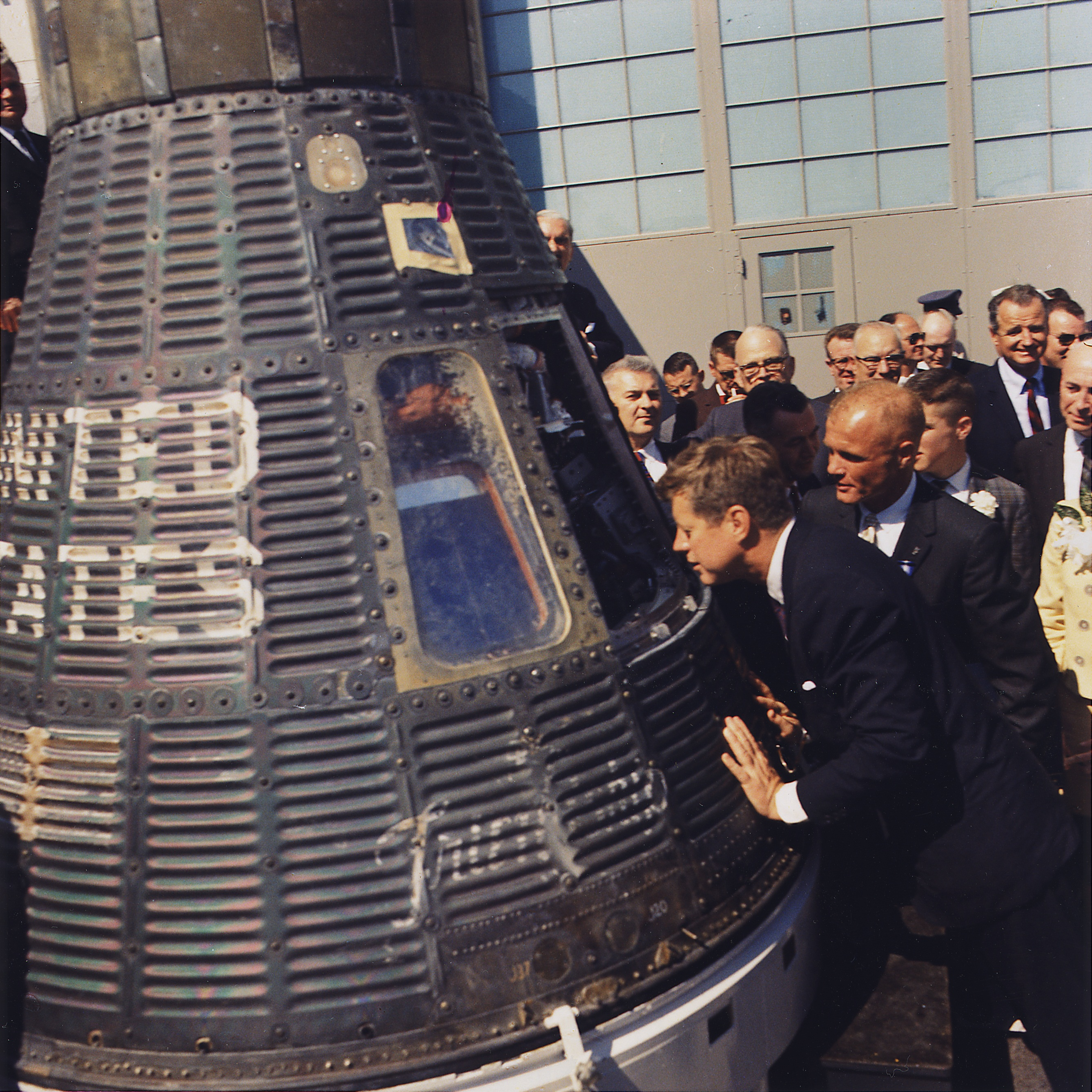
1962년 2월 23일, 존 글렌 우주비행사와 함께 머큐리 계획 캡슐 프렌드십 7을 검사하는 케네디

아폴로 계획은 1960년 초 아이젠하워 행정부 시절 머큐리 계획의 후속으로, 지구 궤도 우주정거장으로 가는 셔틀, 달 주위를 비행하거나 달에 착륙하는 데 사용될 목적으로 구상되었다. NASA는 아폴로 계획을 계속 진행했지만, 유인 우주 비행에 대한 아이젠하워의 양가적인 태도를 고려할 때 프로그램 자금 지원은 불확실했다. 미국 상원 의원이었던 케네디는 우주 프로그램에 반대했으며 이를 중단하고 싶어 했다.
대통령 행정부를 구성하면서 케네디는 아이젠하워의 마지막 과학 고문인 제롬 위스너를 대통령 과학 자문 위원회의 수장으로 유지하기로 결정했다. 위스너는 유인 우주 탐사에 강력히 반대했으며, 머큐리 계획에 대해 매우 비판적인 보고서를 발표했다. 케네디는 NASA 국장직을 수락하기 전 17명의 후보들에게 거절당한 후, 트루먼 대통령 시절 예산 국장과 국무차관을 지냈던 경험 많은 워싱턴 내부 인사인 제임스 E. 웹이 이 직책을 수락했다. 웹은 의회, 대통령, 미국 국민의 지지를 얻는 데 능숙하다는 것을 증명했다. 케네디는 또한 의회에 1958년 국가항공우주법을 수정하여 국가항공우주위원회 의장직을 부통령에게 위임할 수 있도록 설득했다. 이는 존슨이 상원에서 NASA 창설을 위해 노력하면서 우주 프로그램에 대한 지식을 얻었기 때문이었고 정치적으로 능숙한 존슨을 바쁘게 유지하는 데 도움이 됐다.

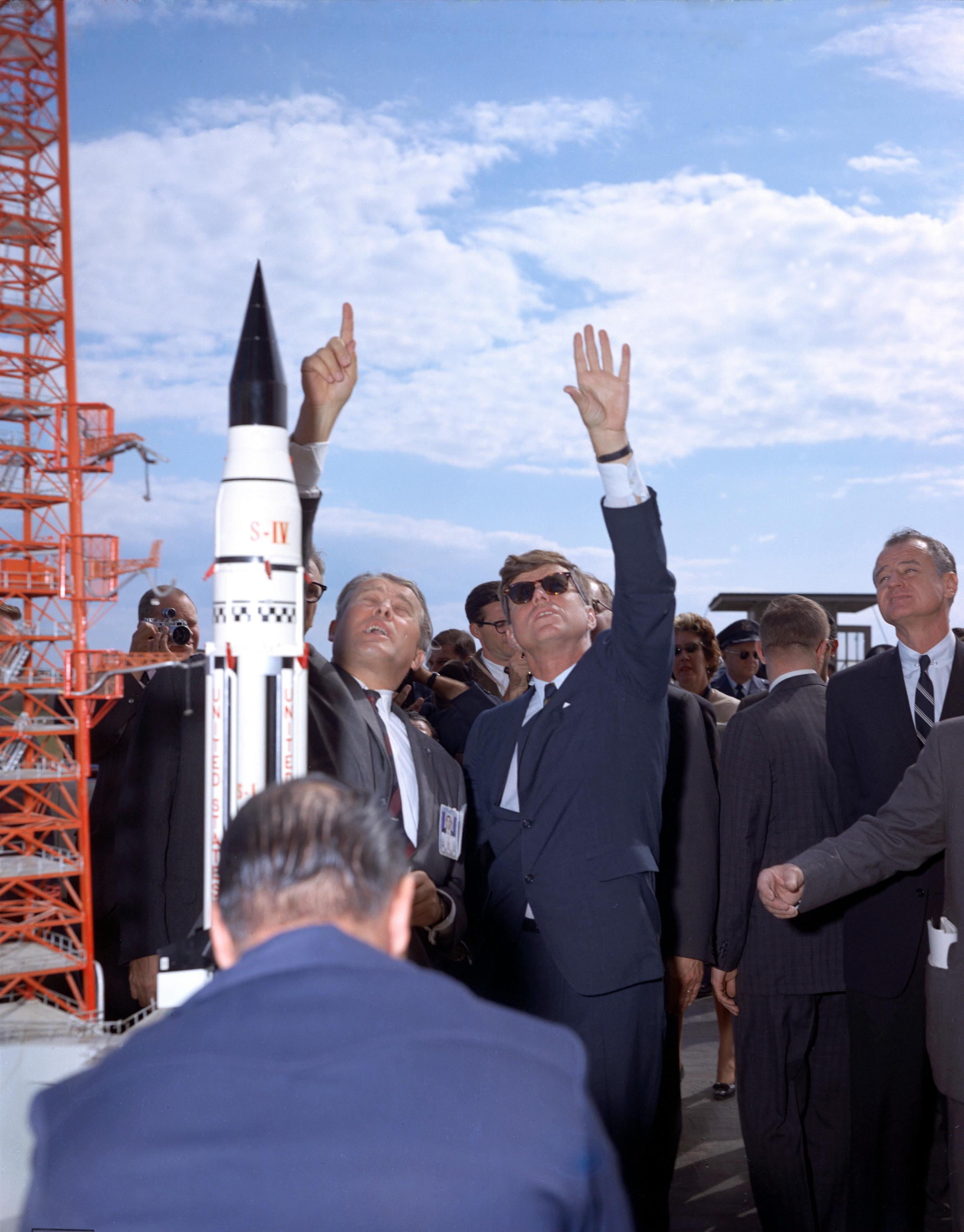
1963년 11월 16일 케이프커내버럴 미사일 시험장 투어 중 베르너 폰 브라운이 케네디 대통령에게 새턴 시스템을 설명하고 있다.

1961년 케네디의 국정연설에서 그는 우주에서의 국제 협력을 제안했다. 소련은 로켓 및 우주 능력의 현황을 공개하고 싶지 않았기 때문에 흐루쇼프는 거절했다. 재임 초기 케네디는 유인 우주 프로그램을 해체할 태세였지만, 상원에서 우주 프로그램의 강력한 지지자였던 존슨을 존중하여 어떤 결정도 연기했다.
이것은 1961년 4월 12일 소련 우주비행사 유리 가가린이 우주를 비행한 최초의 사람이 되면서 빠르게 바뀌었고, 소련과의 기술 경쟁에서 뒤쳐질 것이라는 미국의 두려움을 더욱 강화했다. 케네디는 이제 국가 안보와 명성을 위해 미국이 우주 경쟁에서 주도권을 잡기를 열망하게 되었다. 4월 20일, 그는 존슨에게 미국 우주 프로그램의 현황과 NASA가 따라잡을 기회를 제공할 수 있는 프로그램에 대해 조사해 달라는 메모를 보냈다. 베르너 폰 브라운과 협의한 후, 존슨은 약 일주일 후 응답하며 "우리는 최대의 노력을 기울이지도 않고, 이 나라가 선도적인 위치에 도달하기 위해 필요한 결과도 달성하지 못하고 있다"고 결론 내렸다. 그의 메모는 유인 달 착륙이 너무 미래의 일이어서 미국이 먼저 달성할 가능성이 높다고 결론 내렸다. 케네디의 고문 테드 소렌슨은 그에게 달 착륙을 지지하라고 조언했고, 5월 25일, 케네디는 "국가적 긴급 필요성에 대한 의회 특별 메시지"라는 제목의 연설에서 목표를 발표했다:
...나는 이 나라가 이번 10년이 끝나기 전에 달에 인간을 착륙시키고 그를 안전하게 지구로 귀환시키는 목표를 달성하기 위해 헌신해야 한다고 믿는다. 이 기간 동안 이보다 더 인류에게 인상적이거나, 장기적인 우주 탐사에 더 중요하거나, 성취하기에 이보다 더 어렵거나 비쌀 우주 프로젝트는 없을 것이다.
의회가 자금 지원을 승인한 후, 웹은 NASA를 재편성하기 시작했고, 인력을 늘렸으며, 두 개의 새로운 센터를 건설했다: 대형 달 로켓인 새턴 V를 위한 발사 운용 센터를 케이프커내버럴 우주군 기지 북서쪽에, 그리고 휴스턴의 라이스 대학교에서 기증한 부지에 유인 우주선 센터를 건설했다. 케네디는 후자의 기회를 이용하여 1962년 9월 12일 라이스 대학교에서 또 다른 연설을 하여 우주 노력을 홍보했다. 이 연설에서 그는 다음과 같이 말했다:
다른 국가의 지도자가 되고자 하는 국가는 우주 경쟁에서 뒤처질 것으로 예상해서는 안 된다. ...우리는 이 10년 안에 달에 가기로 선택하고 다른 일들을 하기로 선택한다. 쉬워서가 아니라 어렵기 때문이다.
1962년 11월 21일, NASA 행정관 웹과 다른 관리들과의 내각 회의에서 케네디는 달 착륙이 국제적 명성 때문에 중요하며, 비용이 정당화된다고 설명했다. 존슨은 우주 프로그램에서 얻은 교훈 또한 군사적 가치가 있다고 확신시켰다. 아폴로 프로그램의 비용은 400억 달러 (1962년 $342.22에 해당)에 달할 것으로 예상되었다.
1963년 9월 유엔 연설에서 케네디는 소련과 미국 간의 우주 협력을 촉구했으며, 특히 아폴로 계획을 "달로 가는 공동 탐험"으로 전환할 것을 권고했다. 흐루쇼프는 다시 거절했고, 소련은 1964년까지 유인 달 임무에 전념하지 않았다. 1969년 7월 20일에는 케네디 사망 거의 6년 후 아폴로 11호가 최초의 유인 우주선을 달에 착륙시켰다.

### 여성의 지위
1960년 대통령 선거 운동 기간 동안, 케네디는 동일노동 동일임금 개념과 동일권리 수정안(ERA)의 채택을 지지했다. 여성 문제에 대한 그의 주요 임명자는 에스더 피터슨으로, 미국 여성국 국장으로서 여성의 경제적 지위 향상에 주력했다. 1961년 12월, 케네디는 여성의 지위에 관한 문제에 대해 자신에게 조언하기 위한 여성 지위 대통령 위원회를 설립하는 행정 명령에 서명했다. 전 영부인 엘리너 루스벨트는 1962년 사망할 때까지 위원회를 이끌었으며, 여성 노동자들을 위한 특별 보호를 종식시킬 것이라는 이유로 동일권리 수정안에 반대했다. 위원회의 최종 보고서인 "미국 여성"은 1963년 10월에 발행되었다. 이 보고서는 미국 여성들이 직면한 법적 및 문화적 차별을 문서화하고 변화를 가져올 여러 정책 권고를 했다. 이 위원회의 설립과 그 두드러진 대중적 인지도는 의회가 여성의 지위와 관련된 다양한 법안을 검토하기 시작하도록 촉발했다. 그 중 하나는 공정근로기준법의 개정안인 1963년 동일임금법으로, 성별에 따른 임금 격차를 철폐하는 것을 목표로 했다 (성별임금격차 참조). 케네디는 1963년 6월 10일 이 법안에 서명했다.

### 범죄

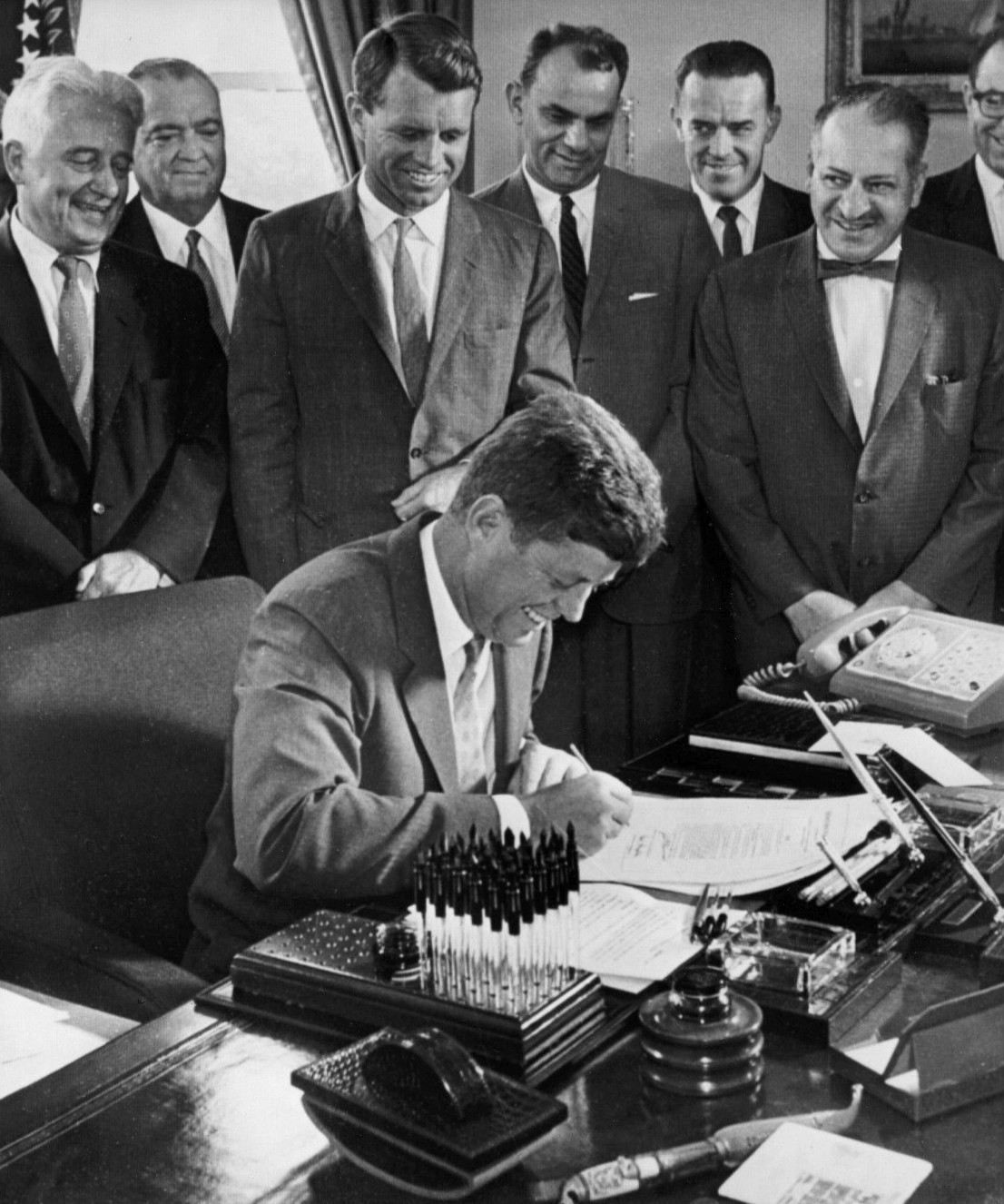
1961년 9월 반범죄 법안에 서명하는 케네디 대통령. FBI 국장 J. 에드거 후버와 법무장관 로버트 F. 케네디가 배경에 있다.

#### 조직범죄
조직범죄 문제는 매클렐런 위원회의 조사 덕분에 1950년대에 전국적인 관심을 받았다. 로버트 F. 케네디와 존 F. 케네디는 모두 그 위원회에서 역할을 했고, 1960년 로버트 케네디는 사업과 조직 노동 내 조직범죄의 영향에 초점을 맞춘 책 《내부의 적》을 출간했다. 법무장관의 지휘 아래 케네디 행정부는 법무부, FBI, 미국 국세청의 초점을 조직범죄로 전환했다. 케네디는 또한 주간 사기, 도박, 총기 운반을 단속하기 위해 고안된 5개 법안(즉, 1961년 연방 전신법)에 대한 의회 승인을 얻었다. 연방 정부는 마피아 지도자인 카를로스 마르첼로와 조이 아이우파를 표적으로 삼았다. 마르첼로는 과테말라로 추방되었고, 아이우파는 1918년 철새 조약법 위반으로 유죄 판결을 받았다. 법무장관의 최고 표적은 팀스터스 노동조합의 우두머리인 지미 호파였다. 법무부의 "호파 잡기 팀"은 결국 호파를 포함한 100명 이상의 팀스터들을 유죄 판결을 받게 했다. 호파는 배심원 위증과 연금 기금 사기로 유죄 판결을 받았다.

#### 소년 비행
1961년 5월 11일, 케네디 대통령은 행정 명령 10940호에 서명하여 소년 비행 및 청소년 범죄 대통령 위원회(PCJD)를 설립했다. 로버트 F. 케네디 법무장관이 위원장으로 임명되었고, 1961년 9월 22일 소년 비행 및 청소년 범죄 통제법이 발효되었다. 이 프로그램은 청소년들이 비행 행위를 저지르는 것을 방지하는 것을 목표로 했다.

#### 연방 및 군사 사형
대통령으로서 케네디는 1972년 연방 사형 집행 중단으로 이어진 퍼맨 대 조지아 사건 이전의 마지막 연방 사형 집행을 감독했다. 빅터 페귀어는 아이오와 연방 법원에서 사형 선고를 받았고 1963년 3월 15일 처형되었다. 케네디는 1962년 2월 12일 군사 법원에서 선고된 선원 지미 헨더슨의 사형을 종신형으로 감형했다. 1962년 3월 22일, 케네디는 워싱턴 D.C.에서 1급 살인에 대한 의무 사형을 폐지하는 HR5143(PL87-423) 법안에 서명했다. 이는 미국 내에서 그러한 형벌이 남아 있던 유일한 관할권이었다.

### 기타 문제

#### 신체 건강

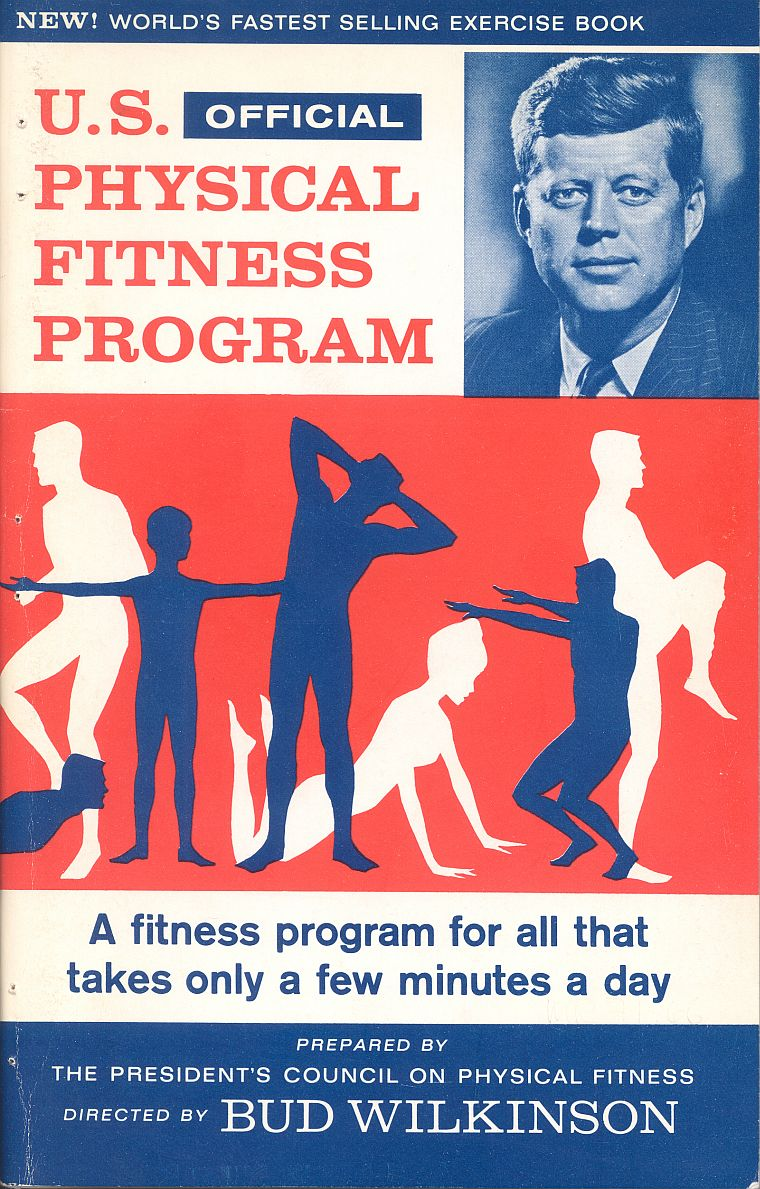
1963년경 미국 신체 건강 프로그램 표지

당선인 시절 케네디는 1960년 12월 26일 스포츠 일러스트레이티드에 "나약한 미국인"이라는 제목의 기사를 썼는데, 이 기사는 자동화와 증가된 여가 시간이 운동과 노력의 이점을 대체하는 변화하는 세상에서 미국인들이 체력이 약해지고 있다고 경고했다. 대통령으로서 케네디는 공개 발언에서 피트니스 문제를 자주 언급했으며, 케네디의 전임자 드와이트 D. 아이젠하워 대통령이 1956년 7월 16일에 설립한 대통령 신체 건강 및 스포츠 위원회에 새로운 프로젝트를 할당했다. 50마일 하이킹 아이디어는 1962년 말 케네디가 시어도어 루스벨트의 행정 명령을 발견하면서 발전했는데, 이 명령은 미 해병대 장교들에게 최대 3일에 걸쳐 50 마일 (80 km)를 20시간 안에 완주하도록 도전하는 내용이었다. 케네디는 이 문서를 자신의 해병대 사령관인 데이비드 M. 슈프 장군에게 전달하고, 슈프가 자신의 발견인 것처럼 자신에게 보고하여 현대 해병대원들이 이 위업을 재현해야 한다는 제안을 하도록 제안했다. 그러나 50마일 하이킹의 진정한 영향은 일반 대중에게 미쳤다. 많은 미국인들이 이 하이킹을 대통령의 도전으로 받아들였다. 케네디 위원회는 신체 건강에 대한 전국적인 홍보 캠페인으로 이러한 열정을 활용했다.

#### 아메리카 원주민 관계
킨추아 댐의 건설로 세네카족의 땅 10,000 ac (4,047 ha)가 침수되었는데, 이 땅은 1794년 카난다이과 조약에 따라 세네카족이 점유하고 있던 곳이었다. 이로 인해 600명의 세네카족이 뉴욕 살라망카로 강제 이주되었다. 케네디는 미국 시민 자유 연맹(ACLU)으로부터 개입하여 프로젝트를 중단해 달라는 요청을 받았지만, 그는 홍수 통제의 중대한 필요성을 언급하며 거절했다. 그는 세네카족의 곤경에 대해 우려를 표명하고, 정부 기관에 더 많은 토지, 손해 배상 및 이주를 완화하는 데 도움이 되는 지원을 제공하도록 지시했다.

#### 농업
케네디는 농업 문제에 상대적으로 관심이 적었지만, 과잉 생산 문제를 해결하고 농민 소득을 높이며 농업에 대한 연방 지출을 줄이려 했다. 오빌 프리먼 농무장관의 지휘 아래 행정부는 농민 생산을 제한하려 했지만, 이러한 제안은 일반적으로 의회에서 부결되었다. 국내 농산물 수요를 늘리고 빈곤층을 돕기 위해 케네디는 시험적인 식량 지원 프로그램을 시작하고 연방 학교 급식 프로그램을 확대했다.

## 암살
케네디 대통령은 1963년 11월 22일 중부 표준시 오후 12시 30분, 텍사스주 댈러스에서 랄프 야버러와 돈 야버러 자유주의자와 존 코널리 보수주의자 사이의 민주당 내부 마찰을 해소하기 위한 텍사스 정치 순방 중 암살당했다. 재키 케네디, 코널리, 코널리의 아내 넬리와 함께 댈러스 도심을 지나는 대통령 차량 행렬을 타고 가던 중 케네디는 머리와 목에 총을 맞았다. 그는 응급 치료를 위해 파크랜드 병원으로 이송되었지만, 오후 1시 00분에 사망 선고를 받았다.

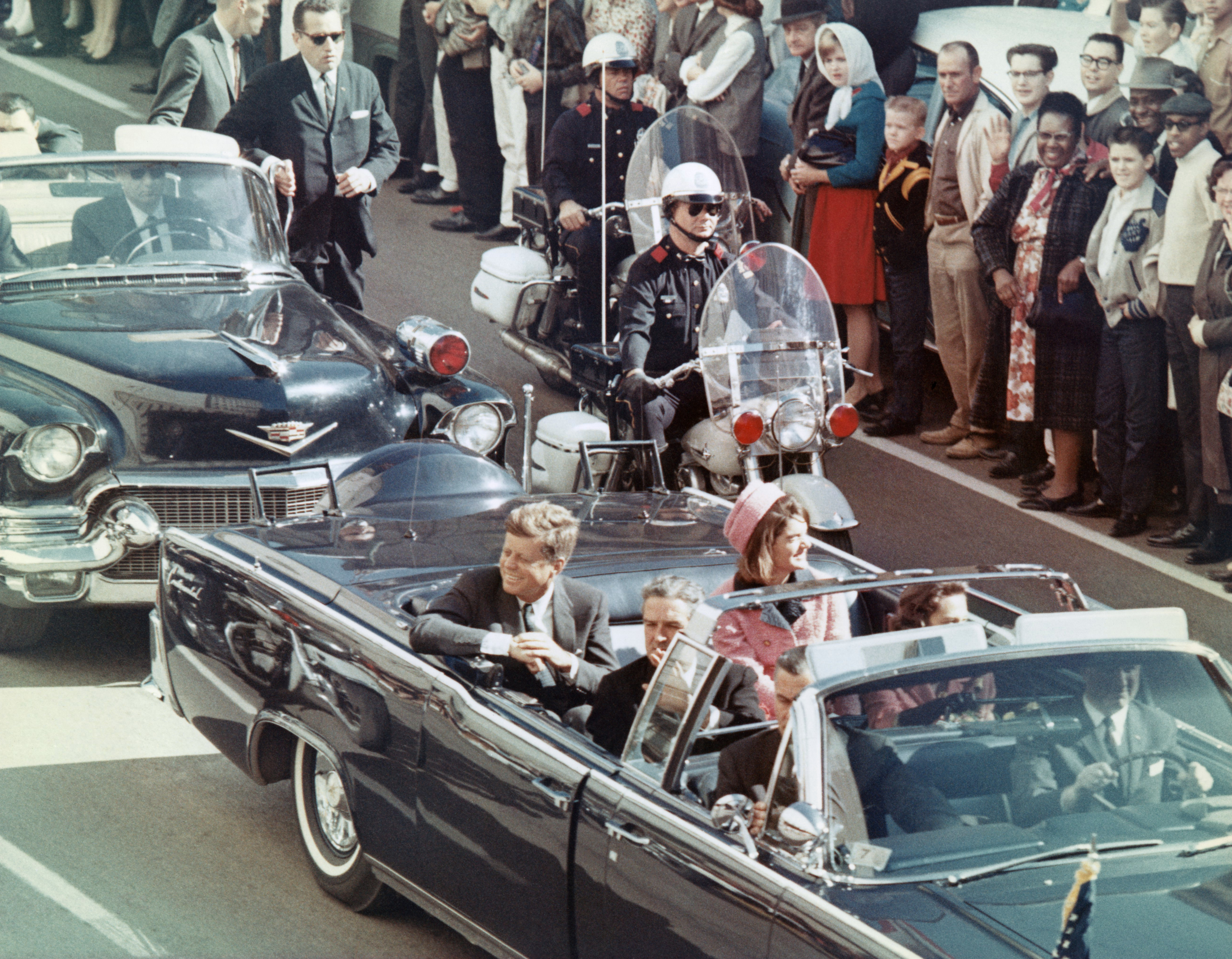
댈러스에서 암살되기 직전 대통령 리무진에 탄 케네디 부부와 코널리 부부

암살 몇 시간 후, 텍사스 교과서 보관소의 주문 담당자였던 리 하비 오스월드는 J. D. 티핏 경찰관 살해 혐의로 체포되었고, 이어서 케네디 암살 혐의로 기소되었다. 오스월드는 혐의를 부인했지만, 11월 24일 스트립 클럽 주인 잭 루비에게 살해당했다. 루비는 케네디의 죽음에 대한 자신의 슬픔 때문에 오스월드를 살해했다고 주장했지만, 케네디 암살과 오스월드의 죽음은 케네디가 음모의 희생자였다는 엄청난 추측을 불러일으켰다. 케네디의 뒤를 이어 린든 존슨이 대통령이 되었는데, 그는 11월 27일에 "그가 오랫동안 싸워왔던 민권 법안의 가능한 한 빠른 통과보다 케네디 대통령의 기억을 더 웅변적으로 기릴 기념물이나 연설, 찬사는 없을 것이다"라고 말했다.
존슨 대통령은 암살 사건을 조사하기 위해 얼 워런 대법원장이 위원장을 맡은 워런 위원회를 창설했다. 워런 위원회는 오스월드가 케네디를 단독으로 살해했으며, 어떤 음모에도 가담하지 않았다고 결론 내렸다. 이 조사의 결과는 많은 사람들에 의해 논란이 되고 있다. 다양한 이론들은 암살의 책임을 쿠바, 소련, 마피아, CIA, FBI, 최고 군 지도자들, 또는 존슨 자신에게 돌린다. 2004년 폭스 뉴스 여론조사에 따르면, 미국인의 66%는 케네디 대통령을 살해하려는 음모가 있었다고 생각했고, 74%는 은폐가 있었다고 생각했다. 2013년 11월 중순 갤럽 여론조사에 따르면, 61%가 음모를 믿고 있으며, 오스월드가 단독으로 저질렀다고 생각하는 사람은 30%에 불과했다. 1979년, 미국 하원 암살 조사 특별위원회는 오스월드가 케네디를 총격했으며, 외국 정부나 미국 정부 기관이 총격에 연루되지 않았다고 결론 내렸다. 그러나 위원회는 또한 두 번째 총격범이 마피아와 연관되어 있었을 가능성이 "높다"고 밝혔다.
암살은 미국 대중에게 엄청난 영향을 미쳤고 정부 기관에 대한 불신을 심화시키는 데 기여했다. 길리오(Giglio)는 케네디의 암살이 "헤아릴 수 없는 슬픔을 불러일으켰다"고 쓰면서, "많은 미국인들에게 존 케네디의 죽음은 탁월함, 순수함, 희망, 낙관의 시대를 끝냈다"고 덧붙였다. 2002년, 역사학자 칼 M. 브라우어는 대중의 "암살에 대한 매료는 케네디의 죽음에 대한 심리적 부인, 즉 그것을 되돌리고자 하는 대중의 염원을 나타낼 수 있다"고 결론 내렸다.

## 역사적 평판
젊은 나이에 암살당한 케네디는 영감과 비극의 강력하고 인기 있는 상징으로 남아 있다.

### 카멜롯
"카멜롯"이라는 용어는 종종 그의 대통령직을 묘사하는 데 사용되는데, 이는 케네디에게 사후에 부여된 신화적인 웅장함과 많은 사람들이 그 시대의 미국 역사에 대해 느끼는 강력한 향수를 모두 반영한다. 리처드 딘 번스와 조셉 M. 시라쿠사에 따르면, 케네디의 유산에 대한 가장 인기 있는 주제는 아서왕과 카멜롯 전설의 재현이다. JFK 사망 후 며칠 만에, 신화의 중심 역할을 하게 될 그의 미망인 재클린 케네디 오나시스는 언론인 시어도어 H. 화이트에게 접근했다. 케네디 부인은 JFK와 그의 행정부에 대한 숭배적인 기억을 형성할 이미지를 강조하며, 대통령이 인기 있는 [[카멜롯 (뮤지컬)|브로드웨이 뮤지컬 "카멜롯"에 대한 사랑을 강조했다. 그녀는 남편이 전 학급 친구였던 앨런 제이 러너의 음악을 얼마나 사랑했는지 강조했다. 케네디 부인은 JFK가 아서왕과 같은 영웅들을 존경했다고 주장하며 그를 이상주의자로 묘사했지만, 화이트는 이것이 사실이 아님을 알고 있었다. 비극적인 사건 속에서 긍정적인 메시지를 전달하려는 시도에서 그녀는 남편이 "카멜롯" 쇼의 끝부분을 반복했다고 인용했다: "다시 위대한 대통령들이 나올 것이지만, 다른 카멜롯은 결코 없을 것이다." 카멜롯 이야기가 포함된 화이트의 영향력 있는 에세이는 1963년 12월 3일 라이프 잡지 특별 기념호에 게재되어 3천만 명 이상의 사람들에게 도달했다. 슬픔에 잠긴 대중에게 이 고양시키는 메시지는 논리적으로 보였다. 결국, 백악관에 입성한 최연소 인물인 JFK는 지성, 명확성, 유머를 보여주었다. 더욱이, 국제적으로 숭배받는 젊고 아름다운 아내와 그의 유명한 가족은 케네디를 아서왕 전설과 쉽게 연결시켰다. 나중에 화이트는 카멜롯 신화를 대중화하는 데 자신의 역할에 대해 후회를 표명했다. 수년 동안 비평가들, 특히 역사학자들은 카멜롯 신화를 JFK의 행동, 신념, 정책에 대한 왜곡으로 조롱해 왔다. 그러나 대중의 기억 속에서 케네디의 대통령 재임 기간은 여전히 짧고, 화려하고, 빛나는 순간으로 여겨진다.

### 대중과 전문가

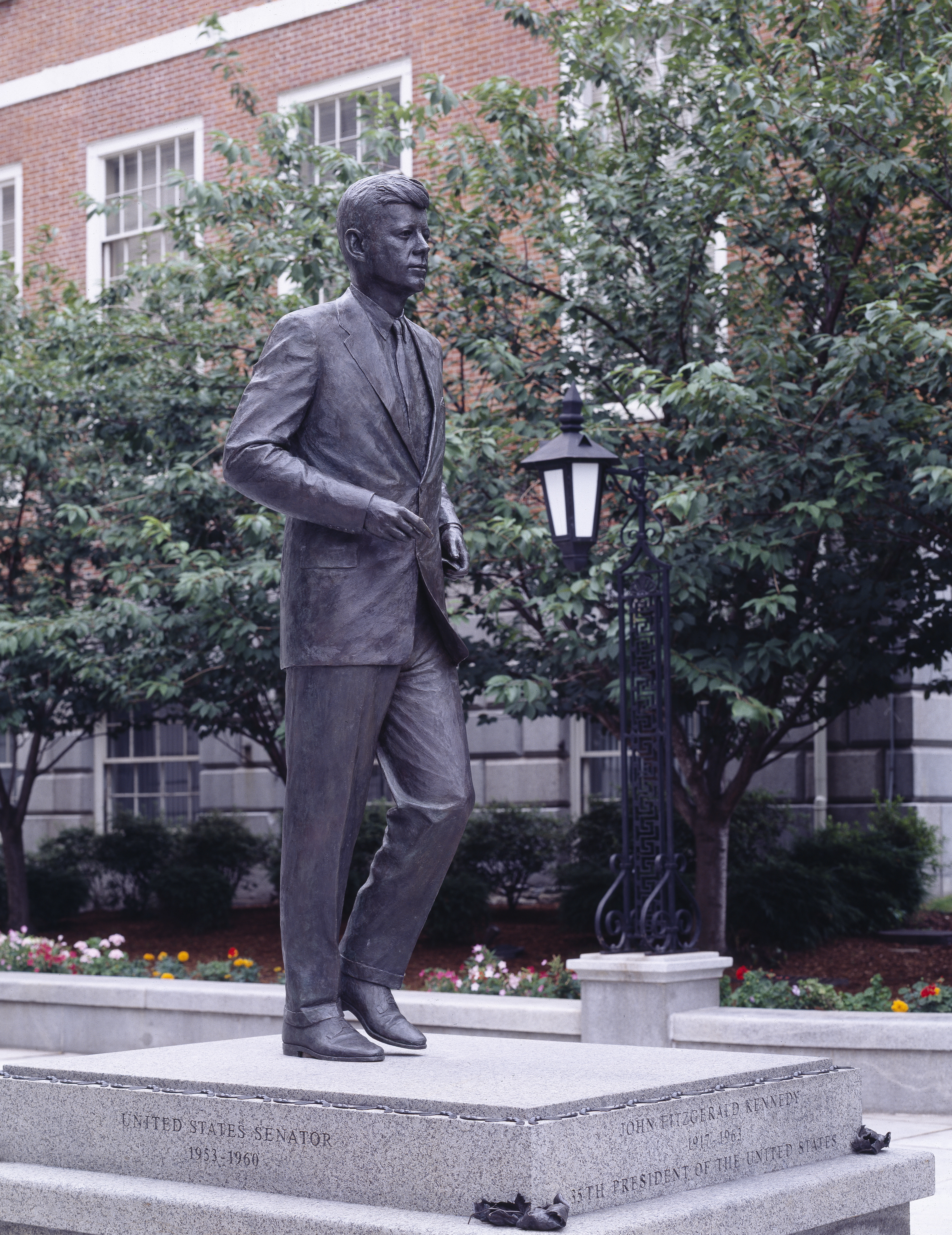
보스턴 매사추세츠주 의사당 밖에 있는 존 F. 케네디 동상

여론 조사에서 케네디는 에이브러햄 링컨과 프랭클린 D. 루스벨트처럼 우상화되어 있다. 갤럽 여론 조사에 따르면 그의 지지율은 꾸준히 80%대이다. 케네디의 유산은 빌 클린턴, 앨 고어, 마이클 두카키스, 게리 하트를 포함한 자유주의적 민주당 지도자 세대에 강력한 영향을 미쳤다.
역사학자와 정치학자들은 케네디를 평균 이상의 대통령으로 평가하는 경향이 있으며, 그는 보통 한 번의 임기 미만을 지낸 대통령 중 가장 높은 순위에 오른다. 그의 정책에 대한 평가는 엇갈린다. 그의 행정부 초기는 실패한 피그스만 침공과 1961년 빈 정상회담으로 강조된 실책을 겪었다. 그의 재임 후반기는 여러 주목할 만한 성공으로 채워졌으며, 이로 인해 그는 찬사를 받는다. 그는 쿠바 미사일 위기를 능숙하게 처리하여 핵전쟁을 피하고 미국-소련 관계의 덜 긴장된 시대를 위한 발판을 마련했다. 반면에 베트남에 대한 미국의 개입 확대는 비판을 받았다. 국내 문제에 대한 케네디의 효과 또한 논쟁의 대상이었다. 길리오는 케네디의 많은 제안이 의회에서 채택되었지만, 노인 의료 보험, 교육에 대한 연방 지원, 세금 개혁을 포함한 그의 가장 중요한 프로그램은 그의 재임 기간 동안 저지되었다고 지적했다. 케네디의 많은 제안은 그의 사망 후, 존슨 행정부에서 통과되었으며 케네디의 죽음은 이러한 제안에 강력한 도덕적 요소를 부여했다.
2014년 워싱턴 포스트가 미국정치학회의 대통령 및 행정 정치 부문 회원 162명을 대상으로 실시한 설문조사에서 케네디는 당시 대통령이었던 버락 오바마를 포함한 역대 43명의 대통령 중 전체적으로 14위에 올랐다. "현대 대통령" 중에서는 (프랭클린 루스벨트부터 오바마까지의 13명) 중간 순위에 위치했다. 이 설문조사는 또한 케네디가 가장 과대평가된 미국 대통령이라는 것을 발견했다. 2017년 C-SPAN 설문조사에서는 케네디가 역대 10대 대통령 중 한 명으로 선정되었다. 이 설문조사는 91명의 대통령 역사학자들에게 역대 43명의 전 대통령(당시 대통령이었던 버락 오바마 포함)을 다양한 범주로 순위를 매겨 종합 점수를 내어 전체 순위를 도출했다. 케네디는 모든 전 대통령 중 8위에 올랐다(2009년 6위에서 하락). 이 가장 최근 여론조사의 다양한 범주에서의 그의 순위는 다음과 같았다: 대중 설득력(6), 위기 리더십(7), 경제 관리(7), 도덕적 권위(15), 국제 관계(14), 행정 능력(15), 의회와의 관계(12), 비전/의제 설정(9), 모두를 위한 평등한 정의 추구(7), 시대적 맥락에서의 성과(9). 2018년 미국정치학회의 대통령 및 행정 정치 부문 여론조사에서는 케네디를 16번째로 좋은 대통령으로 선정했다.

#### 최악의 실수
2006년 역사학자들을 대상으로 한 여론조사에서 케네디의 피그스만 침공 승인 결정은 역대 미국 대통령들이 저지른 실수 중 8번째로 최악의 실수로 꼽혔다.

### 미국 특수부대
미국 특수부대는 케네디와 특별한 유대감을 가지고 있었다. "우리의 그린 베레를 재건하고 돌려준 것은 케네디 대통령이었다"고 베트남에서 특수부대와 함께 복무했던 미군 신문 스타스 앤 스트라이프스의 작가 포레스트 린들리가 말했다. 이러한 유대감은 케네디의 장례식에서 나타났다. 케네디 사망 25주기 기념식에서 베트남 특수부대 마지막 사령관 마이클 D. 힐리 장군은 알링턴 국립묘지에서 연설했다. 나중에 그린 베레 형태의 화환이 묘지에 놓였는데, 이는 장례식 당일 묘지를 지키던 특수부대 하사가 자신의 베레모를 관에 놓으면서 시작된 전통이다. 케네디는 미 해군에서 복무한 6명의 대통령 중 첫 번째였으며, 그의 행정부의 지속적인 유산 중 하나는 1961년 또 다른 특수부대인 네이비 실의 창설이었다. 케네디는 이를 열렬히 지지했다.

## 내용주
1. ↑  몇몇 주에서 시민권과 남부에 거주하는 아프리카계 미국인의 투표권에 대한 전국 민주당의 지지에 반대했던 남부 민주당원들은 케네디에게 승리에 필요한 선거인단 투표수(537표 중 269표)를 거부함으로써 그의 당선을 저지하려 했다.[7][6]
2. ↑  닉슨에게 투표하기로 서약했던 헨리 D. 어윈.[8]
3. ↑  시어도어 루스벨트는 1901년 9월 14일 처음 대통령직을 맡았을 때 9개월 더 어렸지만, 1904년에 46세의 나이로 대통령으로 선출되었다.[13]
4. ↑  단체는 다음과 같았다: 미국 유대인 회의, 미국 재향군인 위원회, 민주 행동을 위한 미국인, B'Nai B'rith의 반명예훼손 연맹, 국제 전기 노동자 연합(AFL-CIO), 유색 인종 발전 전국 협회, 통합 자동차 노동자 연합(AFL-CIO).
5. ↑  케네디는 특수부대가 그린 베레를 착용하는 것을 금지했던 국방부의 규정을 뒤집었다. Reeves 1993, 116쪽.

### 참고 문헌
- Ashton, N. (2002). 《Kennedy, Macmillan and the Cold War: The Irony of Interdependence》 illurat판. Springer. ISBN 9780230800014.
- Bilharz, Joy Ann (2002) [1998]. 《The Allegany Senecas and Kinzua Dam: Forced Relocation Through Two Generations》. Lincoln: University of Nebraska Press. ISBN 978-0-8032-1282-4.
- Bernstein, Irving (1991). 《Promises Kept: John F. Kennedy's New Frontier》. Oxford UP. ISBN 978-0-19-504641-0.
- Blight, James G.; Lang, Janet M. (2005). 《The Fog of War: Eleven Lessons from the Life of Robert S. McNamara》. Lanham, Md.: Rowman & Littlefield. ISBN 978-0-7425-4221-1.
- Brauer, Carl M. (2002). 〈John F. Kennedy〉.   Graff, Henry. 《The Presidents: A Reference History》 2판. Macmillan Library Reference USA. 481–498쪽. ISBN 0-684-80551-0.
- Brinkley, Alan (2012). 《John F. Kennedy》. Times Books. ISBN 978-0-8050-8349-1.
- Bryant, Nick (Autumn 2006). 《Black Man Who Was Crazy Enough to Apply to Ole Miss》. 《The Journal of Blacks in Higher Education》.
- Burns, Richard Dean, and Joseph M. Siracusa. (2015) Historical Dictionary of the Kennedy-Johnson Era (Rowman & Littlefield, 2015)
- Dallek, Robert (2003). 《An Unfinished Life: John F. Kennedy, 1917–1963》. Boston, MA: Little, Brown and Co. ISBN 978-0-316-17238-7.
- Dallek, Robert. Camelot's Court: Inside the Kennedy White House (2013)
- Douglass, James W. (2010). 《JFK and the Unspeakable: Why He Died and Why It Matters》 reprint판. Simon and Schuster. ISBN 9781439193884.
- Dudley, Robert L.; Shiraev, Eric (2008). 《Counting Every Vote: The Most Contentious Elections in American History》. Dulles, Virginia: Potomac Books. ISBN 978-1-59797-224-6.
- Dunnigan, 제임스 더니건; 알베르트 노피 (1999). 《Dirty Little Secrets of the Vietnam War》. St. Martin's. ISBN 978-0-312-19857-2.
- Frum, 데이비드 프럼 (2000). 《How We Got Here: The '70s》. Basic Books. ISBN 978-0-465-04196-1.
- Gibson, Bryan R. (2015). 《Sold Out? US Foreign Policy, Iraq, the Kurds, and the Cold War》. Palgrave Macmillan. ISBN 978-1-137-48711-7.
- Giglio, James N. (2006). 《The Presidency of John F. Kennedy》 2판. University Press of Kansas.
- Herst, Burton (2007). 《Bobby and J. Edgar: The Historic Face-Off Between the Kennedys and J. Edgar Hoover That Transformed America》. Basic Books. ISBN 978-0-7867-1982-2.
- Herring, George C. (2008). 《From Colony to Superpower; U.S. Foreign Relations Since 1776》. Oxford University Press. ISBN 978-0-19-507822-0.
- Johnson, C. Donald (2018). 《The Wealth of Nations: A History of Trade Politics in America》. Oxford University Press. ISBN 9780190865917.
- Karnow, Stanley (1991). 《Vietnam: A History》 2판. Penguin books. ISBN 9780140145335.
- Kempe, 프레더릭 켐프 (2011). 《Berlin 1961》. New York: G.P. Putnam's Sons. ISBN 978-0-399-15729-5.
- Kenney, Charles (2000). 《John F. Kennedy: The Presidential Portfolio》. PublicAffairs. ISBN 978-1-891620-36-2.
- Lacroix, Patrick (2021). 《John F. Kennedy and the Politics of Faith》. Lawrence, KS: University Press of Kansas. ISBN 978-0-7006-3049-3.
- Matthews, 크리스 매슈스 (2011). 《Jack Kennedy: Elusive Hero》. Simon & Schuster. ISBN 978-1-4516-3508-9.
- McNamara, 로버트 맥나마라 (2000). 《Argument Without End: In Search of Answers to the Vietnam Tragedy》. PublicAffairs. ISBN 9781891620225.
- Nelson, Craig (2009). 《Rocket Men: The Epic Story of the First Men on the Moon》. New York, New York: John Murray. ISBN 978-0-670-02103-1.
- O'Brien, Michael (2005). 《John F. Kennedy: A Biography》. Thomas Dunne. ISBN 978-0-312-28129-8.
- Parmet, Herbert S. (1983). 《JFK: The Presidency of John F. Kennedy》. New York: Dial Press. ISBN 978-0-140-07054-5.
- Patterson, James (1996). 《Grand Expectations: The United States 19451974》. Oxford University Press. ISBN 978-0195117974.
- Reeves, 리처드 리브스 (미국 작가) (1993). 《President Kennedy: Profile of Power》. New York: Simon & Schuster. ISBN 978-0-671-64879-4.
- Salt, Jeremey (2008). 《The Unmaking of the Middle East: A History of Western Disorder in Arab lands》. Berkeley, CA: University of California Press. ISBN 978-0-520-25551-7.
- Schlesinger, 아서 M. 슐레진저 주니어 (2002) [1965]. 《천일: 백악관의 존 F. 케네디》. Boston: Houghton Mifflin. ISBN 978-0-618-21927-8.
- Sorensen, 테드 소렌슨 (1966) [1965]. 《Kennedy》 (paperback). New York: Bantam. OCLC 2746832.
- Tucker, 스펜서 터커 (2011) [1998]. 《The Encyclopedia of the Vietnam War: A Political, Social, and Military History》. ABC-CLIO. ISBN 978-1851099603.

## 더 읽어보기
- Aldous, Richard. (2023) The Dillon Era: Douglas Dillon in the Eisenhower, Kennedy, and Johnson Administrations (McGill-Queen's University Press, 2023).
- Brauer, Carl. J (1977). 《John F. Kennedy and the Second Reconstruction》. Columbia UP. ISBN 9780231083676., on civil rights
- Brinkley, Douglas. Silent Spring Revolution: John F. Kennedy, Rachel Carson, Lyndon Johnson, Richard Nixon, and the Great Environmental Awakening (2022) excerpt
- Burner, David (1988). 《John F. Kennedy and a New Generation》. Pearson Longman. ISBN 9780205603459.
- Casey, Shaun. The Making of a Catholic President: Kennedy vs. Nixon 1960 (2009, ISBN 978-0195374483)
- Daynes, Byron W. and Glen Sussman, White House Politics and the Environment: Franklin D. Roosevelt to George W. Bush (2010) pp 46–56.
- Harris, Seymour E. The Economics of the Political Parties, with Special Attention to Presidents Eisenhower and Kennedy (1962)
- Hart, John. "Kennedy, Congress and Civil Rights." Journal of American Studies 13.2 (1979): 165–178.
- Heath, Jim F. Decade of Disillusionment: The Kennedy–Johnson Years (1976, ISBN 978-0253316707)
- Hodgson, Godfrey. JFK and LBJ: The Last Two Great Presidents (Yale UP, 2015) excerpt
- Holzer, Harold. The Presidents Vs. the Press: The Endless Battle Between the White House and the Media—from the Founding Fathers to Fake News (Dutton, 2020) pp. 193–221. online
- Jacobs, Nicholas F., and James D. Savage. "Kennedy's Keynesian Budgetary Politics and the 1962 Public Works Acceleration Act." Journal of Policy History 30.3 (2018): 522–551.
- Murphy, John M. John F. Kennedy and the Liberal Persuasion (MSU Press, 2019), examines his speeches
- Smith, Thomas G. "John Kennedy, Stewart Udall, and new frontier conservation." Pacific Historical Review 64.3 (1995): 329-362 online
- Stern, Mark. "John F. Kennedy and civil rights: From Congress to the presidency." Presidential Studies Quarterly 19.4 (1989): 797–823.
- Sundquist, James L. Politics and Policy; the Eisenhower, Kennedy, and Johnson Years (1968) online free to borrow

### 외교 정책
- Andrew, Christopher. For the President's Eyes Only: Secret Intelligence and the American Presidency from Washington to Bush (1995), pp 257–306.
- Beschloss, Michael R. The Crisis Years: Kennedy and Khrushchev, 1960–1963 (1991)
- Brinkley, Douglas, and Richard T. Griffiths, eds. John F. Kennedy and Europe (1999) essays by experts.
- Dean, Robert D. "Masculinity as ideology: John F. Kennedy and the domestic politics of foreign policy." Diplomatic History 22.1 (1998): 29–62.
- Duncan, Jason K. John F. Kennedy: The Spirit of Cold War Liberalism (Routledge, 2013).
- Dunne, Michael. "Kennedy's Alliance for Progress: Countering Revolution in Latin America Part II: The Historiographical Record." International Affairs 92.2 (2016): 435–452.
- Freedman, Lawrence. Kennedy's Wars: Berlin, Cuba, Laos and Vietnam (2000)
- Field, Thomas C. From Development to Dictatorship: Bolivia and the Alliance for Progress in the Kennedy Era (2014)
- Fursenko, Aleksandr and 티모시 나프탈리. One Hell of a Gamble: Khrushchev, Castro and Kennedy, 1958–1964 (1997)
- Gavin, Francis J. Gold, Dollars, and Power: The Politics of International Monetary Relations, 1958–1971 (2007)
- Gioe, David, Len Scott, and Christopher Andrew, eds. An International History of the Cuban Missile Crisis (2014), essays by scholars.
- Herring, George C. From Colony to Superpower: U.S. Foreign Relations since 1776 (2009) pp. 702–29.
- Hilsman, Roger. To Move a Nation; The Politics of Foreign Policy in the Administration of John F. Kennedy (1967).
- Jones, Howard. The Bay of Pigs (2008).
- Kaufman, Burton I. "John F. Kennedy as world leader: A perspective on the literature." Diplomatic History 17.3 (1993): 447–470. JSTOR 24912245
- Kempe, Frederick. Berlin 1961: Kennedy, Khrushchev, and the most dangerous place on earth (2011).
- Kunz, Diane B.  ed. The Diplomacy of the Crucial Decade: American American foreign relations during the 1960s (1994)
- Newman, John M. JFK and Vietnam: Deception, Intrigue, and the Struggle for Power (1992)
- Paterson, Thomas G., ed. Kennedy's Quest for Victory: American Foreign Policy, 1961–1963 (1989) online
- Powaski, Ronald E. "John F. Kennedy, the Hawks, the Doves, and the Cuban Missile Crisis, 1962." in Powaski, American Presidential Statecraft (2017) pp. 11–65.
- Rabe, Stephen G. John F. Kennedy: World Leader (Potomac Books, 2010) 189 pages
- Rakove, Robert B.  Kennedy, Johnson and the Nonaligned World (2013)
- Selverstone, Marc J., ed. A Companion to John F. Kennedy (2014) ch 11–25. excerpt
- Sergunin, Alexander. "John F. Kennedy's Decision-Making on the Berlin Crisis of 1961." Review of History and Political Science 2.1 (2014): 1–27.  online
- Taffet, Jeffrey J. Foreign Aid as Foreign Policy: The Alliance for Progress in Latin America (2007)
- Tucker, Spencer. The Encyclopedia of the Vietnam War: A Political, Social, and Military History (1998)
- Walton, Richard J. Cold War and Counter-Revolution: The Foreign Policy of John F. Kennedy(1972).

### 역사학
- Abramson, Jill. "Kennedy, the Elusive President" New York Times Book Review October 22, 2013, popular books pro and con
- Beck, Kent M. "The Kennedy Image: Politics, Camelot, and Vietnam." Wisconsin Magazine of History (1974) 58#1: 45–55. JSTOR 4634927
- Bordino, Alex W. "Found Footage, False Archives, and Historiography in Oliver Stone's JFK." Journal of American Culture 42.2 (2019): 112–120.
- Brown, Thomas. JFK: History of an Image (1988).
- Catsam, Derek. "The civil rights movement and the Presidency in the hot years of the Cold War: A historical and historiographical assessment." History Compass 6.1 (2008): 314–344.  online
- Craig, Campbell. "Kennedy's international legacy, fifty years on." International affairs 89.6 (2013): 1367–1378. JSTOR 24538446
- Dennett, Bruce. "A conversation about JFK in history and memory." Teaching History 53.1 (2019): 20–26.
- Dunne, Michael. "Kennedy's Alliance for Progress: countering revolution in Latin America Part II: the historiographical record." International Affairs 92.2 (2016): 435–452.  online
- Giglio, James N. "John F. Kennedy as Domestic Leader: A Perspective on the Literature." in Kennedy: The New Frontier Revisited (Palgrave Macmillan, London, 1998). 222–255.
- Kaufman, Burton I. "John F. Kennedy as world leader: A perspective on the literature." Diplomatic History 17.3 (1993): 447–470. JSTOR 24912245
- Kazin, Michael. "An Idol and Once a President: John F. Kennedy at 100." Journal of American History 104.3 (Dec 2017): 707–726.  Comprehensive coverage of political scholarship, https://doi.org/10.1093/jahist/jax315
- Knott, Stephen F. Coming to Terms with John F. Kennedy (2022) excerpt
- Leuchtenburg, William E. "John F. Kennedy: Twenty Years Later." American Heritage 35 (1983): 51–59.
- Selverstone, Marc J. "Eternal Flaming: The Historiography of Kennedy Foreign Policy," Passport: The Newsletter of the SHAFR (April 2015), Vol. 46 Issue 1, pp. 22–29.
- Selverstone, Marc J. ed. A Companion to John F. Kennedy (2014) chapters 11–25 pp 207–496
- White, Mark J. "New Scholarship on the Cuban Missile Crisis." Diplomatic History 26.1 (2002): 147–153.

### 주요 자료
- Documentary History of the John F. Kennedy Presidency (18 vol. University Publications of America, 1996)